# Réseau de bus de Poissy - Les Mureaux
Le réseau de bus de Poissy - Les Mureaux est un réseau de transports en commun par autobus circulant en Île-de-France, organisé par l'autorité organisatrice Île-de-France Mobilités et la communauté urbaine Grand Paris Seine et Oise. Il est exploité par le groupe Keolis à travers la société Keolis Seine et Oise Est depuis le 1er août 2021.
Il se compose de 79 lignes qui desservent principalement les bassins de vie de Poissy et des Mureaux, ainsi qu'un service de transport à la demande.

## Histoire
Les premières lignes précurseurs du réseau de bus de Poissy - Les Mureaux sont apparues durant les années 1950[réf. nécessaire] sous les différents anciens réseaux de Poissy Aval, Deux Rives de Seine, Les Mureaux et Val de Seine. Elles permettaient de desservir l'ouest francilien.

### Évolutions des lignes de Transdev CSO
Le 1er janvier 2009, les lignes 3, 12, 22, 26, 30, 31, 32, 33, 35, 37 et 39 sont transférées aux autocars Tourneux.
Le 4 janvier 2016, une restructuration des lignes de Carrières-sous-Poissy est mise en place entraînant la création d'une nouvelle ligne 1, la mise en place d'un nouveau parcours sur la ligne 2 et la renumérotation de l'ancienne ligne 1 sous l'indice 6. Une nouvelle ligne reliant les différents quartiers de Carrières-sous-Poissy à l'usine Peugeot de Poissy est créée à la même date sous l'indice 6P.
Le 6 novembre 2017, le réseau urbain de Poissy est modifié entraînant la suppression de la ligne 53 et la renumérotation de la desserte de l'usine Peugeot de la ligne 50 sous l'indice 50P.

### Évolutions des lignes de Transdev Autocars Tourneux
Le 10 janvier 2011, la ligne 502 abandonne son parcours entre la gare de Saint-Quentin-en-Yvelines et le technocentre Renault de Guyancourt au profit de la nouvelle ligne 466 du réseau Sqybus.
Le 4 janvier 2016, la ligne 12 est scindée en deux lignes : la ligne 12 qui relie la gare de Vernouillet - Verneuil à la gare de Cergy-Préfecture avec une fréquence plus importante, et la ligne 13 qui reprend les dessertes scolaires de la ligne 12 entre Verneuil-sur-Seine et Achères.
Le 3 septembre 2018, la ligne 26 voit son itinéraire simplifié en proposant un itinéraire régulier unique entre la gare des Mureaux et la gare de Poissy. De plus, son offre est renforcée avec une fréquence d'un bus toutes les quinze à vingt-cinq minutes aux heures de pointe et toutes les heures aux heures creuses de la semaine ainsi que le samedi. Enfin, son amplitude horaire est élargie en semaine avec un premier départ à 4 h 20 et un dernier départ à 21 h 30. Par ailleurs, une nouvelle ligne 29 est créée en reprenant les dessertes scolaires de la ligne 26 dans le secteur de Poissy.

### Évolutions du réseau urbain des Mureaux

Logo de l’ancien réseau de Bus O’Mureaux.

Au 1er septembre 2007, le réseau urbain des Mureaux était constitué de cinq lignes portant le nom d'une couleur. Elles fonctionnaient avec une fréquence variable selon la période de la journée. Ainsi, les lignes Bleue, Mauve et Orange étaient exploitées aux heures de pointe et leurs services étaient relayés aux heures creuses par les lignes Rouge et Verte.
| Ligne  | Parcours                                                                                 | Jours de fonctionnement | Ligne successeur |
| ------ | ---------------------------------------------------------------------------------------- | ----------------------- | ---------------- |
| Bleue  | Les Mureaux — Gare SNCF ↔ Grand Ouest ↔ Musiciens ↔ Bécheville ↔ Les Mureaux — Gare SNCF | Lundi au dimanche       | N1, 2 et 3       |
| Mauve  | Les Mureaux — Gare SNCF ↔ Les Mureaux — Nouvelle France                                  | Lundi au samedi         | 5 et 6           |
| Orange | Les Mureaux — Gare SNCF ↔ Route de Verneuil ↔ Bécheville ↔ Les Mureaux — Gare SNCF       | Lundi au vendredi       | N1, 2, 3 et 4    |
| Rouge  | Les Mureaux — Route de Verneuil ↔ Les Mureaux — C. Cial Espace                           | Lundi au dimanche       | N1, 3 et 4       |
| Verte  | Les Mureaux — Descartes ↔ Les Mureaux — LEP Vaucanson                                    | Lundi au dimanche       | 2 et 5           |

Le 1er septembre 2008, ce réseau est restructuré autour de six lignes (N1, 2, 3, 4, 5, 6) et inauguré deux semaines plus tard, soit le 15 septembre 2008, en partenariat avec la commune des Mureaux, le transporteur Veolia Transport et le STIF, ce dernier ayant financé le nouveau réseau. Par rapport à l'ancien, il permet aux habitants de bénéficier d'un réseau plus simple. Les nouvelles lignes ont une fréquence plus importante et une amplitude horaire jusqu'à 23 h 30 pour trois lignes.
Le coût d'exploitation du nouveau réseau est de 2,7 millions d'euros par an dont la prise en charge est effectuée pour la quasi-totalité par le STIF dont 600 000 € au titre de son dispositif politique de la ville, la participation de la commune des Mureaux étant de 100 000 €.
Le 1er septembre 2014, à la suite de l'ouverture du « pôle Molière » aux Mureaux, la ligne 1 est réorganisée avec le report de son terminus à Bizet au lieu de Molière. Par ailleurs, la ligne 7 est créée en assurant la desserte du pôle et en reprenant la desserte des arrêts abandonnés par la ligne 1. De plus, l'itinéraire de la ligne 4 est raccourci en raison d'une faible fréquentation des arrêts en fin de parcours. Enfin, les lignes 5 et 6 ont été renforcées avec la création de trois allers-retours le matin et de quatre l'après-midi passant ainsi d'une fréquence de vingt à dix minutes.

### Ouverture à la concurrence
En raison de l'ouverture à la concurrence des transports en commun en Île-de-France, le réseau de bus de Poissy - Les Mureaux se substitue aux lignes des réseaux implantés autour des communes de Poissy et des Mureaux le 1er août 2021, correspondant à la délégation de service public numéro 34 établie par Île-de-France Mobilités. Un appel d'offres a donc été lancé par l'autorité organisatrice afin de désigner une entreprise qui succèdera à l'exploitation de entreprises présentes pour une durée de huit ans. C'est finalement Keolis, via sa filiale Keolis Seine et Oise Est, qui a été désigné lors du conseil d'administration du 11 février 2021. Au moment de son ouverture à la concurrence, le réseau se compose des lignes 1, 2, 3, 12, 22, 26, 29, 30, 31, 32, 33, 35, 37, 39 et 502 des Autocars Tourneux, des lignes 1, 2, 6, 9, 10, 11, 14, 16, 20, 21, 24, 25, 28, 50, 51, 52, 54 et 98 de Transdev CSO, des lignes N1, 2, 3, 4, 5, 6, 7 du réseau Bus O'Mureaux, des lignes 2, 5, 12, 18, 19, 13, 21, 32 et 33 de Transdev Ecquevilly, de la ligne 30-27 des Cars Lacroix et des lignes A14 Verneuil, A14 Mureaux et 100 de RATP Dev Stile.
Concernant les lignes Express A14 et 100, l'exploitation de ces lignes reste déléguée à la Stile.
Le 1er août 2021, afin d'accompagner l'ouverture à la concurrence du réseau, la desserte de la ligne 18 est scindée en trois lignes distinctes : la 18 du présent réseau pour la desserte des Mureaux et Aubergenville et deux lignes de l'Établissement Transdev d'Ecquevilly : la 28 pour la desserte des Mureaux, Maule et Villiers-Saint-Frédéric, et enfin la 38 pour la desserte du lycée Van Gogh d’Aubergenville, Maule et Andelu.
Le 16 août 2022, à l'issue de son interruption de service estivale, la ligne 21 (Aubergenville-Poissy) est scindée en deux lignes 21a et 21b.
Le 2 janvier 2023, la ligne 3 du réseau urbain des Mureaux voit la création d'un arrêt supplémentaire pour desservir le foyer d'accueil médicalisé de Bécheville.

### Restructuration du 9 mai 2023
Le 9 mai 2023, le réseau est restructuré, avec des fusions et renumérotations de l'ensemble des lignes,,.
| Anciennes lignes                                    | Nouvelles lignes |
| --------------------------------------------------- | ---------------- |
| 2 (Poissy) et 24                                    | 1                |
| 10, 25, 51 et 52                                    | 2                |
| 50                                                  | 3                |
| N1 et 7 (Les Mureaux)                               | 4                |
| 51 et 52                                            | 5                |
| 2 (Les Mureaux), 5 (Les Mureaux) et 7 (Les Mureaux) | 6                |
| 3 (Les Mureaux) et 6 (Les Mureaux)                  | 7                |
| 98                                                  | 10               |
| 13 (Hardricourt - Ecquevilly)                       | 11               |
| 20                                                  | 12               |
| 30 et 39                                            | 13               |
| 31, 32 (Vernouillet) et 37                          | 14 et 15         |
| 32 (Vernouillet) et 33 (Verneuil - Morainvilliers)  | 16               |
| 35                                                  | 17               |
| 39                                                  | 18               |
| 11                                                  | 19               |
| 16                                                  | 20               |
| 2 (Les Mureaux - Cergy)                             | 21               |
| 5 (Seraincourt - Les Mureaux)                       | 22               |
| 18                                                  | 23               |
| 54                                                  | 24               |
| 32 (Les Mureaux)                                    | 25               |
| 33 (Les Mureaux)                                    | 26               |
| 1 (Villenes-sur-Seine)                              | 27               |
| 2 (Villennes - Médan)                               | 28               |
| 25                                                  | 29               |
| 1 (Carrières-sous-Poissy)                           | 30               |
| 6 (Carrières-sous-Poissy)                           | 31               |
| 28                                                  | 32               |
| 32 (Meulan-en-Yvelines)                             | 33               |
| 55                                                  | 34               |
| 11                                                  | 40               |
| 12 (Vernouillet - Cergy)                            | 41               |
| 3 (Meulan - Saint-Germain)                          | 42               |
| 26                                                  | 43               |
| 502                                                 | 44               |
| 24S                                                 | 50               |
| 2 (Carrières-sous-Poissy, courses scolaires)        | 51               |
| 10 (courses scolaires)                              | 52               |
| 25 (courses scolaires)                              | 53               |
| 50A                                                 | 54               |
| 50B                                                 | 55               |
| 52A                                                 | 56               |
| 50B                                                 | 57               |
| 7 (courses scolaires)                               | 58               |
| 14                                                  | 59               |
| 311                                                 | 60               |
| 312                                                 | 61               |
| 313                                                 | 62               |
| 29                                                  | 63               |
| 98S                                                 | 64               |
| 3S1                                                 | 65               |
| 3S2                                                 | 66               |
| 26 (courses scolaires)                              | 67, 68 et 69     |
| 21                                                  | 70               |
| 22                                                  | 71               |
| 13 (Vernouillet - Conflans)                         | 72               |
| 12 (Aubergenville - Les Mureaux)                    | 73               |
| 11 (courses scolaires)                              | 74               |
| 32 (Vernouillet)                                    | 75               |
| 30-27                                               | 76               |
| 50P                                                 | 90               |
| 14 (services Peugeot)                               | 91               |
| 26 (services Peugeot)                               | 92               |
| 21A                                                 | 93               |
| 6P                                                  | 94               |
| 21B                                                 | 95               |
| Express 9                                           | X409             |
| Express 19                                          | X419             |
| Lignes 100, Express A14 et bus Soirée               | inchangés        |

### Modifications ultérieures et intégration des lignes de la Stile
Le 6 novembre 2023, la ligne 50 est fusionnée au sein de la ligne 59.
Le 1er janvier 2024 les trois lignes opérées par la Stile sont reprises par Keolis Seine et Oise Est et intègrent officiellement le réseau ; en outre les lignes 44 et 100 fusionnent pour former une seule et même ligne, l'Express 100,.
Le 3 Mars 2025, les lignes 14 et 15 abandonnent leurs itinéraires circulaires pour 2 itinéraires distincts :
- La ligne 14 reliera le Collège Émile Zola (situé à Vernouillet) à la gare de Vernouillet-Verneuil via l'arrêt "Bourdillon";
- La ligne 15 reliera le Collège Émile Zola (situé à Vernouillet) à la gare de Vernouillet-Verneuil via les arrêts de l’avenue du Clos des Vignes à Vernouillet et du quartier de la Côte Narbonne à Verneuil-sur-Seine via l’arrêt "Rond-Point Zola".

### Renumérotation et évolution des lignes
À partir du 25 août 2025, les lignes du réseau de bus Poissy - Les Mureaux sont renumérotées, dans le cadre du principe de numérotation régional unique planifié par Île-de-France Mobilités afin de supprimer les doublons. Les nouvelles lignes commenceront toutes par le préfixe « 65 », auquel sont ajoutés les deux derniers chiffres liés à l'ancien numéro, dès que possible. Pour les lignes Express, elles reprennent le numéro du département (ici les Yvelines, donc 78) ainsi que les deux derniers chiffres des lignes.
Ci-dessous, le tableaux récapitulatif des anciennes et nouvelles lignes ainsi que leurs catégories respectives:
| Catégories des lignes      | Ancien(s) numéro(s) | Nouveau(x) numéro(s) |
| -------------------------- | ------------------- | -------------------- |
| Lignes principales         | 1                   | 6501                 |
| Lignes principales         | 2                   | 6502                 |
| Lignes principales         | 3                   | 6503                 |
| Lignes principales         | 4                   | 6504                 |
| Lignes principales         | 5                   | 6505                 |
| Lignes principales         | 6                   | 6506                 |
| Lignes principales         | 7                   | 6507                 |
| Lignes secondaires         | 10                  | 6510                 |
| Lignes secondaires         | 11                  | 6511                 |
| Lignes secondaires         | 12                  | 6512                 |
| Lignes secondaires         | 13                  | 6513                 |
| Lignes secondaires         | 14                  | 6514                 |
| Lignes secondaires         | 15                  | 6515                 |
| Lignes secondaires         | 30                  | 6516                 |
| Lignes secondaires         | 20                  | 6517                 |
| Lignes secondaires         | 18                  | 6518                 |
| Lignes secondaires         | 19                  | 6519                 |
| Lignes secondaires         | 21                  | 6521                 |
| Lignes secondaires         | 22                  | 6522                 |
| Lignes secondaires         | 23                  | 6523                 |
| Lignes secondaires         | 16                  | 6524                 |
| Lignes secondaires         | 25                  | 6525                 |
| Lignes secondaires         | 26                  | 6526                 |
| Lignes secondaires         | 27                  | 6527                 |
| Lignes secondaires         | 28                  | 6528                 |
| Lignes secondaires         | 29                  | 6529                 |
| Lignes secondaires         | 24                  | 6536                 |
| Lignes secondaires         | 17                  | 6537                 |
| Lignes urbaines            | 31                  | 6531                 |
| Lignes urbaines            | 32                  | 6532                 |
| Lignes urbaines            | 33 (Scission)       | 6533                 |
| Lignes urbaines            | 33 (Scission)       | 6535                 |
| Lignes urbaines            | 34                  | 6534                 |
| Lignes interurbaines       | 40                  | 6540                 |
| Lignes interurbaines       | 41                  | 6541                 |
| Lignes interurbaines       | 42                  | 6542                 |
| Lignes interurbaines       | 43                  | 6543                 |
| Lignes à vocation scolaire | 51                  | 6551                 |
| Lignes à vocation scolaire | 52                  | 6552                 |
| Lignes à vocation scolaire | 53                  | 6553                 |
| Lignes à vocation scolaire | 54                  | 6554                 |
| Lignes à vocation scolaire | 55                  | 6555                 |
| Lignes à vocation scolaire | 56                  | 6556                 |
| Lignes à vocation scolaire | 57                  | 6557                 |
| Lignes à vocation scolaire | 58                  | 6558                 |
| Lignes à vocation scolaire | 59                  | 6559                 |
| Lignes à vocation scolaire | 60                  | 6560                 |
| Lignes à vocation scolaire | 61 (Scission)       | 6561                 |
| Lignes à vocation scolaire | 61 (Scission)       | 6581                 |
| Lignes à vocation scolaire | 62                  | 6562                 |
| Lignes à vocation scolaire | 63 (Scission)       | 6550                 |
| Lignes à vocation scolaire | 63 (Scission)       | 6563                 |
| Lignes à vocation scolaire | 64                  | 6564                 |
| Lignes à vocation scolaire | 65                  | 6565                 |
| Lignes à vocation scolaire | 66                  | 6566                 |
| Lignes à vocation scolaire | 67 (Scission)       | 6567                 |
| Lignes à vocation scolaire | 67 (Scission)       | 6577                 |
| Lignes à vocation scolaire | 68                  | 6568                 |
| Lignes à vocation scolaire | 69                  | 6569                 |
| Lignes à vocation scolaire | 70 (Scission)       | 6570                 |
| Lignes à vocation scolaire | 70 (Scission)       | 6582                 |
| Lignes à vocation scolaire | 71                  | 6571                 |
| Lignes à vocation scolaire | 72                  | 6572                 |
| Lignes à vocation scolaire | 73 (Scission)       | 6573                 |
| Lignes à vocation scolaire | 73 (Scission)       | 6580                 |
| Lignes à vocation scolaire | 74                  | 6574                 |
| Lignes à vocation scolaire | 75                  | 6575                 |
| Lignes à vocation scolaire | 76a                 | 6576                 |
| Lignes à vocation scolaire | 76b                 | 6578                 |
| Lignes à vocation scolaire | 76c                 | 6579                 |
| Lignes entreprises         | 90                  | 6590                 |
| Lignes entreprises         | 91                  | 6591                 |
| Lignes entreprises         | 92                  | 6592                 |
| Lignes entreprises         | 93                  | 6593                 |
| Lignes entreprises         | 94                  | 6594                 |
| Lignes entreprises         | 95                  | 6595                 |
| Lignes Express             | 100                 | 7801                 |
| Lignes Express             | X409                | 7809                 |
| Lignes Express             | X419                | 7819                 |
| Lignes Express             | A14 Les Mureaux     | 7821                 |
| Lignes Express             | A14 Verneuil        | 7822                 |

Concomitamment à cette renumérotation, plusieurs lignes du réseau évoluent:
- La ligne 33 est scindée en deux lignes distinctes : la ligne 6533 relie les arrêts "Arquebuse" à "Maison des Associations", tous deux situés à Meulan-en-Yvelines, tandis que la ligne 6535 sera une ligne urbaine desservant la gare de Thun-le-Paradis ;
- La ligne 61 est scindée en deux lignes distinctes : la ligne 6561 relie Vaux-sur-Seine au lycée François Villon, situé aux Mureaux, tandis que la ligne 6581 relia Mézy-sur-Seine au lycée François Villon ;
- La ligne 63 est scindée en deux lignes distinctes : la lignes 6550 relie l'arrêt "Avenue de Triel" (situé à Vernouillet) et la Mairie de Verneuil-sur-Seine à l'Institution Notre-Dame, situé à Poissy, tandis que la ligne 6563 relie l'arrêt "Allée des Clairières" (situé à Verneuil-sur-Seine) à l'Institution Notre-Dame de Poissy ;
- La ligne 67 est scindée en deux lignes distinctes : la ligne 6567 relie la gare des Mureaux à l'arrêt "Nicot", afin de desservir l'Institut Notre-Dame de Saint-Germain-en-Laye, tandis que la ligne 6577 relie la gare des Mureaux à la gare de Saint-Germain-en-Laye ;
- La ligne 70 est scindée en deux lignes distinctes : la ligne 6570 relie la gare des Mureaux à Saint-Germain-en-Laye, tandis que la ligne 6582 relie Morainvilliers au Collège André Derain de Chambourcy ;
- La ligne 73 est scindée en deux lignes distinctes : la ligne 6573 dessert le collège Léonard de Vinci situé à Ecquevilly, tandis que la ligne 6580 dessert le lycée François Villon situé aux Mureaux et la lycée Van Gogh à Aubergenville ;
- Les lignes 76a, 76b et 76c sont également modifiées :
  - La ligne 6576 (ex-76a) relie Menucourt à l'Etablissement catholique Notre-Dame "Les Oiseaux" situé à Verneuil-sur-Seine ;
  - La ligne 6578 (ex-76b) relie Vauréal à l'Etablissement catholique Notre-Dame "Les Oiseaux" situé à Verneuil-sur-Seine ;
  - La ligne 6579 (ex-76c) relie Jouy-le-Moutier à l'Etablissement catholique Notre-Dame "Les Oiseaux" situé à Verneuil-sur-Seine.

## Lignes du réseau

### Lignes 1 à 9
| Ligne | Caractéristiques | Caractéristiques                                                                                          | Caractéristiques                                                                                          | Caractéristiques                                                                                          | Caractéristiques                                                                                          | Caractéristiques                                                                                          | Caractéristiques                                                                                          | Caractéristiques                                                                                          | Caractéristiques                                                                                          |
| 1     | Carrières-sous-Poissy — Maison des insectes ⥋ Gare de Saint-Germain-en-Laye | Carrières-sous-Poissy — Maison des insectes ⥋ Gare de Saint-Germain-en-Laye                               | Carrières-sous-Poissy — Maison des insectes ⥋ Gare de Saint-Germain-en-Laye                               | Carrières-sous-Poissy — Maison des insectes ⥋ Gare de Saint-Germain-en-Laye                               | Carrières-sous-Poissy — Maison des insectes ⥋ Gare de Saint-Germain-en-Laye                               | Carrières-sous-Poissy — Maison des insectes ⥋ Gare de Saint-Germain-en-Laye                               | Carrières-sous-Poissy — Maison des insectes ⥋ Gare de Saint-Germain-en-Laye                               | Carrières-sous-Poissy — Maison des insectes ⥋ Gare de Saint-Germain-en-Laye                               | Carrières-sous-Poissy — Maison des insectes ⥋ Gare de Saint-Germain-en-Laye                               |
| ----- | --- | --- | --- | --- | --- | --- | --- | --- | --- |
| 1     | Ouverture / Fermeture 9 mai 2023 / — | Longueur —                                                                                                | Durée —                                                                                                   | Nb. d’arrêts 21                                                                                           | Matériel Citaro G Citaro G Facelift Citaro G C2                                                           | Jours de fonctionnement L, Ma, Me, J, V, S, D                                                             | Jour / Soir / Nuit / Fêtes O / O / N / O                                                                  | Voy. / an —                                                                                               | Dépôt Carrières-sous-Poissy                                                                               |
| 1     | Desserte : - Villes et lieux desservis : Carrières-sous-Poissy, Poissy et Saint-Germain-en-Laye - Gares desservies : Poissy et Saint-Germain-en-Laye | | | | | | | | |
| 1     | Autre : - Zones traversées : 4 et 5 - Arrêts non accessibles aux UFR : — - Amplitudes horaires : La ligne fonctionne du lundi au vendredi de 4 h 45 à 0 h 15, le samedi de 4 h 45 à 0 h 15 et les dimanches et fêtes de 6 h 20 à 0 h 15 environ. - Date de dernière mise à jour : 14 septembre 2023. | | | | | | | | |
| 1     | Dernière actualisation : — | | | | | | | | |
| 2     | Chanteloup-les-Vignes — Les ouches ⥋ Chambourcy — Collège André Derain | Chanteloup-les-Vignes — Les ouches ⥋ Chambourcy — Collège André Derain                                    | Chanteloup-les-Vignes — Les ouches ⥋ Chambourcy — Collège André Derain                                    | Chanteloup-les-Vignes — Les ouches ⥋ Chambourcy — Collège André Derain                                    | Chanteloup-les-Vignes — Les ouches ⥋ Chambourcy — Collège André Derain                                    | Chanteloup-les-Vignes — Les ouches ⥋ Chambourcy — Collège André Derain                                    | Chanteloup-les-Vignes — Les ouches ⥋ Chambourcy — Collège André Derain                                    | Chanteloup-les-Vignes — Les ouches ⥋ Chambourcy — Collège André Derain                                    | Chanteloup-les-Vignes — Les ouches ⥋ Chambourcy — Collège André Derain                                    |
| 2     | Ouverture / Fermeture 9 mai 2023 / — | Longueur —                                                                                                | Durée —                                                                                                   | Nb. d’arrêts 25                                                                                           | Matériel Citaro Facelift Citaro LEG Facelift Citaro C2                                                    | Jours de fonctionnement L, Ma, Me, J, V, S, D                                                             | Jour / Soir / Nuit / Fêtes O / O / N / O                                                                  | Voy. / an —                                                                                               | Dépôt Carrières-sous-Poissy                                                                               |
| 2     | Desserte : - Villes et lieux desservis : Chanteloup-les-Vignes, Carrières-sous-Poissy, Poissy et Chambourcy - Gares desservies : Poissy | | | | | | | | |
| 2     | Autre : - Zone traversée : 5 - Arrêts non accessibles aux UFR : — - Amplitudes horaires : La ligne fonctionne du lundi au vendredi de 4 h 40 à 0 h 20, le samedi de 4 h 40 à 0 h 20 et les dimanches et fêtes de 6 h 45 à 0 h 20 environ. - Date de dernière mise à jour : 14 septembre 2023. | | | | | | | | |
| 2     | Dernière actualisation : — | | | | | | | | |
| 3     | Poissy — Saint-Exupéry ⥋ Poissy — La Coudraie (Orgeval — Maison Blanche les dimanches et fêtes) | Poissy — Saint-Exupéry ⥋ Poissy — La Coudraie (Orgeval — Maison Blanche les dimanches et fêtes)           | Poissy — Saint-Exupéry ⥋ Poissy — La Coudraie (Orgeval — Maison Blanche les dimanches et fêtes)           | Poissy — Saint-Exupéry ⥋ Poissy — La Coudraie (Orgeval — Maison Blanche les dimanches et fêtes)           | Poissy — Saint-Exupéry ⥋ Poissy — La Coudraie (Orgeval — Maison Blanche les dimanches et fêtes)           | Poissy — Saint-Exupéry ⥋ Poissy — La Coudraie (Orgeval — Maison Blanche les dimanches et fêtes)           | Poissy — Saint-Exupéry ⥋ Poissy — La Coudraie (Orgeval — Maison Blanche les dimanches et fêtes)           | Poissy — Saint-Exupéry ⥋ Poissy — La Coudraie (Orgeval — Maison Blanche les dimanches et fêtes)           | Poissy — Saint-Exupéry ⥋ Poissy — La Coudraie (Orgeval — Maison Blanche les dimanches et fêtes)           |
| 3     | Ouverture / Fermeture — / — | Longueur —                                                                                                | Durée —                                                                                                   | Nb. d’arrêts 23 (30)                                                                                      | Matériel Citaro G C2 Citaro LE Citaro C2 Citaro G                                                         | Jours de fonctionnement L, Ma, Me, J, V, S, D                                                             | Jour / Soir / Nuit / Fêtes O / O / N / O                                                                  | Voy. / an 1,985 890                                                                                       | Dépôt Carrières-sous-Poissy                                                                               |
| 3     | Desserte : - Villes et lieux desservis : Poissy et Orgeval - Gares desservies : Poissy | | | | | | | | |
| 3     | Autre : - Zone traversée : 5 - Arrêts non accessibles aux UFR : — - Amplitudes horaires : La ligne fonctionne du lundi au vendredi de 4 h 50 à 0 h 5, le samedi de 4 h 50 à 0 h 5 et les dimanches et fêtes de 6 h 30 à 0 h 5 environ. - Particularités : Le prolongement dominical à Orgeval est assuré de 9 h 30 à 20 h 30 environ. - Date de dernière mise à jour : 14 septembre 2023.                                   | | | | | | | | |
| 3     | Dernière actualisation : — | | | | | | | | |
| 4     | Gare des Mureaux ⥋ Les Mureaux — Les Musiciens | Gare des Mureaux ⥋ Les Mureaux — Les Musiciens                                                            | Gare des Mureaux ⥋ Les Mureaux — Les Musiciens                                                            | Gare des Mureaux ⥋ Les Mureaux — Les Musiciens                                                            | Gare des Mureaux ⥋ Les Mureaux — Les Musiciens                                                            | Gare des Mureaux ⥋ Les Mureaux — Les Musiciens                                                            | Gare des Mureaux ⥋ Les Mureaux — Les Musiciens                                                            | Gare des Mureaux ⥋ Les Mureaux — Les Musiciens                                                            | Gare des Mureaux ⥋ Les Mureaux — Les Musiciens                                                            |
| 4     | Ouverture / Fermeture 1er septembre 2008 / — | Longueur 2,6 km                                                                                           | Durée 10 min                                                                                              | Nb. d’arrêts 8                                                                                            | Matériel Urbanway 12 GNV Urbanway 18 GNV Citaro G C2                                                      | Jours de fonctionnement L, Ma, Me, J, V, S, D                                                             | Jour / Soir / Nuit / Fêtes O / N / N / O                                                                  | Voy. / an —                                                                                               | Dépôt Ecquevilly                                                                                          |
| 4     | Desserte : - Villes et lieux desservis : Les Mureaux - Gares desservies : Les Mureaux | | | | | | | | |
| 4     | Autre : - Zone traversée : 5 - Arrêts non accessibles aux UFR : — - Amplitudes horaires : La ligne fonctionne du lundi au vendredi de 4 h 50 à 21 h 30, le samedi de 5 h 10 à 21 h 20 et les dimanches et fêtes de 7 h 15 à 21 h 25 environ. - Date de dernière mise à jour : 15 novembre 2023. | | | | | | | | |
| 4     | Dernière actualisation : — | | | | | | | | |
| 5     | Poissy — Gare Sud de Poissy ⥋ Poissy - La Bruyère | Poissy — Gare Sud de Poissy ⥋ Poissy - La Bruyère                                                         | Poissy — Gare Sud de Poissy ⥋ Poissy - La Bruyère                                                         | Poissy — Gare Sud de Poissy ⥋ Poissy - La Bruyère                                                         | Poissy — Gare Sud de Poissy ⥋ Poissy - La Bruyère                                                         | Poissy — Gare Sud de Poissy ⥋ Poissy - La Bruyère                                                         | Poissy — Gare Sud de Poissy ⥋ Poissy - La Bruyère                                                         | Poissy — Gare Sud de Poissy ⥋ Poissy - La Bruyère                                                         | Poissy — Gare Sud de Poissy ⥋ Poissy - La Bruyère                                                         |
| 5     | Ouverture / Fermeture 14 septembre 2023 / — | Longueur —                                                                                                | Durée —                                                                                                   | Nb. d’arrêts 10                                                                                           | Matériel Lion's City Hybride A37 Citaro Facelift Citaro LE Citaro C2                                      | Jours de fonctionnement L, Ma, Me, J, V, S, D                                                             | Jour / Soir / Nuit / Fêtes O / N / N / O                                                                  | Voy. / an —                                                                                               | Dépôt Carrières-sous-Poissy                                                                               |
| 5     | Desserte : - Villes et lieux desservis : Poissy - Gares desservies : Poissy | | | | | | | | |
| 5     | Autre : La ligne a changé d'itinéraire à la suite des travaux du tramway , la ligne changera de nouveau de tracé le 7 Juillet 2025 - Zone traversée : 5 - Arrêts non accessibles aux UFR : — - Amplitudes horaires : La ligne fonctionne du lundi au vendredi de 5 h 20 à 21 h 35, le samedi de 5 h 20 à 21 h 35 et les dimanches et fêtes de 6 h 20 à 21 h 35 environ. - Date de dernière mise à jour : 23 septembre 2024. | | | | | | | | |
| 5     | Dernière actualisation : — | | | | | | | | |
| 6     | Les Mureaux — Paul Éluard ⥋ Les Mureaux — Nouvelle France | Les Mureaux — Paul Éluard ⥋ Les Mureaux — Nouvelle France                                                 | Les Mureaux — Paul Éluard ⥋ Les Mureaux — Nouvelle France                                                 | Les Mureaux — Paul Éluard ⥋ Les Mureaux — Nouvelle France                                                 | Les Mureaux — Paul Éluard ⥋ Les Mureaux — Nouvelle France                                                 | Les Mureaux — Paul Éluard ⥋ Les Mureaux — Nouvelle France                                                 | Les Mureaux — Paul Éluard ⥋ Les Mureaux — Nouvelle France                                                 | Les Mureaux — Paul Éluard ⥋ Les Mureaux — Nouvelle France                                                 | Les Mureaux — Paul Éluard ⥋ Les Mureaux — Nouvelle France                                                 |
| 6     | Ouverture / Fermeture 9 mai 2023 / — | Longueur 6,8 km                                                                                           | Durée 25 min                                                                                              | Nb. d’arrêts 25                                                                                           | Matériel GX 127 GX 137 GX 137 L Urbanway 10 GNV                                                           | Jours de fonctionnement L, Ma, Me, J, V, S, D                                                             | Jour / Soir / Nuit / Fêtes O / N / N / O                                                                  | Voy. / an —                                                                                               | Dépôt Ecquevilly                                                                                          |
| 6     | Desserte : - Villes et lieux desservis : Les Mureaux - Gares desservies : Les Mureaux | | | | | | | | |
| 6     | Autre : - Zone traversée : 5 - Arrêts non accessibles aux UFR : — - Amplitudes horaires : La ligne fonctionne du lundi au vendredi de 5 h 30 à 21 h 40, le samedi de 6 h 10 à 21 h 20 et les dimanches et fêtes de 10 h 15 à 20 h 55 environ. - Date de dernière mise à jour : 15 novembre 2023. | | | | | | | | |
| 6     | Dernière actualisation : — | | | | | | | | |
| 7     | Les Mureaux — Descartes (Aubergenville — Family Village Shopping à certains services) ⥋ FAM de Bécheville | Les Mureaux — Descartes (Aubergenville — Family Village Shopping à certains services) ⥋ FAM de Bécheville | Les Mureaux — Descartes (Aubergenville — Family Village Shopping à certains services) ⥋ FAM de Bécheville | Les Mureaux — Descartes (Aubergenville — Family Village Shopping à certains services) ⥋ FAM de Bécheville | Les Mureaux — Descartes (Aubergenville — Family Village Shopping à certains services) ⥋ FAM de Bécheville | Les Mureaux — Descartes (Aubergenville — Family Village Shopping à certains services) ⥋ FAM de Bécheville | Les Mureaux — Descartes (Aubergenville — Family Village Shopping à certains services) ⥋ FAM de Bécheville | Les Mureaux — Descartes (Aubergenville — Family Village Shopping à certains services) ⥋ FAM de Bécheville | Les Mureaux — Descartes (Aubergenville — Family Village Shopping à certains services) ⥋ FAM de Bécheville |
| 7     | Ouverture / Fermeture 9 mai 2023 / — | Longueur 11,1 km                                                                                          | Durée 20-30 min                                                                                           | Nb. d’arrêts 20 (23)                                                                                      | Matériel Urbanway 12 GNV                                                                                  | Jours de fonctionnement L, Ma, Me, J, V, S, D                                                             | Jour / Soir / Nuit / Fêtes O / N / N / O                                                                  | Voy. / an —                                                                                               | Dépôt Ecquevilly                                                                                          |
| 7     | Desserte : - Villes et lieux desservis : Aubergenville, Flins-sur-Seine et Les Mureaux - Gares desservies : Les Mureaux | | | | | | | | |
| 7     | Autre : - Zone traversée : 5 - Arrêts non accessibles aux UFR : — - Amplitudes horaires : La ligne fonctionne du lundi au vendredi de 4 h 45 à 21 h 25, le samedi de 6 h 10 à 21 h 25 et les dimanches et fêtes de 6 h 15 à 21 h 10 environ. - Particularités : Le terminus Family Village Shopping est desservi du lundi au samedi de 10 h à 19 h environ. - Date de dernière mise à jour : 15 novembre 2023.              | | | | | | | | |
| 7     | Dernière actualisation : — | | | | | | | | |

### Lignes 10 à 19
| Ligne | Caractéristiques | Caractéristiques | Caractéristiques | Caractéristiques | Caractéristiques | Caractéristiques | Caractéristiques | Caractéristiques | Caractéristiques |
| 10    | Poissy — Gare nord ⥋ Triel-sur-Seine | Poissy — Gare nord ⥋ Triel-sur-Seine                                                                                              | Poissy — Gare nord ⥋ Triel-sur-Seine                                                                                              | Poissy — Gare nord ⥋ Triel-sur-Seine                                                                                              | Poissy — Gare nord ⥋ Triel-sur-Seine                                                                                              | Poissy — Gare nord ⥋ Triel-sur-Seine                                                                                              | Poissy — Gare nord ⥋ Triel-sur-Seine                                                                                              | Poissy — Gare nord ⥋ Triel-sur-Seine                                                                                              | Poissy — Gare nord ⥋ Triel-sur-Seine                                                                                              |
| ----- | --- | --- | --- | --- | --- | --- | --- | --- | --- |
| 10    | Ouverture / Fermeture — / — | Longueur — | Durée — | Nb. d’arrêts 24 | Matériel Citaro LE Citaro C2 Intouro II M Intouro II MEL                                                                          | Jours de fonctionnement L, Ma, Me, J, V, S                                                                                        | Jour / Soir / Nuit / Fêtes O / N / N / N                                                                                          | Voy. / an — | Dépôt Carrières-sous-Poissy |
| 10    | Desserte : - Villes et lieux desservis : Poissy, Carrières-sous-Poissy et Triel-sur-Seine - Gares desservies : Poissy et Triel-sur-Seine | | | | | | | | |
| 10    | Autre : - Zone traversée : 5 - Arrêts non accessibles aux UFR : — - Amplitudes horaires : La ligne fonctionne du lundi au vendredi de 5 h 30 à 14 h 25 puis de 15 h 25 à 22 h et le samedi de 7 h 15 à 13 h 5 puis de 13 h 55 à 21 h 30 environ. - Particularités : La boucle de Triel-sur-Seine est effectuée en sens anti-horaire le matin et en sens horaire le soir. La coupure de service d'une heure à la mi-journée marque le changement de sens. - Date de dernière mise à jour : 14 septembre 2023. | | | | | | | | |
| 10    | Dernière actualisation : — | | | | | | | | |
| 11    | Hardricourt — Rue de Verdun ⥋ Ecquevilly — Collège Léonard de Vinci | Hardricourt — Rue de Verdun ⥋ Ecquevilly — Collège Léonard de Vinci                                                               | Hardricourt — Rue de Verdun ⥋ Ecquevilly — Collège Léonard de Vinci                                                               | Hardricourt — Rue de Verdun ⥋ Ecquevilly — Collège Léonard de Vinci                                                               | Hardricourt — Rue de Verdun ⥋ Ecquevilly — Collège Léonard de Vinci                                                               | Hardricourt — Rue de Verdun ⥋ Ecquevilly — Collège Léonard de Vinci                                                               | Hardricourt — Rue de Verdun ⥋ Ecquevilly — Collège Léonard de Vinci                                                               | Hardricourt — Rue de Verdun ⥋ Ecquevilly — Collège Léonard de Vinci                                                               | Hardricourt — Rue de Verdun ⥋ Ecquevilly — Collège Léonard de Vinci                                                               |
| 11    | Ouverture / Fermeture — / — | Longueur 13,5 km | Durée 30-35 min | Nb. d’arrêts 25 | Matériel Urbanway 12 GNV | Jours de fonctionnement L, Ma, Me, J, V, S, D                                                                                     | Jour / Soir / Nuit / Fêtes O / N / N / O                                                                                          | Voy. / an — | Dépôt Ecquevilly |
| 11    | Desserte : - Villes et lieux desservis : Hardricourt, Meulan-en-Yvelines, Les Mureaux, Chapet et Ecquevilly - Gares desservies : Meulan - Hardricourt et Les Mureaux | | | | | | | | |
| 11    | Autre : - Zone traversée : 5 - Arrêts non accessibles aux UFR : — - Amplitudes horaires : La ligne fonctionne du lundi au vendredi de 5 h 25 à 22 h 10, le samedi de 5 h 55 à 22 h 30 et les dimanches et fêtes de 6 h 35 à 22 h 15 environ. - Particularités : - Date de dernière mise à jour : 15 novembre 2023. | | | | | | | | |
| 11    | Dernière actualisation : — | | | | | | | | |
| 12    | Poissy — Gare sud ⥋ via Orgeval et Morainvilliers | Poissy — Gare sud ⥋ via Orgeval et Morainvilliers                                                                                 | Poissy — Gare sud ⥋ via Orgeval et Morainvilliers                                                                                 | Poissy — Gare sud ⥋ via Orgeval et Morainvilliers                                                                                 | Poissy — Gare sud ⥋ via Orgeval et Morainvilliers                                                                                 | Poissy — Gare sud ⥋ via Orgeval et Morainvilliers                                                                                 | Poissy — Gare sud ⥋ via Orgeval et Morainvilliers                                                                                 | Poissy — Gare sud ⥋ via Orgeval et Morainvilliers                                                                                 | Poissy — Gare sud ⥋ via Orgeval et Morainvilliers                                                                                 |
| 12    | Ouverture / Fermeture — / — | Longueur — | Durée — | Nb. d’arrêts 28 (31) | Matériel Citaro Facelift Citaro LE Citaro C2 Intouro II M Intouro II ME                                                           | Jours de fonctionnement L, Ma, Me, J, V, S                                                                                        | Jour / Soir / Nuit / Fêtes O / N / N / N                                                                                          | Voy. / an — | Dépôt Carrières-sous-Poissy |
| 12    | Desserte : - Villes et lieux desservis : Poissy, Orgeval et Morainvilliers - Gares desservies : Poissy | | | | | | | | |
| 12    | Autre : - Zone traversée : 5 - Arrêts non accessibles aux UFR : — - Amplitudes horaires : La ligne fonctionne du lundi au vendredi de 6 h à 13 h 10 puis de 13 h 40 à 20 h 55 et le samedi de 8 h 45 à 15 h 30 puis de 15 h 55 à 20 h 5 environ. - Particularités : La boucle d'Orgeval est effectuée en sens anti-horaire le matin et en sens horaire le soir. La coupure de service d'une heure à la mi-journée marque le changement de sens. - Date de dernière mise à jour : 14 septembre 2023.          | | | | | | | | |
| 12    | Dernière actualisation : — | | | | | | | | |
| 13    | Verneuil-sur-Seine — Piscine ⥋ Vernouillet — Centre commercial Grosse Pierre (Gare de Vernouillet - Verneuil à certains services) | Verneuil-sur-Seine — Piscine ⥋ Vernouillet — Centre commercial Grosse Pierre (Gare de Vernouillet - Verneuil à certains services) | Verneuil-sur-Seine — Piscine ⥋ Vernouillet — Centre commercial Grosse Pierre (Gare de Vernouillet - Verneuil à certains services) | Verneuil-sur-Seine — Piscine ⥋ Vernouillet — Centre commercial Grosse Pierre (Gare de Vernouillet - Verneuil à certains services) | Verneuil-sur-Seine — Piscine ⥋ Vernouillet — Centre commercial Grosse Pierre (Gare de Vernouillet - Verneuil à certains services) | Verneuil-sur-Seine — Piscine ⥋ Vernouillet — Centre commercial Grosse Pierre (Gare de Vernouillet - Verneuil à certains services) | Verneuil-sur-Seine — Piscine ⥋ Vernouillet — Centre commercial Grosse Pierre (Gare de Vernouillet - Verneuil à certains services) | Verneuil-sur-Seine — Piscine ⥋ Vernouillet — Centre commercial Grosse Pierre (Gare de Vernouillet - Verneuil à certains services) | Verneuil-sur-Seine — Piscine ⥋ Vernouillet — Centre commercial Grosse Pierre (Gare de Vernouillet - Verneuil à certains services) |
| 13    | Ouverture / Fermeture 9 mai 2023 / — | Longueur — | Durée — | Nb. d’arrêts 18 (13) | Matériel Citaro Facelift | Jours de fonctionnement L, Ma, Me, J, V, S                                                                                        | Jour / Soir / Nuit / Fêtes O / N / N / N                                                                                          | Voy. / an — | Dépôt Verneuil-sur-Seine |
| 13    | Desserte : - Villes et lieux desservis : Verneuil-sur-Seine et Vernouillet - Gares desservies : Vernouillet - Verneuil | | | | | | | | |
| 13    | Autre : - Zone traversée : 5 - Arrêts non accessibles aux UFR : — - Amplitudes horaires : La ligne fonctionne du lundi au vendredi de 5 h 50 à 20 h 40 et le samedi de 6 h 50 à 20 h 40 environ. - Particularités : Du lundi au vendredi en heures de pointe, la ligne est limitée à la gare de Vernouillet - Verneuil. - Date de dernière mise à jour : 6 septembre 2023. | | | | | | | | |
| 13    | Dernière actualisation : — | | | | | | | | |
| 14    | Vernouillet — Collège Émile Zola ⥋ Gare de Vernouillet - Verneuil via Bourdillon | Vernouillet — Collège Émile Zola ⥋ Gare de Vernouillet - Verneuil via Bourdillon                                                  | Vernouillet — Collège Émile Zola ⥋ Gare de Vernouillet - Verneuil via Bourdillon                                                  | Vernouillet — Collège Émile Zola ⥋ Gare de Vernouillet - Verneuil via Bourdillon                                                  | Vernouillet — Collège Émile Zola ⥋ Gare de Vernouillet - Verneuil via Bourdillon                                                  | Vernouillet — Collège Émile Zola ⥋ Gare de Vernouillet - Verneuil via Bourdillon                                                  | Vernouillet — Collège Émile Zola ⥋ Gare de Vernouillet - Verneuil via Bourdillon                                                  | Vernouillet — Collège Émile Zola ⥋ Gare de Vernouillet - Verneuil via Bourdillon                                                  | Vernouillet — Collège Émile Zola ⥋ Gare de Vernouillet - Verneuil via Bourdillon                                                  |
| 14    | Ouverture / Fermeture 9 mai 2023 / — | Longueur — | Durée — | Nb. d’arrêts 13 | Matériel — | Jours de fonctionnement L, Ma, Me, J, V                                                                                           | Jour / Soir / Nuit / Fêtes O / N / N / N                                                                                          | Voy. / an — | Dépôt Verneuil-sur-Seine |
| 14    | Desserte : - Villes et lieux desservis : Vernouillet et Verneuil-sur-Seine - Gares desservies : Vernouillet - Verneuil | | | | | | | | |
| 14    | Autre : - Zone traversée : 5 - Arrêts non accessibles aux UFR : — - Amplitudes horaires : La ligne fonctionne du lundi au vendredi de 6 h 23 à 8 h 45 puis de 17 h 0 à 20 h 27, avec un passage toutes les 20min le matin et le soir. - Particularités : - Date de dernière mise à jour : 3 mars 2025. | | | | | | | | |
| 14    | Dernière actualisation : — | | | | | | | | |
| 15    | Vernouillet — Collège Émile Zola ⥋ Gare de Vernouillet - Verneuil via Rond-Point Zola | Vernouillet — Collège Émile Zola ⥋ Gare de Vernouillet - Verneuil via Rond-Point Zola                                             | Vernouillet — Collège Émile Zola ⥋ Gare de Vernouillet - Verneuil via Rond-Point Zola                                             | Vernouillet — Collège Émile Zola ⥋ Gare de Vernouillet - Verneuil via Rond-Point Zola                                             | Vernouillet — Collège Émile Zola ⥋ Gare de Vernouillet - Verneuil via Rond-Point Zola                                             | Vernouillet — Collège Émile Zola ⥋ Gare de Vernouillet - Verneuil via Rond-Point Zola                                             | Vernouillet — Collège Émile Zola ⥋ Gare de Vernouillet - Verneuil via Rond-Point Zola                                             | Vernouillet — Collège Émile Zola ⥋ Gare de Vernouillet - Verneuil via Rond-Point Zola                                             | Vernouillet — Collège Émile Zola ⥋ Gare de Vernouillet - Verneuil via Rond-Point Zola                                             |
| 15    | Ouverture / Fermeture 9 mai 2023 / — | Longueur — | Durée — | Nb. d’arrêts 19 | Matériel — | Jours de fonctionnement L, Ma, Me, J, V                                                                                           | Jour / Soir / Nuit / Fêtes O / N / N / N                                                                                          | Voy. / an — | Dépôt Verneuil-sur-Seine |
| 15    | Desserte : - Villes et lieux desservis : Vernouillet et Verneuil-sur-Seine - Gares desservies : Vernouillet - Verneuil | | | | | | | | |
| 15    | Autre : - Zone traversée : 5 - Arrêts non accessibles aux UFR : — - Amplitudes horaires : La ligne fonctionne du lundi au vendredi de 6 h 23 à 8 h 45 puis de 16 h 59 à 20 h 27, avec un passage toutes les 20min le matin et le soir. - Particularités : L'arrêt "Montaigne" à Vernouillet n'est desservi que par la course de 8h23 au départ du Collège Émile Zola. - Date de dernière mise à jour : 3 mars 2025.                                                                                          | | | | | | | | |
| 15    | Dernière actualisation : — | | | | | | | | |
| 16    | Morainvilliers — Épinettes ⥋ Gare de Vernouillet - Verneuil (Verneuil-sur-Seine — Notre-Dame chemin vert à certains services) | Morainvilliers — Épinettes ⥋ Gare de Vernouillet - Verneuil (Verneuil-sur-Seine — Notre-Dame chemin vert à certains services)     | Morainvilliers — Épinettes ⥋ Gare de Vernouillet - Verneuil (Verneuil-sur-Seine — Notre-Dame chemin vert à certains services)     | Morainvilliers — Épinettes ⥋ Gare de Vernouillet - Verneuil (Verneuil-sur-Seine — Notre-Dame chemin vert à certains services)     | Morainvilliers — Épinettes ⥋ Gare de Vernouillet - Verneuil (Verneuil-sur-Seine — Notre-Dame chemin vert à certains services)     | Morainvilliers — Épinettes ⥋ Gare de Vernouillet - Verneuil (Verneuil-sur-Seine — Notre-Dame chemin vert à certains services)     | Morainvilliers — Épinettes ⥋ Gare de Vernouillet - Verneuil (Verneuil-sur-Seine — Notre-Dame chemin vert à certains services)     | Morainvilliers — Épinettes ⥋ Gare de Vernouillet - Verneuil (Verneuil-sur-Seine — Notre-Dame chemin vert à certains services)     | Morainvilliers — Épinettes ⥋ Gare de Vernouillet - Verneuil (Verneuil-sur-Seine — Notre-Dame chemin vert à certains services)     |
| 16    | Ouverture / Fermeture — / — | Longueur — | Durée — | Nb. d’arrêts 17 (18) | Matériel — | Jours de fonctionnement L, Ma, Me, J, V                                                                                           | Jour / Soir / Nuit / Fêtes O / N / N / N                                                                                          | Voy. / an — | Dépôt Verneuil-sur-Seine |
| 16    | Desserte : - Villes et lieux desservis : Morainvilliers, Vernouillet et Verneuil-sur-Seine - Gares desservies : Vernouillet - Verneuil | | | | | | | | |
| 16    | Autre : - Zone traversée : 5 - Arrêts non accessibles aux UFR : — - Amplitudes horaires : La ligne fonctionne du lundi au vendredi à raison de cinq allers-retours par jour. - Date de dernière mise à jour : 8 mai 2023. | | | | | | | | |
| 16    | Dernière actualisation : — | | | | | | | | |
| 17    | (Circulaire) Gare des Clairières de Verneuil ⥋ circuit urbain | (Circulaire) Gare des Clairières de Verneuil ⥋ circuit urbain                                                                     | (Circulaire) Gare des Clairières de Verneuil ⥋ circuit urbain                                                                     | (Circulaire) Gare des Clairières de Verneuil ⥋ circuit urbain                                                                     | (Circulaire) Gare des Clairières de Verneuil ⥋ circuit urbain                                                                     | (Circulaire) Gare des Clairières de Verneuil ⥋ circuit urbain                                                                     | (Circulaire) Gare des Clairières de Verneuil ⥋ circuit urbain                                                                     | (Circulaire) Gare des Clairières de Verneuil ⥋ circuit urbain                                                                     | (Circulaire) Gare des Clairières de Verneuil ⥋ circuit urbain                                                                     |
| 17    | Ouverture / Fermeture — / — | Longueur — | Durée — | Nb. d’arrêts 11 | Matériel — | Jours de fonctionnement L, Ma, Me, J, V                                                                                           | Jour / Soir / Nuit / Fêtes O / N / N / N                                                                                          | Voy. / an — | Dépôt Verneuil-sur-Seine |
| 17    | Desserte : - Villes et lieux desservis : Verneuil-sur-Seine - Gares desservies : les Clairières de Verneuil | | | | | | | | |
| 17    | Autre : - Zone traversée : 5 - Arrêts non accessibles aux UFR : — - Amplitudes horaires : La ligne fonctionne du lundi au vendredi de 6 h 55 à 9 h 5 puis de 16 h à 19 h 45 environ. - Particularités : La ligne fonctionne en sens anti-horaire uniquement. - Date de dernière mise à jour : 8 mai 2023. | | | | | | | | |
| 17    | Dernière actualisation : — | | | | | | | | |
| 18    | Gare de Vernouillet - Verneuil (Verneuil-sur-Seine — Notre-Dame chemin vert à certains services) ⥋ via Chapet — Clos Saint-Denis | Gare de Vernouillet - Verneuil (Verneuil-sur-Seine — Notre-Dame chemin vert à certains services) ⥋ via Chapet — Clos Saint-Denis  | Gare de Vernouillet - Verneuil (Verneuil-sur-Seine — Notre-Dame chemin vert à certains services) ⥋ via Chapet — Clos Saint-Denis  | Gare de Vernouillet - Verneuil (Verneuil-sur-Seine — Notre-Dame chemin vert à certains services) ⥋ via Chapet — Clos Saint-Denis  | Gare de Vernouillet - Verneuil (Verneuil-sur-Seine — Notre-Dame chemin vert à certains services) ⥋ via Chapet — Clos Saint-Denis  | Gare de Vernouillet - Verneuil (Verneuil-sur-Seine — Notre-Dame chemin vert à certains services) ⥋ via Chapet — Clos Saint-Denis  | Gare de Vernouillet - Verneuil (Verneuil-sur-Seine — Notre-Dame chemin vert à certains services) ⥋ via Chapet — Clos Saint-Denis  | Gare de Vernouillet - Verneuil (Verneuil-sur-Seine — Notre-Dame chemin vert à certains services) ⥋ via Chapet — Clos Saint-Denis  | Gare de Vernouillet - Verneuil (Verneuil-sur-Seine — Notre-Dame chemin vert à certains services) ⥋ via Chapet — Clos Saint-Denis  |
| 18    | Ouverture / Fermeture — / — | Longueur — | Durée — | Nb. d’arrêts 15 (17) | Matériel — | Jours de fonctionnement L, Ma, Me, J, V                                                                                           | Jour / Soir / Nuit / Fêtes O / N / N / N                                                                                          | Voy. / an — | Dépôt Verneuil-sur-Seine |
| 18    | Desserte : - Villes et lieux desservis : Verneuil-sur-Seine et Chapet - Gares desservies : Vernouillet - Verneuil | | | | | | | | |
| 18    | Autre : - Zone traversée : 5 - Arrêts non accessibles aux UFR : — - Amplitudes horaires : La ligne fonctionne du lundi au vendredi de 6 h 10 à 21 h 5 environ. - Particularités : En période scolaire, deux départs desservent le terminus Notre-Dame chemin vert. - Date de dernière mise à jour : 8 mai 2023. | | | | | | | | |
| 18    | Dernière actualisation : — | | | | | | | | |
| 19    | Gare de Conflans-Fin-d'Oise ⥋ Maurecourt — Julia | Gare de Conflans-Fin-d'Oise ⥋ Maurecourt — Julia                                                                                  | Gare de Conflans-Fin-d'Oise ⥋ Maurecourt — Julia                                                                                  | Gare de Conflans-Fin-d'Oise ⥋ Maurecourt — Julia                                                                                  | Gare de Conflans-Fin-d'Oise ⥋ Maurecourt — Julia                                                                                  | Gare de Conflans-Fin-d'Oise ⥋ Maurecourt — Julia                                                                                  | Gare de Conflans-Fin-d'Oise ⥋ Maurecourt — Julia                                                                                  | Gare de Conflans-Fin-d'Oise ⥋ Maurecourt — Julia                                                                                  | Gare de Conflans-Fin-d'Oise ⥋ Maurecourt — Julia                                                                                  |
| 19    | Ouverture / Fermeture 9 mai 2023 / — | Longueur — | Durée — | Nb. d’arrêts 7 | Matériel Lion's City Hybride A37                                                                                                  | Jours de fonctionnement L, Ma, Me, J, V, S                                                                                        | Jour / Soir / Nuit / Fêtes O / N / N / N                                                                                          | Voy. / an — | Dépôt Carrières-sous-Poissy |
| 19    | Desserte : - Villes et lieux desservis : Conflans-Sainte-Honorine et Maurecourt - Gares desservies : Conflans-Fin-d'Oise | | | | | | | | |
| 19    | Autre : - Zone traversée : 5 - Arrêts non accessibles aux UFR : — - Amplitudes horaires : La ligne fonctionne du lundi au vendredi de 5 h 55 à 21 h 15 et le samedi de 7 h 10 à 21 h 10 environ. - Date de dernière mise à jour : 14 septembre 2023. | | | | | | | | |
| 19    | Dernière actualisation : — | | | | | | | | |

### Lignes 20 à 29
| Ligne | Caractéristiques | Caractéristiques | Caractéristiques | Caractéristiques | Caractéristiques | Caractéristiques | Caractéristiques | Caractéristiques | Caractéristiques |
| 20    | Andrésy — Les Charvaux ⥋ Gare de Conflans-Fin-d'Oise | Andrésy — Les Charvaux ⥋ Gare de Conflans-Fin-d'Oise                                                                                         | Andrésy — Les Charvaux ⥋ Gare de Conflans-Fin-d'Oise                                                                                         | Andrésy — Les Charvaux ⥋ Gare de Conflans-Fin-d'Oise                                                                                         | Andrésy — Les Charvaux ⥋ Gare de Conflans-Fin-d'Oise                                                                                         | Andrésy — Les Charvaux ⥋ Gare de Conflans-Fin-d'Oise                                                                                         | Andrésy — Les Charvaux ⥋ Gare de Conflans-Fin-d'Oise                                                                                         | Andrésy — Les Charvaux ⥋ Gare de Conflans-Fin-d'Oise                                                                                         | Andrésy — Les Charvaux ⥋ Gare de Conflans-Fin-d'Oise                                                                                         |
| ----- | --- | --- | --- | --- | --- | --- | --- | --- | --- |
| 20    | Ouverture / Fermeture — / — | Longueur — | Durée — | Nb. d’arrêts 10 | Matériel Citaro C2 | Jours de fonctionnement L, Ma, Me, J, V, S                                                                                                   | Jour / Soir / Nuit / Fêtes O / N / N / N | Voy. / an — | Dépôt Carrières-sous-Poissy |
| 20    | Desserte : - Villes et lieux desservis : Andrésy, Maurecourt et Conflans-Sainte-Honorine - Gares desservies : Maurecourt et Conflans-Fin-d'Oise | | | | | | | | |
| 20    | Autre : - Zone traversée : 5 - Arrêts non accessibles aux UFR : — - Amplitudes horaires : La ligne fonctionne du lundi au vendredi de 5 h 55 à 13 h 15 puis de 13 h 45 à 21 h 15 et le samedi de 6 h 65 à 13 h 15 puis de 13 h 40 à 20 h 55 environ. - Particularités : La boucle d'Andrésy est effectuée en sens anti-horaire le matin et en sens horaire le soir. La coupure de service d'une heure à la mi-journée marque le changement de sens. - Date de dernière mise à jour : 14 septembre 2023.                         | | | | | | | | |
| 20    | Dernière actualisation : — | | | | | | | | |
| 21    | Gare des Mureaux ⥋ Gare de Cergy-le-Haut | Gare des Mureaux ⥋ Gare de Cergy-le-Haut | Gare des Mureaux ⥋ Gare de Cergy-le-Haut | Gare des Mureaux ⥋ Gare de Cergy-le-Haut | Gare des Mureaux ⥋ Gare de Cergy-le-Haut | Gare des Mureaux ⥋ Gare de Cergy-le-Haut | Gare des Mureaux ⥋ Gare de Cergy-le-Haut | Gare des Mureaux ⥋ Gare de Cergy-le-Haut | Gare des Mureaux ⥋ Gare de Cergy-le-Haut |
| 21    | Ouverture / Fermeture — / — | Longueur — | Durée — | Nb. d’arrêts 11 (14) | Matériel Intouro II Crossway Line GNV | Jours de fonctionnement L, Ma, Me, J, V | Jour / Soir / Nuit / Fêtes O / N / N / N | Voy. / an — | Dépôt Ecquevilly |
| 21    | Desserte : - Villes et lieux desservis : Les Mureaux, Meulan-en-Yvelines, Hardricourt, Tessancourt-sur-Aubette, Condécourt, Sagy et Cergy - Gares desservies : Les Mureaux et Cergy-le-Haut | | | | | | | | |
| 21    | Autre : - Zone traversée : 5 - Arrêts non accessibles aux UFR : — - Amplitudes horaires : La ligne fonctionne du lundi au vendredi à raison de quatre allers-retours par jour. - Particularités : Le mercredi en période scolaire, un double est assuré à midi pour la desserte du collège Henri IV vers la mairie de Tessancourt-sur-Aubette. - Date de dernière mise à jour : 14 septembre 2023. | | | | | | | | |
| 21    | Dernière actualisation : — | | | | | | | | |
| 22    | Seraincourt — Rue de l'Aulnaie / Gaillon-sur-Montcient — Mairie ⥋ Gare des Mureaux (Les Mureaux — Lycée François Villon à certains services) | Seraincourt — Rue de l'Aulnaie / Gaillon-sur-Montcient — Mairie ⥋ Gare des Mureaux (Les Mureaux — Lycée François Villon à certains services) | Seraincourt — Rue de l'Aulnaie / Gaillon-sur-Montcient — Mairie ⥋ Gare des Mureaux (Les Mureaux — Lycée François Villon à certains services) | Seraincourt — Rue de l'Aulnaie / Gaillon-sur-Montcient — Mairie ⥋ Gare des Mureaux (Les Mureaux — Lycée François Villon à certains services) | Seraincourt — Rue de l'Aulnaie / Gaillon-sur-Montcient — Mairie ⥋ Gare des Mureaux (Les Mureaux — Lycée François Villon à certains services) | Seraincourt — Rue de l'Aulnaie / Gaillon-sur-Montcient — Mairie ⥋ Gare des Mureaux (Les Mureaux — Lycée François Villon à certains services) | Seraincourt — Rue de l'Aulnaie / Gaillon-sur-Montcient — Mairie ⥋ Gare des Mureaux (Les Mureaux — Lycée François Villon à certains services) | Seraincourt — Rue de l'Aulnaie / Gaillon-sur-Montcient — Mairie ⥋ Gare des Mureaux (Les Mureaux — Lycée François Villon à certains services) | Seraincourt — Rue de l'Aulnaie / Gaillon-sur-Montcient — Mairie ⥋ Gare des Mureaux (Les Mureaux — Lycée François Villon à certains services) |
| 22    | Ouverture / Fermeture — / — | Longueur — | Durée — | Nb. d’arrêts 11 (15) | Matériel Urbanway 12 GNV Intouro II M Crossway Line GNV                                                                                      | Jours de fonctionnement L, Ma, Me, J, V | Jour / Soir / Nuit / Fêtes O / N / N / N | Voy. / an — | Dépôt Ecquevilly |
| 22    | Desserte : - Villes et lieux desservis : Seraincourt, Gaillon-sur-Montcient, Hardricourt, Meulan-en-Yvelines et Les Mureaux - Gares desservies : Meulan - Hardricourt et Les Mureaux | | | | | | | | |
| 22    | Autre : - Zone traversée : 5 - Arrêts non accessibles aux UFR : — - Amplitudes horaires : La ligne fonctionne : - du lundi au vendredi en période de vacances à raison d'un aller-retour par jour ; - du lundi au vendredi en période scolaire à raison de cinq allers-retours par jour pour la desserte du lycée François Villon ; - du lundi au vendredi en période scolaire à raison de deux départs de la gare de Meulan - Hardricourt vers le collège de la Montcient. - Date de dernière mise à jour : 14 septembre 2023. | | | | | | | | |
| 22    | Dernière actualisation : — | | | | | | | | |
| 23    | Gare des Mureaux (Meulan-en-Yvelines — Arquebuse à certains services) ⥋ Nézel — D113 (Mézières-sur-Seine — Libération à certains services) | Gare des Mureaux (Meulan-en-Yvelines — Arquebuse à certains services) ⥋ Nézel — D113 (Mézières-sur-Seine — Libération à certains services)   | Gare des Mureaux (Meulan-en-Yvelines — Arquebuse à certains services) ⥋ Nézel — D113 (Mézières-sur-Seine — Libération à certains services)   | Gare des Mureaux (Meulan-en-Yvelines — Arquebuse à certains services) ⥋ Nézel — D113 (Mézières-sur-Seine — Libération à certains services)   | Gare des Mureaux (Meulan-en-Yvelines — Arquebuse à certains services) ⥋ Nézel — D113 (Mézières-sur-Seine — Libération à certains services)   | Gare des Mureaux (Meulan-en-Yvelines — Arquebuse à certains services) ⥋ Nézel — D113 (Mézières-sur-Seine — Libération à certains services)   | Gare des Mureaux (Meulan-en-Yvelines — Arquebuse à certains services) ⥋ Nézel — D113 (Mézières-sur-Seine — Libération à certains services)   | Gare des Mureaux (Meulan-en-Yvelines — Arquebuse à certains services) ⥋ Nézel — D113 (Mézières-sur-Seine — Libération à certains services)   | Gare des Mureaux (Meulan-en-Yvelines — Arquebuse à certains services) ⥋ Nézel — D113 (Mézières-sur-Seine — Libération à certains services)   |
| 23    | Ouverture / Fermeture — / — | Longueur — | Durée — | Nb. d’arrêts 14 (26) | Matériel Urbanway 12 GNV Intouro II M Crossway Line GNV                                                                                      | Jours de fonctionnement L, Ma, Me, J, V | Jour / Soir / Nuit / Fêtes O / N / N / N | Voy. / an — | Dépôt Ecquevilly |
| 23    | Desserte : - Villes et lieux desservis : Meulan-en-Yvelines, Les Mureaux, Bouafle, Flins-sur-Seine, Nézel, La Falaise, Épône et Mézières-sur-Seine - Gares desservies : Les Mureaux | | | | | | | | |
| 23    | Autre : - Zone traversée : 5 - Arrêts non accessibles aux UFR : — - Amplitudes horaires : La ligne fonctionne du lundi au vendredi de 6 h 45 à 8 h 45 puis de 11 h 40 à 14 h 25 puis de 17 h 15 à 20 h 25 environ. - Particularités : Les dessertes des terminus Arquebuse et Libération sont assurées à certains services uniquement. - Date de dernière mise à jour : 14 septembre 2023. | | | | | | | | |
| 23    | Dernière actualisation : — | | | | | | | | |
| 24    | Poissy — Gare sud (Gare nord à certains services) ⥋ Poissy — Lycée Charles de Gaulle | Poissy — Gare sud (Gare nord à certains services) ⥋ Poissy — Lycée Charles de Gaulle                                                         | Poissy — Gare sud (Gare nord à certains services) ⥋ Poissy — Lycée Charles de Gaulle                                                         | Poissy — Gare sud (Gare nord à certains services) ⥋ Poissy — Lycée Charles de Gaulle                                                         | Poissy — Gare sud (Gare nord à certains services) ⥋ Poissy — Lycée Charles de Gaulle                                                         | Poissy — Gare sud (Gare nord à certains services) ⥋ Poissy — Lycée Charles de Gaulle                                                         | Poissy — Gare sud (Gare nord à certains services) ⥋ Poissy — Lycée Charles de Gaulle                                                         | Poissy — Gare sud (Gare nord à certains services) ⥋ Poissy — Lycée Charles de Gaulle                                                         | Poissy — Gare sud (Gare nord à certains services) ⥋ Poissy — Lycée Charles de Gaulle                                                         |
| 24    | Ouverture / Fermeture — / — | Longueur — | Durée — | Nb. d’arrêts 7 (8) | Matériel Citaro G Facelift | Jours de fonctionnement L, Ma, Me, J, V | Jour / Soir / Nuit / Fêtes O / N / N / N | Voy. / an — | Dépôt Carrières-sous-Poissy |
| 24    | Desserte : - Villes et lieux desservis : Poissy - Gares desservies : Poissy | | | | | | | | |
| 24    | Autre : - Zone traversée : 5 - Arrêts non accessibles aux UFR : — - Amplitudes horaires : La ligne fonctionne du lundi au vendredi de 6 h 45 à 19 h 20 environ. - Particularités : À certains services, la ligne dessert le côté nord de la gare de Poissy. - Date de dernière mise à jour : 14 septembre 2023. | | | | | | | | |
| 24    | Dernière actualisation : — | | | | | | | | |
| 25    | Gare des Mureaux ⥋ via Meulan-en-Yvelines — Maison des associations | Gare des Mureaux ⥋ via Meulan-en-Yvelines — Maison des associations                                                                          | Gare des Mureaux ⥋ via Meulan-en-Yvelines — Maison des associations                                                                          | Gare des Mureaux ⥋ via Meulan-en-Yvelines — Maison des associations                                                                          | Gare des Mureaux ⥋ via Meulan-en-Yvelines — Maison des associations                                                                          | Gare des Mureaux ⥋ via Meulan-en-Yvelines — Maison des associations                                                                          | Gare des Mureaux ⥋ via Meulan-en-Yvelines — Maison des associations                                                                          | Gare des Mureaux ⥋ via Meulan-en-Yvelines — Maison des associations                                                                          | Gare des Mureaux ⥋ via Meulan-en-Yvelines — Maison des associations                                                                          |
| 25    | Ouverture / Fermeture 9 mai 2023 / — | Longueur — | Durée — | Nb. d’arrêts 16 | Matériel Urbanway 10 GNV | Jours de fonctionnement L, Ma, Me, J, V | Jour / Soir / Nuit / Fêtes O / N / N / N | Voy. / an — | Dépôt Ecquevilly |
| 25    | Desserte : - Villes et lieux desservis : Les Mureaux et Meulan-en-Yvelines - Gares desservies : Les Mureaux | | | | | | | | |
| 25    | Autre : - Zone traversée : 5 - Arrêts non accessibles aux UFR : — - Amplitudes horaires : La ligne fonctionne du lundi au vendredi à raison de six allers-retours par jour. - Date de dernière mise à jour : 21 septembre 2023. | | | | | | | | |
| 25    | Dernière actualisation : — | | | | | | | | |
| 26    | Gare des Mureaux ⥋ Gare de Meulan - Hardricourt via Mézy-sur-Seine | Gare des Mureaux ⥋ Gare de Meulan - Hardricourt via Mézy-sur-Seine                                                                           | Gare des Mureaux ⥋ Gare de Meulan - Hardricourt via Mézy-sur-Seine                                                                           | Gare des Mureaux ⥋ Gare de Meulan - Hardricourt via Mézy-sur-Seine                                                                           | Gare des Mureaux ⥋ Gare de Meulan - Hardricourt via Mézy-sur-Seine                                                                           | Gare des Mureaux ⥋ Gare de Meulan - Hardricourt via Mézy-sur-Seine                                                                           | Gare des Mureaux ⥋ Gare de Meulan - Hardricourt via Mézy-sur-Seine                                                                           | Gare des Mureaux ⥋ Gare de Meulan - Hardricourt via Mézy-sur-Seine                                                                           | Gare des Mureaux ⥋ Gare de Meulan - Hardricourt via Mézy-sur-Seine                                                                           |
| 26    | Ouverture / Fermeture — / — | Longueur — | Durée — | Nb. d’arrêts 19 | Matériel Urbanway 12 GNV | Jours de fonctionnement L, Ma, Me, J, V | Jour / Soir / Nuit / Fêtes O / N / N / N | Voy. / an — | Dépôt Ecquevilly |
| 26    | Desserte : - Villes et lieux desservis : Les Mureaux, Meulan-en-Yvelines, Hardricourt et Mézy-sur-Seine - Gares desservies : Les Mureaux et Meulan - Hardricourt | | | | | | | | |
| 26    | Autre : - Zone traversée : 5 - Arrêts non accessibles aux UFR : — - Amplitudes horaires : La ligne fonctionne du lundi au vendredi à raison de deux départs le matin et de cinq le soir. - Particularités : La boucle d'Hardricourt est effectuée en sens anti-horaire le matin et en sens horaire le soir. - Date de dernière mise à jour : 5 juillet 2023. | | | | | | | | |
| 26    | Dernière actualisation : — | | | | | | | | |
| 27    | (Circulaire) Gare de Villennes-sur-Seine ⥋ circuit urbain | (Circulaire) Gare de Villennes-sur-Seine ⥋ circuit urbain                                                                                    | (Circulaire) Gare de Villennes-sur-Seine ⥋ circuit urbain                                                                                    | (Circulaire) Gare de Villennes-sur-Seine ⥋ circuit urbain                                                                                    | (Circulaire) Gare de Villennes-sur-Seine ⥋ circuit urbain                                                                                    | (Circulaire) Gare de Villennes-sur-Seine ⥋ circuit urbain                                                                                    | (Circulaire) Gare de Villennes-sur-Seine ⥋ circuit urbain                                                                                    | (Circulaire) Gare de Villennes-sur-Seine ⥋ circuit urbain                                                                                    | (Circulaire) Gare de Villennes-sur-Seine ⥋ circuit urbain                                                                                    |
| 27    | Ouverture / Fermeture — / — | Longueur — | Durée — | Nb. d’arrêts 13 (14) | Matériel — | Jours de fonctionnement L, Ma, Me, J, V, S                                                                                                   | Jour / Soir / Nuit / Fêtes O / N / N / N | Voy. / an — | Dépôt Verneuil-sur-Seine |
| 27    | Desserte : - Villes et lieux desservis : Villennes-sur-Seine - Gares desservies : Villennes-sur-Seine | | | | | | | | |
| 27    | Autre : - Zone traversée : 5 - Arrêts non accessibles aux UFR : — - Amplitudes horaires : La ligne fonctionne du lundi au vendredi à raison de trois départs le matin et de 18 h à 20 h 30 (19 h 50 le vendredi). - Particularités : La boucle est effectuée en sens anti-horaire le matin et en sens horaire le soir. - Date de dernière mise à jour : 8 mai 2023. | | | | | | | | |
| 27    | Dernière actualisation : — | | | | | | | | |
| 28    | (Circulaire) Gare de Villennes-sur-Seine ⥋ via Médan | (Circulaire) Gare de Villennes-sur-Seine ⥋ via Médan                                                                                         | (Circulaire) Gare de Villennes-sur-Seine ⥋ via Médan                                                                                         | (Circulaire) Gare de Villennes-sur-Seine ⥋ via Médan                                                                                         | (Circulaire) Gare de Villennes-sur-Seine ⥋ via Médan                                                                                         | (Circulaire) Gare de Villennes-sur-Seine ⥋ via Médan                                                                                         | (Circulaire) Gare de Villennes-sur-Seine ⥋ via Médan                                                                                         | (Circulaire) Gare de Villennes-sur-Seine ⥋ via Médan                                                                                         | (Circulaire) Gare de Villennes-sur-Seine ⥋ via Médan                                                                                         |
| 28    | Ouverture / Fermeture — / — | Longueur — | Durée — | Nb. d’arrêts 10 | Matériel Intouro II S 415 LE Business | Jours de fonctionnement L, Ma, Me, J, V, S                                                                                                   | Jour / Soir / Nuit / Fêtes O / N / N / N | Voy. / an — | Dépôt Verneuil-sur-Seine |
| 28    | Desserte : - Villes et lieux desservis : Villennes-sur-Seine et Médan - Gares desservies : Villennes-sur-Seine | | | | | | | | |
| 28    | Autre : - Zone traversée : 5 - Arrêts non accessibles aux UFR : — - Amplitudes horaires : La ligne fonctionne du lundi au vendredi à raison de trois départs le matin et de 18 h à 20 h 30 (19 h 50 le vendredi). - Particularités : La boucle est effectuée en sens horaire le matin et en sens anti-horaire le soir. - Date de dernière mise à jour : 14 septembre 2023. | | | | | | | | |
| 28    | Dernière actualisation : — | | | | | | | | |
| 29    | Poissy — Gare nord ⥋ Chanteloup-les-Vignes — Hautes Garennes | Poissy — Gare nord ⥋ Chanteloup-les-Vignes — Hautes Garennes                                                                                 | Poissy — Gare nord ⥋ Chanteloup-les-Vignes — Hautes Garennes                                                                                 | Poissy — Gare nord ⥋ Chanteloup-les-Vignes — Hautes Garennes                                                                                 | Poissy — Gare nord ⥋ Chanteloup-les-Vignes — Hautes Garennes                                                                                 | Poissy — Gare nord ⥋ Chanteloup-les-Vignes — Hautes Garennes                                                                                 | Poissy — Gare nord ⥋ Chanteloup-les-Vignes — Hautes Garennes                                                                                 | Poissy — Gare nord ⥋ Chanteloup-les-Vignes — Hautes Garennes                                                                                 | Poissy — Gare nord ⥋ Chanteloup-les-Vignes — Hautes Garennes                                                                                 |
| 29    | Ouverture / Fermeture 9 mai 2023 / — | Longueur — | Durée — | Nb. d’arrêts 9 | Matériel Citaro C2 | Jours de fonctionnement L, Ma, Me, J, V | Jour / Soir / Nuit / Fêtes O / N / N / N | Voy. / an — | Dépôt Carrières-sous-Poissy |
| 29    | Desserte : - Villes et lieux desservis : Poissy, Carrières-sous-Poissy et Chanteloup-les-Vignes - Gares desservies : Poissy | | | | | | | | |
| 29    | Autre : - Zone traversée : 5 - Arrêts non accessibles aux UFR : — - Amplitudes horaires : La ligne fonctionne du lundi au vendredi de 4 h 50 à 14 h 40 environ vers Chanteloup et de 13 h à 21 h 25 environ vers Poissy. - Date de dernière mise à jour : 14 septembre 2023. | | | | | | | | |
| 29    | Dernière actualisation : — | | | | | | | | |

### Lignes 30 à 39
| Ligne | Caractéristiques | Caractéristiques                                                                      | Caractéristiques                                                                      | Caractéristiques                                                                      | Caractéristiques                                                                      | Caractéristiques                                                                      | Caractéristiques                                                                      | Caractéristiques                                                                      | Caractéristiques                                                                      |
| 30    | Poissy — Gare nord ⥋ Carrières-sous-Poissy — Les Oiseaux | Poissy — Gare nord ⥋ Carrières-sous-Poissy — Les Oiseaux                              | Poissy — Gare nord ⥋ Carrières-sous-Poissy — Les Oiseaux                              | Poissy — Gare nord ⥋ Carrières-sous-Poissy — Les Oiseaux                              | Poissy — Gare nord ⥋ Carrières-sous-Poissy — Les Oiseaux                              | Poissy — Gare nord ⥋ Carrières-sous-Poissy — Les Oiseaux                              | Poissy — Gare nord ⥋ Carrières-sous-Poissy — Les Oiseaux                              | Poissy — Gare nord ⥋ Carrières-sous-Poissy — Les Oiseaux                              | Poissy — Gare nord ⥋ Carrières-sous-Poissy — Les Oiseaux                              |
| ----- | --- | ------------------------------------------------------------------------------------- | ------------------------------------------------------------------------------------- | ------------------------------------------------------------------------------------- | ------------------------------------------------------------------------------------- | ------------------------------------------------------------------------------------- | ------------------------------------------------------------------------------------- | ------------------------------------------------------------------------------------- | ------------------------------------------------------------------------------------- |
| 30    | Ouverture / Fermeture 4 janvier 2016 / — | Longueur —                                                                            | Durée —                                                                               | Nb. d’arrêts 12                                                                       | Matériel Citaro Facelift Citaro C2 Lion's City Hybride A37                            | Jours de fonctionnement L, Ma, Me, J, V, S                                            | Jour / Soir / Nuit / Fêtes O / N / N / N                                              | Voy. / an —                                                                           | Dépôt Carrières-sous-Poissy                                                           |
| 30    | Desserte : - Villes et lieux desservis : Poissy et Carrières-sous-Poissy - Gares desservies : Poissy |                                                                                       |                                                                                       |                                                                                       |                                                                                       |                                                                                       |                                                                                       |                                                                                       |                                                                                       |
| 30    | Autre : - Zone traversée : 5 - Arrêts non accessibles aux UFR : — - Amplitudes horaires : La ligne fonctionne du lundi au vendredi de 5 h 55 à 19 h 55 et le samedi de 5 h 55 à 19 h 45 environ. - Date de dernière mise à jour : 14 septembre 2023. |                                                                                       |                                                                                       |                                                                                       |                                                                                       |                                                                                       |                                                                                       |                                                                                       |                                                                                       |
| 30    | Dernière actualisation : — |                                                                                       |                                                                                       |                                                                                       |                                                                                       |                                                                                       |                                                                                       |                                                                                       |                                                                                       |
| 31    | (Circulaire) Carrières-sous-Poissy — Ronceray ⥋ via Carrières-sous-Poissy — Esplanade | (Circulaire) Carrières-sous-Poissy — Ronceray ⥋ via Carrières-sous-Poissy — Esplanade | (Circulaire) Carrières-sous-Poissy — Ronceray ⥋ via Carrières-sous-Poissy — Esplanade | (Circulaire) Carrières-sous-Poissy — Ronceray ⥋ via Carrières-sous-Poissy — Esplanade | (Circulaire) Carrières-sous-Poissy — Ronceray ⥋ via Carrières-sous-Poissy — Esplanade | (Circulaire) Carrières-sous-Poissy — Ronceray ⥋ via Carrières-sous-Poissy — Esplanade | (Circulaire) Carrières-sous-Poissy — Ronceray ⥋ via Carrières-sous-Poissy — Esplanade | (Circulaire) Carrières-sous-Poissy — Ronceray ⥋ via Carrières-sous-Poissy — Esplanade | (Circulaire) Carrières-sous-Poissy — Ronceray ⥋ via Carrières-sous-Poissy — Esplanade |
| 31    | Ouverture / Fermeture — / — | Longueur —                                                                            | Durée —                                                                               | Nb. d’arrêts 20                                                                       | Matériel Citaro C2                                                                    | Jours de fonctionnement L, Ma, Me, J, V, S                                            | Jour / Soir / Nuit / Fêtes O / N / N / N                                              | Voy. / an —                                                                           | Dépôt Carrières-sous-Poissy                                                           |
| 31    | Desserte : - Villes et lieux desservis : Carrières-sous-Poissy - Gares desservies : Aucune. |                                                                                       |                                                                                       |                                                                                       |                                                                                       |                                                                                       |                                                                                       |                                                                                       |                                                                                       |
| 31    | Autre : - Zone traversée : 5 - Arrêts non accessibles aux UFR : — - Amplitudes horaires : La ligne fonctionne du lundi au vendredi de 10 h à 17 h 5 et le samedi de 9 h 5 à 16 h 35 environ. - Date de dernière mise à jour : 14 septembre 2023. |                                                                                       |                                                                                       |                                                                                       |                                                                                       |                                                                                       |                                                                                       |                                                                                       |                                                                                       |
| 31    | Dernière actualisation : — |                                                                                       |                                                                                       |                                                                                       |                                                                                       |                                                                                       |                                                                                       |                                                                                       |                                                                                       |
| 32    | Gare de Chanteloup-les-Vignes ⥋ Chanteloup-les-Vignes — Les Ouches | Gare de Chanteloup-les-Vignes ⥋ Chanteloup-les-Vignes — Les Ouches                    | Gare de Chanteloup-les-Vignes ⥋ Chanteloup-les-Vignes — Les Ouches                    | Gare de Chanteloup-les-Vignes ⥋ Chanteloup-les-Vignes — Les Ouches                    | Gare de Chanteloup-les-Vignes ⥋ Chanteloup-les-Vignes — Les Ouches                    | Gare de Chanteloup-les-Vignes ⥋ Chanteloup-les-Vignes — Les Ouches                    | Gare de Chanteloup-les-Vignes ⥋ Chanteloup-les-Vignes — Les Ouches                    | Gare de Chanteloup-les-Vignes ⥋ Chanteloup-les-Vignes — Les Ouches                    | Gare de Chanteloup-les-Vignes ⥋ Chanteloup-les-Vignes — Les Ouches                    |
| 32    | Ouverture / Fermeture — / — | Longueur —                                                                            | Durée —                                                                               | Nb. d’arrêts 5                                                                        | Matériel —                                                                            | Jours de fonctionnement L, Ma, Me, J, V                                               | Jour / Soir / Nuit / Fêtes O / N / N / N                                              | Voy. / an —                                                                           | Dépôt Carrières-sous-Poissy                                                           |
| 32    | Desserte : - Villes et lieux desservis : Chanteloup-les-Vignes - Gares desservies : Chanteloup-les-Vignes |                                                                                       |                                                                                       |                                                                                       |                                                                                       |                                                                                       |                                                                                       |                                                                                       |                                                                                       |
| 32    | Autre : - Zone traversée : 5 - Arrêts non accessibles aux UFR : — - Amplitudes horaires : La ligne fonctionne du lundi au vendredi de 6 h 25 à 8 h 25 puis de 18 h 5 à 20 h 40 environ. - Date de dernière mise à jour : 8 mai 2023. |                                                                                       |                                                                                       |                                                                                       |                                                                                       |                                                                                       |                                                                                       |                                                                                       |                                                                                       |
| 32    | Dernière actualisation : — |                                                                                       |                                                                                       |                                                                                       |                                                                                       |                                                                                       |                                                                                       |                                                                                       |                                                                                       |
| 33    | (Circulaire) Meulan-en-Yvelines ⥋ circuit urbain | (Circulaire) Meulan-en-Yvelines ⥋ circuit urbain                                      | (Circulaire) Meulan-en-Yvelines ⥋ circuit urbain                                      | (Circulaire) Meulan-en-Yvelines ⥋ circuit urbain                                      | (Circulaire) Meulan-en-Yvelines ⥋ circuit urbain                                      | (Circulaire) Meulan-en-Yvelines ⥋ circuit urbain                                      | (Circulaire) Meulan-en-Yvelines ⥋ circuit urbain                                      | (Circulaire) Meulan-en-Yvelines ⥋ circuit urbain                                      | (Circulaire) Meulan-en-Yvelines ⥋ circuit urbain                                      |
| 33    | Ouverture / Fermeture — / — | Longueur —                                                                            | Durée —                                                                               | Nb. d’arrêts 12 (25)                                                                  | Matériel —                                                                            | Jours de fonctionnement L, Ma, Me, J, V                                               | Jour / Soir / Nuit / Fêtes O / N / N / N                                              | Voy. / an —                                                                           | Dépôt Ecquevilly                                                                      |
| 33    | Desserte : - Villes et lieux desservis : Meulan-en-Yvelines - Gares desservies : Thun-le-Paradis |                                                                                       |                                                                                       |                                                                                       |                                                                                       |                                                                                       |                                                                                       |                                                                                       |                                                                                       |
| 33    | Autre : - Zone traversée : 5 - Arrêts non accessibles aux UFR : — - Amplitudes horaires : La ligne fonctionne : - boucle intérieure au départ de la gare de Thun : du lundi au vendredi de 6 h à 20 h 15 environ ; - boucle extérieure au départ d'Arquebuse : du lundi au vendredi de 9 h 15 à 17 h environ ; - desserte du collège Henri IV : 1 à 3 départs par sens et par jour. - Date de dernière mise à jour : 6 septembre 2023. |                                                                                       |                                                                                       |                                                                                       |                                                                                       |                                                                                       |                                                                                       |                                                                                       |                                                                                       |
| 33    | Dernière actualisation : — |                                                                                       |                                                                                       |                                                                                       |                                                                                       |                                                                                       |                                                                                       |                                                                                       |                                                                                       |
| 34    | Poissy — Gare Sud (Circulaire) ⥋ via Parc de Béthermont et Campus PSG | Poissy — Gare Sud (Circulaire) ⥋ via Parc de Béthermont et Campus PSG                 | Poissy — Gare Sud (Circulaire) ⥋ via Parc de Béthermont et Campus PSG                 | Poissy — Gare Sud (Circulaire) ⥋ via Parc de Béthermont et Campus PSG                 | Poissy — Gare Sud (Circulaire) ⥋ via Parc de Béthermont et Campus PSG                 | Poissy — Gare Sud (Circulaire) ⥋ via Parc de Béthermont et Campus PSG                 | Poissy — Gare Sud (Circulaire) ⥋ via Parc de Béthermont et Campus PSG                 | Poissy — Gare Sud (Circulaire) ⥋ via Parc de Béthermont et Campus PSG                 | Poissy — Gare Sud (Circulaire) ⥋ via Parc de Béthermont et Campus PSG                 |
| 34    | Ouverture / Fermeture 3 mars 2014 / — | Longueur —                                                                            | Durée 31 min                                                                          | Nb. d’arrêts 15                                                                       | Matériel —                                                                            | Jours de fonctionnement L, Ma, Me, J, V, S                                            | Jour / Soir / Nuit / Fêtes O / N / N / N                                              | Voy. / an —                                                                           | Dépôt Carrières-sous-Poissy                                                           |
| 34    | Desserte : - Villes et lieux desservis : Poissy et Orgeval - Gares desservies : Gare de Poissy. |                                                                                       |                                                                                       |                                                                                       |                                                                                       |                                                                                       |                                                                                       |                                                                                       |                                                                                       |
| 34    | Autre : - Zone traversée : 5 - Arrêts non accessibles aux UFR : — - Amplitudes horaires : La ligne fonctionne du lundi au samedi de 6 h 45 à 21 h 35 environ. - Date de dernière mise à jour : 13 juin 2024. |                                                                                       |                                                                                       |                                                                                       |                                                                                       |                                                                                       |                                                                                       |                                                                                       |                                                                                       |
| 34    | Dernière actualisation : — |                                                                                       |                                                                                       |                                                                                       |                                                                                       |                                                                                       |                                                                                       |                                                                                       |                                                                                       |

### Lignes 40 à 49
| Ligne | Caractéristiques | Caractéristiques                                                                                        | Caractéristiques                                                                                        | Caractéristiques                                                                                        | Caractéristiques                                                                                        | Caractéristiques                                                                                        | Caractéristiques                                                                                        | Caractéristiques                                                                                        | Caractéristiques                                                                                        |
| 40    | Poissy — Gare nord ⥋ Gare de Conflans-Fin-d'Oise | Poissy — Gare nord ⥋ Gare de Conflans-Fin-d'Oise                                                        | Poissy — Gare nord ⥋ Gare de Conflans-Fin-d'Oise                                                        | Poissy — Gare nord ⥋ Gare de Conflans-Fin-d'Oise                                                        | Poissy — Gare nord ⥋ Gare de Conflans-Fin-d'Oise                                                        | Poissy — Gare nord ⥋ Gare de Conflans-Fin-d'Oise                                                        | Poissy — Gare nord ⥋ Gare de Conflans-Fin-d'Oise                                                        | Poissy — Gare nord ⥋ Gare de Conflans-Fin-d'Oise                                                        | Poissy — Gare nord ⥋ Gare de Conflans-Fin-d'Oise                                                        |
| ----- | --- | --- | --- | --- | --- | --- | --- | --- | --- |
| 40    | Ouverture / Fermeture — / — | Longueur —                                                                                              | Durée —                                                                                                 | Nb. d’arrêts 17                                                                                         | Matériel Citaro C2 Intouro II Intouro II M Intouro II ME                                                | Jours de fonctionnement L, Ma, Me, J, V, S, D                                                           | Jour / Soir / Nuit / Fêtes O / N / N / O                                                                | Voy. / an —                                                                                             | Dépôt Carrières-sous-Poissy                                                                             |
| 40    | Desserte : - Villes et lieux desservis : Poissy, Carrières-sous-Poissy, Andrésy et Conflans-Sainte-Honorine - Gares desservies : Poissy, Andrésy et Conflans-Fin-d'Oise | | | | | | | | |
| 40    | Autre : - Zone traversée : 5 - Arrêts non accessibles aux UFR : — - Amplitudes horaires : La ligne fonctionne du lundi au vendredi de 5 h 45 à 21 h 20, le samedi de 5 h 55 à 21 h 15 et les dimanches et fêtes de 9 h 50 à 21 h 15 environ. - Date de dernière mise à jour : 14 septembre 2023. | | | | | | | | |
| 40    | Dernière actualisation : — | | | | | | | | |
| 41    | Gare de Vernouillet - Verneuil ⥋ Gare de Cergy-Préfecture | Gare de Vernouillet - Verneuil ⥋ Gare de Cergy-Préfecture                                               | Gare de Vernouillet - Verneuil ⥋ Gare de Cergy-Préfecture                                               | Gare de Vernouillet - Verneuil ⥋ Gare de Cergy-Préfecture                                               | Gare de Vernouillet - Verneuil ⥋ Gare de Cergy-Préfecture                                               | Gare de Vernouillet - Verneuil ⥋ Gare de Cergy-Préfecture                                               | Gare de Vernouillet - Verneuil ⥋ Gare de Cergy-Préfecture                                               | Gare de Vernouillet - Verneuil ⥋ Gare de Cergy-Préfecture                                               | Gare de Vernouillet - Verneuil ⥋ Gare de Cergy-Préfecture                                               |
| 41    | Ouverture / Fermeture — / — | Longueur —                                                                                              | Durée —                                                                                                 | Nb. d’arrêts 25                                                                                         | Matériel Intouro II Intouro II EL Intouro II M                                                          | Jours de fonctionnement L, Ma, Me, J, V, S, D                                                           | Jour / Soir / Nuit / Fêtes O / N / N / O                                                                | Voy. / an —                                                                                             | Dépôt Verneuil-sur-Seine                                                                                |
| 41    | Desserte : - Villes et lieux desservis : Verneuil-sur-Seine, Vernouillet, Triel-sur-Seine, Chanteloup-les-Vignes, Andrésy, Maurecourt et Cergy - Gares desservies : Vernouillet - Verneuil, Chanteloup-les-Vignes, Maurecourt et Cergy-Préfecture | | | | | | | | |
| 41    | Autre : - Zone traversée : 5 - Arrêts non accessibles aux UFR : — - Amplitudes horaires : La ligne fonctionne du lundi au vendredi de 5 h 30 à 21 h 50, le samedi de 6 h 30 à 21 h 55 et les dimanches et fêtes de 9 h 50 à 21 h 55 environ. - Date de dernière mise à jour : 14 septembre 2023. | | | | | | | | |
| 41    | Dernière actualisation : — | | | | | | | | |
| 42    | Meulan-en-Yvelines — Arquebuse ⥋ Poissy — Gare nord (Gare de Saint-Germain-en-Laye à certains services) | Meulan-en-Yvelines — Arquebuse ⥋ Poissy — Gare nord (Gare de Saint-Germain-en-Laye à certains services) | Meulan-en-Yvelines — Arquebuse ⥋ Poissy — Gare nord (Gare de Saint-Germain-en-Laye à certains services) | Meulan-en-Yvelines — Arquebuse ⥋ Poissy — Gare nord (Gare de Saint-Germain-en-Laye à certains services) | Meulan-en-Yvelines — Arquebuse ⥋ Poissy — Gare nord (Gare de Saint-Germain-en-Laye à certains services) | Meulan-en-Yvelines — Arquebuse ⥋ Poissy — Gare nord (Gare de Saint-Germain-en-Laye à certains services) | Meulan-en-Yvelines — Arquebuse ⥋ Poissy — Gare nord (Gare de Saint-Germain-en-Laye à certains services) | Meulan-en-Yvelines — Arquebuse ⥋ Poissy — Gare nord (Gare de Saint-Germain-en-Laye à certains services) | Meulan-en-Yvelines — Arquebuse ⥋ Poissy — Gare nord (Gare de Saint-Germain-en-Laye à certains services) |
| 42    | Ouverture / Fermeture — / — | Longueur —                                                                                              | Durée —                                                                                                 | Nb. d’arrêts 23 (32)                                                                                    | Matériel Citaro LE Citaro C2 Intouro II Intouro II M                                                    | Jours de fonctionnement L, Ma, Me, J, V, S, D                                                           | Jour / Soir / Nuit / Fêtes O / N / N / O                                                                | Voy. / an —                                                                                             | Dépôt Verneuil-sur-Seine                                                                                |
| 42    | Desserte : - Villes et lieux desservis : Meulan-en-Yvelines, Vaux-sur-Seine, Triel-sur-Seine, Carrières-sous-Poissy, Poissy et Saint-Germain-en-Laye - Gares desservies : Thun-le-Paradis, Poissy et Saint-Germain-en-Laye | | | | | | | | |
| 42    | Autre : - Zones traversées : 4 et 5 - Arrêts non accessibles aux UFR : — - Amplitudes horaires : La ligne fonctionne du lundi au vendredi de 5 h 50 à 21 h 50, le samedi de 5 h 45 à 21 h 50 et les dimanches et fêtes de 9 h 45 à 22 h environ. - Particularités : Du lundi au vendredi à raison de quatre allers-retours par jour, la ligne est prolongée à Saint-Germain-en-Laye. - Date de dernière mise à jour : 14 septembre 2023. | | | | | | | | |
| 42    | Dernière actualisation : — | | | | | | | | |
| 43    | Gare des Mureaux ⥋ Poissy — Gare nord (Poissy — Lycée Charles de Gaulle à certains services) | Gare des Mureaux ⥋ Poissy — Gare nord (Poissy — Lycée Charles de Gaulle à certains services)            | Gare des Mureaux ⥋ Poissy — Gare nord (Poissy — Lycée Charles de Gaulle à certains services)            | Gare des Mureaux ⥋ Poissy — Gare nord (Poissy — Lycée Charles de Gaulle à certains services)            | Gare des Mureaux ⥋ Poissy — Gare nord (Poissy — Lycée Charles de Gaulle à certains services)            | Gare des Mureaux ⥋ Poissy — Gare nord (Poissy — Lycée Charles de Gaulle à certains services)            | Gare des Mureaux ⥋ Poissy — Gare nord (Poissy — Lycée Charles de Gaulle à certains services)            | Gare des Mureaux ⥋ Poissy — Gare nord (Poissy — Lycée Charles de Gaulle à certains services)            | Gare des Mureaux ⥋ Poissy — Gare nord (Poissy — Lycée Charles de Gaulle à certains services)            |
| 43    | Ouverture / Fermeture — / — | Longueur —                                                                                              | Durée —                                                                                                 | Nb. d’arrêts 28 (29)                                                                                    | Matériel Intouro II EL Intouro II M                                                                     | Jours de fonctionnement L, Ma, Me, J, V, S, D                                                           | Jour / Soir / Nuit / Fêtes O / N / N / O                                                                | Voy. / an —                                                                                             | Dépôt Verneuil-sur-Seine                                                                                |
| 43    | Desserte : - Villes et lieux desservis : Les Mureaux, Verneuil-sur-Seine, Vernouillet, Médan, Villennes-sur-Seine et Poissy - Gares desservies : Les Mureaux, Vernouillet - Verneuil et Poissy | | | | | | | | |
| 43    | Autre : - Zone traversée : 5 - Arrêts non accessibles aux UFR : — - Amplitudes horaires : La ligne fonctionne du lundi au vendredi de 5 h 45 à 21 h 40, le samedi de 6 h 15 à 21 h 40 et les dimanches et fêtes de 9 h 50 à 21 h 45 environ. - Date de dernière mise à jour : 14 septembre 2023. | | | | | | | | |
| 43    | Dernière actualisation : — | | | | | | | | |

### Lignes 50 à 59
| Ligne | Caractéristiques | Caractéristiques                                                                      | Caractéristiques                                                                      | Caractéristiques                                                                      | Caractéristiques                                                                      | Caractéristiques                                                                      | Caractéristiques                                                                      | Caractéristiques                                                                      | Caractéristiques                                                                      |
| 51    | Carrières-sous-Poissy — Les fleurs / Frères Tissier ⥋ Poissy — Lycée Le Corbusier | Carrières-sous-Poissy — Les fleurs / Frères Tissier ⥋ Poissy — Lycée Le Corbusier     | Carrières-sous-Poissy — Les fleurs / Frères Tissier ⥋ Poissy — Lycée Le Corbusier     | Carrières-sous-Poissy — Les fleurs / Frères Tissier ⥋ Poissy — Lycée Le Corbusier     | Carrières-sous-Poissy — Les fleurs / Frères Tissier ⥋ Poissy — Lycée Le Corbusier     | Carrières-sous-Poissy — Les fleurs / Frères Tissier ⥋ Poissy — Lycée Le Corbusier     | Carrières-sous-Poissy — Les fleurs / Frères Tissier ⥋ Poissy — Lycée Le Corbusier     | Carrières-sous-Poissy — Les fleurs / Frères Tissier ⥋ Poissy — Lycée Le Corbusier     | Carrières-sous-Poissy — Les fleurs / Frères Tissier ⥋ Poissy — Lycée Le Corbusier     |
| ----- | --- | ------------------------------------------------------------------------------------- | ------------------------------------------------------------------------------------- | ------------------------------------------------------------------------------------- | ------------------------------------------------------------------------------------- | ------------------------------------------------------------------------------------- | ------------------------------------------------------------------------------------- | ------------------------------------------------------------------------------------- | ------------------------------------------------------------------------------------- |
| 51    | Ouverture / Fermeture 9 mai 2023 / — | Longueur —                                                                            | Durée —                                                                               | Nb. d’arrêts 17                                                                       | Matériel —                                                                            | Jours de fonctionnement L, Ma, Me, J, V                                               | Jour / Soir / Nuit / Fêtes O / N / N / N                                              | Voy. / an —                                                                           | Dépôt Carrières-sous-Poissy                                                           |
| 51    | Desserte : - Villes et lieux desservis : Carrières-sous-Poissy et Poissy - Gares desservies : Poissy |                                                                                       |                                                                                       |                                                                                       |                                                                                       |                                                                                       |                                                                                       |                                                                                       |                                                                                       |
| 51    | Autre : - Zone traversée : 5 - Arrêts non accessibles aux UFR : — - Amplitudes horaires : La ligne fonctionne du lundi au vendredi à raison d'un aller le matin et de trois retours le soir. - Date de dernière mise à jour : 8 mai 2023.                                                                      |                                                                                       |                                                                                       |                                                                                       |                                                                                       |                                                                                       |                                                                                       |                                                                                       |                                                                                       |
| 51    | Dernière actualisation : — |                                                                                       |                                                                                       |                                                                                       |                                                                                       |                                                                                       |                                                                                       |                                                                                       |                                                                                       |
| 52    | Carrières-sous-Poissy — Pont Neuf ⥋ Poissy — Lycée Le Corbusier | Carrières-sous-Poissy — Pont Neuf ⥋ Poissy — Lycée Le Corbusier                       | Carrières-sous-Poissy — Pont Neuf ⥋ Poissy — Lycée Le Corbusier                       | Carrières-sous-Poissy — Pont Neuf ⥋ Poissy — Lycée Le Corbusier                       | Carrières-sous-Poissy — Pont Neuf ⥋ Poissy — Lycée Le Corbusier                       | Carrières-sous-Poissy — Pont Neuf ⥋ Poissy — Lycée Le Corbusier                       | Carrières-sous-Poissy — Pont Neuf ⥋ Poissy — Lycée Le Corbusier                       | Carrières-sous-Poissy — Pont Neuf ⥋ Poissy — Lycée Le Corbusier                       | Carrières-sous-Poissy — Pont Neuf ⥋ Poissy — Lycée Le Corbusier                       |
| 52    | Ouverture / Fermeture 9 mai 2023 / — | Longueur —                                                                            | Durée —                                                                               | Nb. d’arrêts 18                                                                       | Matériel Citaro C2                                                                    | Jours de fonctionnement L, Ma, Me, J, V                                               | Jour / Soir / Nuit / Fêtes O / N / N / N                                              | Voy. / an —                                                                           | Dépôt Carrières-sous-Poissy                                                           |
| 52    | Desserte : - Villes et lieux desservis : Carrières-sous-Poissy et Poissy - Gares desservies : Poissy |                                                                                       |                                                                                       |                                                                                       |                                                                                       |                                                                                       |                                                                                       |                                                                                       |                                                                                       |
| 52    | Autre : - Zone traversée : 5 - Arrêts non accessibles aux UFR : — - Amplitudes horaires : La ligne fonctionne du lundi au vendredi à raison d'un aller-retour par jour. - Date de dernière mise à jour : 14 septembre 2023.                                                                                    |                                                                                       |                                                                                       |                                                                                       |                                                                                       |                                                                                       |                                                                                       |                                                                                       |                                                                                       |
| 52    | Dernière actualisation : — |                                                                                       |                                                                                       |                                                                                       |                                                                                       |                                                                                       |                                                                                       |                                                                                       |                                                                                       |
| 53    | Triel-sur-Seine — La Chapelle ⥋ Poissy — Lycée Le Corbusier | Triel-sur-Seine — La Chapelle ⥋ Poissy — Lycée Le Corbusier                           | Triel-sur-Seine — La Chapelle ⥋ Poissy — Lycée Le Corbusier                           | Triel-sur-Seine — La Chapelle ⥋ Poissy — Lycée Le Corbusier                           | Triel-sur-Seine — La Chapelle ⥋ Poissy — Lycée Le Corbusier                           | Triel-sur-Seine — La Chapelle ⥋ Poissy — Lycée Le Corbusier                           | Triel-sur-Seine — La Chapelle ⥋ Poissy — Lycée Le Corbusier                           | Triel-sur-Seine — La Chapelle ⥋ Poissy — Lycée Le Corbusier                           | Triel-sur-Seine — La Chapelle ⥋ Poissy — Lycée Le Corbusier                           |
| 53    | Ouverture / Fermeture 9 mai 2023 / — | Longueur —                                                                            | Durée —                                                                               | Nb. d’arrêts 20                                                                       | Matériel Citaro LE                                                                    | Jours de fonctionnement L, Ma, Me, J, V                                               | Jour / Soir / Nuit / Fêtes O / N / N / N                                              | Voy. / an —                                                                           | Dépôt Carrières-sous-Poissy                                                           |
| 53    | Desserte : - Villes et lieux desservis : Triel-sur-Seine, Chanteloup-les-Vignes, Carrières-sous-Poissy et Poissy - Gares desservies : Poissy |                                                                                       |                                                                                       |                                                                                       |                                                                                       |                                                                                       |                                                                                       |                                                                                       |                                                                                       |
| 53    | Autre : - Zone traversée : 5 - Arrêts non accessibles aux UFR : — - Amplitudes horaires : La ligne fonctionne du lundi au vendredi à raison d'un aller le matin et de trois retours le soir. - Date de dernière mise à jour : 14 septembre 2023.                                                               |                                                                                       |                                                                                       |                                                                                       |                                                                                       |                                                                                       |                                                                                       |                                                                                       |                                                                                       |
| 53    | Dernière actualisation : — |                                                                                       |                                                                                       |                                                                                       |                                                                                       |                                                                                       |                                                                                       |                                                                                       |                                                                                       |
| 54    | Poissy — La Coudraie ⥋ Poissy — Notre-Dame / Poissy — Collège Les Grands Champs | Poissy — La Coudraie ⥋ Poissy — Notre-Dame / Poissy — Collège Les Grands Champs       | Poissy — La Coudraie ⥋ Poissy — Notre-Dame / Poissy — Collège Les Grands Champs       | Poissy — La Coudraie ⥋ Poissy — Notre-Dame / Poissy — Collège Les Grands Champs       | Poissy — La Coudraie ⥋ Poissy — Notre-Dame / Poissy — Collège Les Grands Champs       | Poissy — La Coudraie ⥋ Poissy — Notre-Dame / Poissy — Collège Les Grands Champs       | Poissy — La Coudraie ⥋ Poissy — Notre-Dame / Poissy — Collège Les Grands Champs       | Poissy — La Coudraie ⥋ Poissy — Notre-Dame / Poissy — Collège Les Grands Champs       | Poissy — La Coudraie ⥋ Poissy — Notre-Dame / Poissy — Collège Les Grands Champs       |
| 54    | Ouverture / Fermeture 6 novembre 2017 / — | Longueur —                                                                            | Durée —                                                                               | Nb. d’arrêts 6                                                                        | Matériel —                                                                            | Jours de fonctionnement L, Ma, Me, J, V                                               | Jour / Soir / Nuit / Fêtes O / N / N / N                                              | Voy. / an —                                                                           | Dépôt Carrières-sous-Poissy                                                           |
| 54    | Desserte : - Villes et lieux desservis : Poissy - Gares desservies : Aucune. |                                                                                       |                                                                                       |                                                                                       |                                                                                       |                                                                                       |                                                                                       |                                                                                       |                                                                                       |
| 54    | Autre : - Zone traversée : 5 - Arrêts non accessibles aux UFR : — - Amplitudes horaires : La ligne fonctionne du lundi au vendredi à raison de deux allers le matin et de trois retours le soir. - Date de dernière mise à jour : 8 mai 2023.                                                                  |                                                                                       |                                                                                       |                                                                                       |                                                                                       |                                                                                       |                                                                                       |                                                                                       |                                                                                       |
| 54    | Dernière actualisation : — |                                                                                       |                                                                                       |                                                                                       |                                                                                       |                                                                                       |                                                                                       |                                                                                       |                                                                                       |
| 55    | Poissy — Saint-Exupéry ⥋ Poissy — Lycée Le Corbusier | Poissy — Saint-Exupéry ⥋ Poissy — Lycée Le Corbusier                                  | Poissy — Saint-Exupéry ⥋ Poissy — Lycée Le Corbusier                                  | Poissy — Saint-Exupéry ⥋ Poissy — Lycée Le Corbusier                                  | Poissy — Saint-Exupéry ⥋ Poissy — Lycée Le Corbusier                                  | Poissy — Saint-Exupéry ⥋ Poissy — Lycée Le Corbusier                                  | Poissy — Saint-Exupéry ⥋ Poissy — Lycée Le Corbusier                                  | Poissy — Saint-Exupéry ⥋ Poissy — Lycée Le Corbusier                                  | Poissy — Saint-Exupéry ⥋ Poissy — Lycée Le Corbusier                                  |
| 55    | Ouverture / Fermeture 6 novembre 2017 / — | Longueur —                                                                            | Durée —                                                                               | Nb. d’arrêts 11 (13)                                                                  | Matériel —                                                                            | Jours de fonctionnement L, Ma, Me, J, V                                               | Jour / Soir / Nuit / Fêtes O / N / N / N                                              | Voy. / an —                                                                           | Dépôt Carrières-sous-Poissy                                                           |
| 55    | Desserte : - Villes et lieux desservis : Poissy - Gares desservies : Poissy |                                                                                       |                                                                                       |                                                                                       |                                                                                       |                                                                                       |                                                                                       |                                                                                       |                                                                                       |
| 55    | Autre : - Zone traversée : 5 - Arrêts non accessibles aux UFR : — - Amplitudes horaires : La ligne fonctionne du lundi au vendredi à raison de trois allers-retours par jour. - Date de dernière mise à jour : 8 mai 2023.                                                                                     |                                                                                       |                                                                                       |                                                                                       |                                                                                       |                                                                                       |                                                                                       |                                                                                       |                                                                                       |
| 55    | Dernière actualisation : — |                                                                                       |                                                                                       |                                                                                       |                                                                                       |                                                                                       |                                                                                       |                                                                                       |                                                                                       |
| 56    | Poissy — Rond-Point de l'Île ⥋ Poissy — Lycée Le Corbusier | Poissy — Rond-Point de l'Île ⥋ Poissy — Lycée Le Corbusier                            | Poissy — Rond-Point de l'Île ⥋ Poissy — Lycée Le Corbusier                            | Poissy — Rond-Point de l'Île ⥋ Poissy — Lycée Le Corbusier                            | Poissy — Rond-Point de l'Île ⥋ Poissy — Lycée Le Corbusier                            | Poissy — Rond-Point de l'Île ⥋ Poissy — Lycée Le Corbusier                            | Poissy — Rond-Point de l'Île ⥋ Poissy — Lycée Le Corbusier                            | Poissy — Rond-Point de l'Île ⥋ Poissy — Lycée Le Corbusier                            | Poissy — Rond-Point de l'Île ⥋ Poissy — Lycée Le Corbusier                            |
| 56    | Ouverture / Fermeture 6 novembre 2017 / — | Longueur —                                                                            | Durée —                                                                               | Nb. d’arrêts 10                                                                       | Matériel Intouro II ME                                                                | Jours de fonctionnement L, Ma, Me, J, V                                               | Jour / Soir / Nuit / Fêtes O / N / N / N                                              | Voy. / an —                                                                           | Dépôt Carrières-sous-Poissy                                                           |
| 56    | Desserte : - Villes et lieux desservis : Poissy - Gares desservies : Poissy |                                                                                       |                                                                                       |                                                                                       |                                                                                       |                                                                                       |                                                                                       |                                                                                       |                                                                                       |
| 56    | Autre : - Zone traversée : 5 - Arrêts non accessibles aux UFR : — - Amplitudes horaires : La ligne fonctionne du lundi au vendredi à raison d'un aller-retour par jour. - Date de dernière mise à jour : 14 septembre 2023.                                                                                    |                                                                                       |                                                                                       |                                                                                       |                                                                                       |                                                                                       |                                                                                       |                                                                                       |                                                                                       |
| 56    | Dernière actualisation : — |                                                                                       |                                                                                       |                                                                                       |                                                                                       |                                                                                       |                                                                                       |                                                                                       |                                                                                       |
| 57    | Poissy — Boulevard Rose ⥋ Poissy — Lycée Le Corbusier | Poissy — Boulevard Rose ⥋ Poissy — Lycée Le Corbusier                                 | Poissy — Boulevard Rose ⥋ Poissy — Lycée Le Corbusier                                 | Poissy — Boulevard Rose ⥋ Poissy — Lycée Le Corbusier                                 | Poissy — Boulevard Rose ⥋ Poissy — Lycée Le Corbusier                                 | Poissy — Boulevard Rose ⥋ Poissy — Lycée Le Corbusier                                 | Poissy — Boulevard Rose ⥋ Poissy — Lycée Le Corbusier                                 | Poissy — Boulevard Rose ⥋ Poissy — Lycée Le Corbusier                                 | Poissy — Boulevard Rose ⥋ Poissy — Lycée Le Corbusier                                 |
| 57    | Ouverture / Fermeture 6 novembre 2017 / — | Longueur —                                                                            | Durée —                                                                               | Nb. d’arrêts 7                                                                        | Matériel —                                                                            | Jours de fonctionnement L, Ma, Me, J, V                                               | Jour / Soir / Nuit / Fêtes O / N / N / N                                              | Voy. / an —                                                                           | Dépôt Carrières-sous-Poissy                                                           |
| 57    | Desserte : - Villes et lieux desservis : Poissy - Gares desservies : Poissy |                                                                                       |                                                                                       |                                                                                       |                                                                                       |                                                                                       |                                                                                       |                                                                                       |                                                                                       |
| 57    | Autre : La ligne a changé de point de départ à la suite des travaux du - Zone traversée : 5 - Arrêts non accessibles aux UFR : — - Amplitudes horaires : La ligne fonctionne du lundi au vendredi à raison d'un aller le matin et de deux retours le soir. - Date de dernière mise à jour : 23 septembre 2024. |                                                                                       |                                                                                       |                                                                                       |                                                                                       |                                                                                       |                                                                                       |                                                                                       |                                                                                       |
| 57    | Dernière actualisation : — |                                                                                       |                                                                                       |                                                                                       |                                                                                       |                                                                                       |                                                                                       |                                                                                       |                                                                                       |
| 58    | Gare des Mureaux ⥋ Les Mureaux — Lycée François Villon | Gare des Mureaux ⥋ Les Mureaux — Lycée François Villon                                | Gare des Mureaux ⥋ Les Mureaux — Lycée François Villon                                | Gare des Mureaux ⥋ Les Mureaux — Lycée François Villon                                | Gare des Mureaux ⥋ Les Mureaux — Lycée François Villon                                | Gare des Mureaux ⥋ Les Mureaux — Lycée François Villon                                | Gare des Mureaux ⥋ Les Mureaux — Lycée François Villon                                | Gare des Mureaux ⥋ Les Mureaux — Lycée François Villon                                | Gare des Mureaux ⥋ Les Mureaux — Lycée François Villon                                |
| 58    | Ouverture / Fermeture 9 mai 2023 / — | Longueur —                                                                            | Durée 11 min                                                                          | Nb. d’arrêts 8                                                                        | Matériel Urbanway 12 GNV Urbanway 18 GNV Citaro G C2                                  | Jours de fonctionnement L, Ma, Me, J, V                                               | Jour / Soir / Nuit / Fêtes O / N / N / N                                              | Voy. / an —                                                                           | Dépôt Ecquevilly                                                                      |
| 58    | Desserte : - Villes et lieux desservis : Les Mureaux - Gares desservies : Les Mureaux |                                                                                       |                                                                                       |                                                                                       |                                                                                       |                                                                                       |                                                                                       |                                                                                       |                                                                                       |
| 58    | Autre : - Zone traversée : 5 - Arrêts non accessibles aux UFR : — - Amplitudes horaires : La ligne fonctionne du lundi au vendredi de 8 h à 18 h 50 environ. - Date de dernière mise à jour : 5 juillet 2023.                                                                                                  |                                                                                       |                                                                                       |                                                                                       |                                                                                       |                                                                                       |                                                                                       |                                                                                       |                                                                                       |
| 58    | Dernière actualisation : — |                                                                                       |                                                                                       |                                                                                       |                                                                                       |                                                                                       |                                                                                       |                                                                                       |                                                                                       |
| 59    | Gare de Cergy-Saint-Christophe ⥋ Saint-Germain-en-Laye — Lycée Léonard de Vinci/Nicot | Gare de Cergy-Saint-Christophe ⥋ Saint-Germain-en-Laye — Lycée Léonard de Vinci/Nicot | Gare de Cergy-Saint-Christophe ⥋ Saint-Germain-en-Laye — Lycée Léonard de Vinci/Nicot | Gare de Cergy-Saint-Christophe ⥋ Saint-Germain-en-Laye — Lycée Léonard de Vinci/Nicot | Gare de Cergy-Saint-Christophe ⥋ Saint-Germain-en-Laye — Lycée Léonard de Vinci/Nicot | Gare de Cergy-Saint-Christophe ⥋ Saint-Germain-en-Laye — Lycée Léonard de Vinci/Nicot | Gare de Cergy-Saint-Christophe ⥋ Saint-Germain-en-Laye — Lycée Léonard de Vinci/Nicot | Gare de Cergy-Saint-Christophe ⥋ Saint-Germain-en-Laye — Lycée Léonard de Vinci/Nicot | Gare de Cergy-Saint-Christophe ⥋ Saint-Germain-en-Laye — Lycée Léonard de Vinci/Nicot |
| 59    | Ouverture / Fermeture 9 mai 2023 / — | Longueur —                                                                            | Durée —                                                                               | Nb. d’arrêts 41                                                                       | Matériel Intouro II M                                                                 | Jours de fonctionnement L, Ma, Me, J, V                                               | Jour / Soir / Nuit / Fêtes O / N / N / N                                              | Voy. / an —                                                                           | Dépôt Carrières-sous-Poissy                                                           |
| 59    | Desserte : - Villes et lieux desservis : Cergy, Vauréal, Jouy-le-Moutier, Conflans-Sainte-Honorine, Andrésy, Carrières-sous-Poissy, Poissy et Saint-Germain-en-Laye - Gares desservies : Cergy-Saint-Christophe, Cergy-le-Haut, Conflans-Fin-d'Oise, Andrésy, Poissy                                           |                                                                                       |                                                                                       |                                                                                       |                                                                                       |                                                                                       |                                                                                       |                                                                                       |                                                                                       |
| 59    | Autre : - Zones traversées : 4 et 5 - Arrêts non accessibles aux UFR : — - Amplitudes horaires : La ligne fonctionne du lundi au vendredi à raison d'un aller le matin et de deux retours le soir. - Date de dernière mise à jour : 14 septembre 2023.                                                         |                                                                                       |                                                                                       |                                                                                       |                                                                                       |                                                                                       |                                                                                       |                                                                                       |                                                                                       |
| 59    | Dernière actualisation : — |                                                                                       |                                                                                       |                                                                                       |                                                                                       |                                                                                       |                                                                                       |                                                                                       |                                                                                       |

### Lignes 60 à 69
| Ligne | Caractéristiques | Caractéristiques | Caractéristiques | Caractéristiques | Caractéristiques | Caractéristiques | Caractéristiques | Caractéristiques | Caractéristiques |
| 60    | Gare des Mureaux ⥋ Meulan-en-Yvelines — Collège Henri IV | Gare des Mureaux ⥋ Meulan-en-Yvelines — Collège Henri IV                                                                  | Gare des Mureaux ⥋ Meulan-en-Yvelines — Collège Henri IV                                                                  | Gare des Mureaux ⥋ Meulan-en-Yvelines — Collège Henri IV                                                                  | Gare des Mureaux ⥋ Meulan-en-Yvelines — Collège Henri IV                                                                  | Gare des Mureaux ⥋ Meulan-en-Yvelines — Collège Henri IV                                                                  | Gare des Mureaux ⥋ Meulan-en-Yvelines — Collège Henri IV                                                                  | Gare des Mureaux ⥋ Meulan-en-Yvelines — Collège Henri IV                                                                  | Gare des Mureaux ⥋ Meulan-en-Yvelines — Collège Henri IV                                                                  |
| ----- | --- | --- | --- | --- | --- | --- | --- | --- | --- |
| 60    | Ouverture / Fermeture — / — | Longueur — | Durée 25 - 40 min | Nb. d’arrêts 20 (22) | Matériel Urbanway 12 GNV                                                                                                  | Jours de fonctionnement L, Ma, Me, J, V                                                                                   | Jour / Soir / Nuit / Fêtes O / N / N / N                                                                                  | Voy. / an — | Dépôt Ecquevilly |
| 60    | Desserte : - Villes et lieux desservis : Les Mureaux, Meulan-en-Yvelines, Vaux-sur-Seine et Evecquemont - Gares desservies : Les Mureaux, Thun-le-Paradis et Vaux-sur-Seine | | | | | | | | |
| 60    | Autre : - Zone traversée : 5 - Arrêts non accessibles aux UFR : — - Amplitudes horaires : La ligne fonctionne du lundi au vendredi à raison de quatre allers le matin et de cinq retours le soir. - Date de dernière mise à jour : 21 septembre 2023. | | | | | | | | |
| 60    | Dernière actualisation : — | | | | | | | | |
| 61    | Mézy-sur-Seine — Place du Tilleul/Mairie / Vaux-sur-Seine — Port Maron/Le Lion vert ⥋ Les Mureaux — Lycée François Villon | Mézy-sur-Seine — Place du Tilleul/Mairie / Vaux-sur-Seine — Port Maron/Le Lion vert ⥋ Les Mureaux — Lycée François Villon | Mézy-sur-Seine — Place du Tilleul/Mairie / Vaux-sur-Seine — Port Maron/Le Lion vert ⥋ Les Mureaux — Lycée François Villon | Mézy-sur-Seine — Place du Tilleul/Mairie / Vaux-sur-Seine — Port Maron/Le Lion vert ⥋ Les Mureaux — Lycée François Villon | Mézy-sur-Seine — Place du Tilleul/Mairie / Vaux-sur-Seine — Port Maron/Le Lion vert ⥋ Les Mureaux — Lycée François Villon | Mézy-sur-Seine — Place du Tilleul/Mairie / Vaux-sur-Seine — Port Maron/Le Lion vert ⥋ Les Mureaux — Lycée François Villon | Mézy-sur-Seine — Place du Tilleul/Mairie / Vaux-sur-Seine — Port Maron/Le Lion vert ⥋ Les Mureaux — Lycée François Villon | Mézy-sur-Seine — Place du Tilleul/Mairie / Vaux-sur-Seine — Port Maron/Le Lion vert ⥋ Les Mureaux — Lycée François Villon | Mézy-sur-Seine — Place du Tilleul/Mairie / Vaux-sur-Seine — Port Maron/Le Lion vert ⥋ Les Mureaux — Lycée François Villon |
| 61    | Ouverture / Fermeture — / — | Longueur — | Durée 40 - 45 min | Nb. d’arrêts 14 (22) | Matériel Urbanway 12 GNV Intouro II M                                                                                     | Jours de fonctionnement L, Ma, Me, J, V                                                                                   | Jour / Soir / Nuit / Fêtes O / N / N / N                                                                                  | Voy. / an — | Dépôt Ecquevilly |
| 61    | Desserte : - Villes et lieux desservis : Vaux-sur-Seine, Meulan-en-Yvelines, Mézy-sur-Seine et Les Mureaux - Gares desservies : Les Mureaux, Thun-le-Paradis | | | | | | | | |
| 61    | Autre : - Zone traversée : 5 - Arrêts non accessibles aux UFR : — - Amplitudes horaires : La ligne fonctionne du lundi au vendredi à raison de trois allers le matin et de quatre retours le soir. - Date de dernière mise à jour : 14 septembre 2023. | | | | | | | | |
| 61    | Dernière actualisation : — | | | | | | | | |
| 62    | Vaux-sur-Seine / Tessancourt-sur-Aubette ⥋ Les Mureaux — Lycée François Villon | Vaux-sur-Seine / Tessancourt-sur-Aubette ⥋ Les Mureaux — Lycée François Villon                                            | Vaux-sur-Seine / Tessancourt-sur-Aubette ⥋ Les Mureaux — Lycée François Villon                                            | Vaux-sur-Seine / Tessancourt-sur-Aubette ⥋ Les Mureaux — Lycée François Villon                                            | Vaux-sur-Seine / Tessancourt-sur-Aubette ⥋ Les Mureaux — Lycée François Villon                                            | Vaux-sur-Seine / Tessancourt-sur-Aubette ⥋ Les Mureaux — Lycée François Villon                                            | Vaux-sur-Seine / Tessancourt-sur-Aubette ⥋ Les Mureaux — Lycée François Villon                                            | Vaux-sur-Seine / Tessancourt-sur-Aubette ⥋ Les Mureaux — Lycée François Villon                                            | Vaux-sur-Seine / Tessancourt-sur-Aubette ⥋ Les Mureaux — Lycée François Villon                                            |
| 62    | Ouverture / Fermeture — / — | Longueur — | Durée 40 - 70 min | Nb. d’arrêts 21 (27) | Matériel Urbanway 12 GNV Intouro II E Intouro II M                                                                        | Jours de fonctionnement L, Ma, Me, J, V                                                                                   | Jour / Soir / Nuit / Fêtes O / N / N / N                                                                                  | Voy. / an — | Dépôt Ecquevilly |
| 62    | Desserte : - Villes et lieux desservis : Vaux-sur-Seine, Evecquemont, Tessancourt-sur-Aubette, Meulan-en-Yvelines, Les Mureaux - Gares desservies : Vaux-sur-Seine, Thun-le-Paradis, Les Mureaux | | | | | | | | |
| 62    | Autre : - Zone traversée : 5 - Arrêts non accessibles aux UFR : — - Amplitudes horaires : La ligne fonctionne du lundi au vendredi à raison de trois allers le matin et de six retours le soir, plus trois retours à midi le mercredi. - Particularités : Certains services partent de Tessancourt. - Date de dernière mise à jour : 14 septembre 2023.                                                                                          | | | | | | | | |
| 62    | Dernière actualisation : — | | | | | | | | |
| 63    | Verneuil-sur-Seine — Les Clairières ⥋ Poissy — Lycée Le Corbusier / Notre-Dame | Verneuil-sur-Seine — Les Clairières ⥋ Poissy — Lycée Le Corbusier / Notre-Dame                                            | Verneuil-sur-Seine — Les Clairières ⥋ Poissy — Lycée Le Corbusier / Notre-Dame                                            | Verneuil-sur-Seine — Les Clairières ⥋ Poissy — Lycée Le Corbusier / Notre-Dame                                            | Verneuil-sur-Seine — Les Clairières ⥋ Poissy — Lycée Le Corbusier / Notre-Dame                                            | Verneuil-sur-Seine — Les Clairières ⥋ Poissy — Lycée Le Corbusier / Notre-Dame                                            | Verneuil-sur-Seine — Les Clairières ⥋ Poissy — Lycée Le Corbusier / Notre-Dame                                            | Verneuil-sur-Seine — Les Clairières ⥋ Poissy — Lycée Le Corbusier / Notre-Dame                                            | Verneuil-sur-Seine — Les Clairières ⥋ Poissy — Lycée Le Corbusier / Notre-Dame                                            |
| 63    | Ouverture / Fermeture 3 septembre 2018 / — | Longueur — | Durée — | Nb. d’arrêts 23 | Matériel — | Jours de fonctionnement L, Ma, Me, J, V                                                                                   | Jour / Soir / Nuit / Fêtes O / N / N / N                                                                                  | Voy. / an — | Dépôt Verneuil-sur-Seine                                                                                                  |
| 63    | Desserte : - Villes et lieux desservis : Verneuil-sur-Seine, Vernouillet et Poissy - Gares desservies : Aucune. | | | | | | | | |
| 63    | Autre : - Zone traversée : 5 - Arrêts non accessibles aux UFR : — - Amplitudes horaires : La ligne fonctionne du lundi au vendredi à raison de cinq allers le matin et de neuf retours le soir, plus trois retours à midi le mercredi. - Particularités : La ligne dispose de plusieurs itinéraires. - Date de dernière mise à jour : 6 septembre 2023.                                                                                          | | | | | | | | |
| 63    | Dernière actualisation : — | | | | | | | | |
| 64    | Gare de Vaux-sur-Seine ⥋ Triel-sur-Seine — Collège Les châtelaines | Gare de Vaux-sur-Seine ⥋ Triel-sur-Seine — Collège Les châtelaines                                                        | Gare de Vaux-sur-Seine ⥋ Triel-sur-Seine — Collège Les châtelaines                                                        | Gare de Vaux-sur-Seine ⥋ Triel-sur-Seine — Collège Les châtelaines                                                        | Gare de Vaux-sur-Seine ⥋ Triel-sur-Seine — Collège Les châtelaines                                                        | Gare de Vaux-sur-Seine ⥋ Triel-sur-Seine — Collège Les châtelaines                                                        | Gare de Vaux-sur-Seine ⥋ Triel-sur-Seine — Collège Les châtelaines                                                        | Gare de Vaux-sur-Seine ⥋ Triel-sur-Seine — Collège Les châtelaines                                                        | Gare de Vaux-sur-Seine ⥋ Triel-sur-Seine — Collège Les châtelaines                                                        |
| 64    | Ouverture / Fermeture — / — | Longueur — | Durée — | Nb. d’arrêts 14 | Matériel — | Jours de fonctionnement L, Ma, Me, J, V                                                                                   | Jour / Soir / Nuit / Fêtes O / N / N / N                                                                                  | Voy. / an — | Dépôt Carrières-sous-Poissy                                                                                               |
| 64    | Desserte : - Villes et lieux desservis : Vaux-sur-Seine et Triel-sur-Seine - Gares desservies : Vaux-sur-Seine | | | | | | | | |
| 64    | Autre : - Zone traversée : 5 - Arrêts non accessibles aux UFR : — - Amplitudes horaires : La ligne fonctionne du lundi au vendredi à raison d'un aller le matin et de deux retours le soir (sauf mercredi) et un retour à midi le mercredi. - Date de dernière mise à jour : 8 mai 2023. | | | | | | | | |
| 64    | Dernière actualisation : — | | | | | | | | |
| 65    | Meulan-en-Yvelines — Arquebuse ⥋ Poissy — Lycée Le Corbusier | Meulan-en-Yvelines — Arquebuse ⥋ Poissy — Lycée Le Corbusier                                                              | Meulan-en-Yvelines — Arquebuse ⥋ Poissy — Lycée Le Corbusier                                                              | Meulan-en-Yvelines — Arquebuse ⥋ Poissy — Lycée Le Corbusier                                                              | Meulan-en-Yvelines — Arquebuse ⥋ Poissy — Lycée Le Corbusier                                                              | Meulan-en-Yvelines — Arquebuse ⥋ Poissy — Lycée Le Corbusier                                                              | Meulan-en-Yvelines — Arquebuse ⥋ Poissy — Lycée Le Corbusier                                                              | Meulan-en-Yvelines — Arquebuse ⥋ Poissy — Lycée Le Corbusier                                                              | Meulan-en-Yvelines — Arquebuse ⥋ Poissy — Lycée Le Corbusier                                                              |
| 65    | Ouverture / Fermeture 2 septembre 2021 / — | Longueur — | Durée — | Nb. d’arrêts 25 | Matériel — | Jours de fonctionnement L, Ma, Me, J, V                                                                                   | Jour / Soir / Nuit / Fêtes O / N / N / N                                                                                  | Voy. / an — | Dépôt Verneuil-sur-Seine                                                                                                  |
| 65    | Desserte : - Villes et lieux desservis : Meulan-en-Yvelines, Vaux-sur-Seine, Triel-sur-Seine, Carrières-sous-Poissy et Poissy - Gares desservies : Thun-le-Paradis | | | | | | | | |
| 65    | Autre : - Zone traversée : 5 - Arrêts non accessibles aux UFR : — - Amplitudes horaires : La ligne fonctionne du lundi au vendredi à raison de deux allers le matin et de deux retours le soir (sauf le mercredi) et un retour à midi le mercredi. - Date de dernière mise à jour : 8 mai 2023. | | | | | | | | |
| 65    | Dernière actualisation : — | | | | | | | | |
| 66    | Triel-sur-Seine — Senet ⥋ Verneuil-sur-Seine — Collège Jean Zay | Triel-sur-Seine — Senet ⥋ Verneuil-sur-Seine — Collège Jean Zay                                                           | Triel-sur-Seine — Senet ⥋ Verneuil-sur-Seine — Collège Jean Zay                                                           | Triel-sur-Seine — Senet ⥋ Verneuil-sur-Seine — Collège Jean Zay                                                           | Triel-sur-Seine — Senet ⥋ Verneuil-sur-Seine — Collège Jean Zay                                                           | Triel-sur-Seine — Senet ⥋ Verneuil-sur-Seine — Collège Jean Zay                                                           | Triel-sur-Seine — Senet ⥋ Verneuil-sur-Seine — Collège Jean Zay                                                           | Triel-sur-Seine — Senet ⥋ Verneuil-sur-Seine — Collège Jean Zay                                                           | Triel-sur-Seine — Senet ⥋ Verneuil-sur-Seine — Collège Jean Zay                                                           |
| 66    | Ouverture / Fermeture 2 septembre 2021 / — | Longueur — | Durée — | Nb. d’arrêts 21 | Matériel Citaro C2 | Jours de fonctionnement L, Ma, Me, J, V                                                                                   | Jour / Soir / Nuit / Fêtes O / N / N / N                                                                                  | Voy. / an — | Dépôt Verneuil-sur-Seine                                                                                                  |
| 66    | Desserte : - Villes et lieux desservis : Triel-sur-Seine, Vaux-sur-Seine, Meulan-en-Yvelines, Les Mureaux et Verneuil-sur-Seine - Gares desservies : Thun-le-Paradis et Les Mureaux | | | | | | | | |
| 66    | Autre : - Zone traversée : 5 - Arrêts non accessibles aux UFR : — - Amplitudes horaires : La ligne fonctionne du lundi au vendredi à raison d'un aller le matin et de deux retours le soir (un le mercredi), plus un retour à midi le mercredi. - Date de dernière mise à jour : 14 septembre 2023. | | | | | | | | |
| 66    | Dernière actualisation : — | | | | | | | | |
| 67    | Gare des Mureaux ⥋ Saint-Germain-en-Laye — Nicot/Gare | Gare des Mureaux ⥋ Saint-Germain-en-Laye — Nicot/Gare                                                                     | Gare des Mureaux ⥋ Saint-Germain-en-Laye — Nicot/Gare                                                                     | Gare des Mureaux ⥋ Saint-Germain-en-Laye — Nicot/Gare                                                                     | Gare des Mureaux ⥋ Saint-Germain-en-Laye — Nicot/Gare                                                                     | Gare des Mureaux ⥋ Saint-Germain-en-Laye — Nicot/Gare                                                                     | Gare des Mureaux ⥋ Saint-Germain-en-Laye — Nicot/Gare                                                                     | Gare des Mureaux ⥋ Saint-Germain-en-Laye — Nicot/Gare                                                                     | Gare des Mureaux ⥋ Saint-Germain-en-Laye — Nicot/Gare                                                                     |
| 67    | Ouverture / Fermeture 9 mai 2023 / — | Longueur — | Durée — | Nb. d’arrêts 47 | Matériel — | Jours de fonctionnement L, Ma, Me, J, V                                                                                   | Jour / Soir / Nuit / Fêtes O / N / N / N                                                                                  | Voy. / an — | Dépôt Verneuil-sur-Seine                                                                                                  |
| 67    | Desserte : - Villes et lieux desservis : Les Mureaux, Verneuil-sur-Seine, Vernouillet, Médan, Villennes-sur-Seine, Poissy et Saint-Germain-en-Laye - Gares desservies : Les Mureaux, Vernouillet - Verneuil et Saint-Germain-en-Laye | | | | | | | | |
| 67    | Autre : - Zones traversées : 4 et 5 - Arrêts non accessibles aux UFR : — - Amplitudes horaires : La ligne fonctionne du lundi au vendredi à raison de trois allers le matin et de deux retours le soir, effectués à midi le mercredi. - Particularités : La ligne dispose de plusieurs itinéraires. Depuis la rentrée scolaire de Septembre 2024, la ligne ne dessert plus la gare de Poissy. - Date de dernière mise à jour : 2 septembre 2024. | | | | | | | | |
| 67    | Dernière actualisation : — | | | | | | | | |
| 68    | Gare des Mureaux ⥋ Poissy — Lycée Le Corbusier | Gare des Mureaux ⥋ Poissy — Lycée Le Corbusier                                                                            | Gare des Mureaux ⥋ Poissy — Lycée Le Corbusier                                                                            | Gare des Mureaux ⥋ Poissy — Lycée Le Corbusier                                                                            | Gare des Mureaux ⥋ Poissy — Lycée Le Corbusier                                                                            | Gare des Mureaux ⥋ Poissy — Lycée Le Corbusier                                                                            | Gare des Mureaux ⥋ Poissy — Lycée Le Corbusier                                                                            | Gare des Mureaux ⥋ Poissy — Lycée Le Corbusier                                                                            | Gare des Mureaux ⥋ Poissy — Lycée Le Corbusier                                                                            |
| 68    | Ouverture / Fermeture 9 mai 2023 / — | Longueur — | Durée — | Nb. d’arrêts 31 | Matériel Intouro II M | Jours de fonctionnement L, Ma, Me, J, V                                                                                   | Jour / Soir / Nuit / Fêtes O / N / N / N                                                                                  | Voy. / an — | Dépôt Verneuil-sur-Seine                                                                                                  |
| 68    | Desserte : - Villes et lieux desservis : Les Mureaux, Verneuil-sur-Seine, Vernouillet, Médan, Villennes-sur-Seine, Poissy - Gares desservies : Les Mureaux, Vernouillet - Verneuil, Poissy | | | | | | | | |
| 68    | Autre : - Zone traversée : 5 - Arrêts non accessibles aux UFR : — - Amplitudes horaires : La ligne fonctionne du lundi au vendredi à raison d'un aller le matin et de trios retours le soir, plus deux retours à midi le mercredi. - Date de dernière mise à jour : 14 septembre 2023. | | | | | | | | |
| 68    | Dernière actualisation : — | | | | | | | | |
| 69    | Poissy — Gare nord ⥋ Verneuil-sur-Seine — Notre-Dame Chemin Vert | Poissy — Gare nord ⥋ Verneuil-sur-Seine — Notre-Dame Chemin Vert                                                          | Poissy — Gare nord ⥋ Verneuil-sur-Seine — Notre-Dame Chemin Vert                                                          | Poissy — Gare nord ⥋ Verneuil-sur-Seine — Notre-Dame Chemin Vert                                                          | Poissy — Gare nord ⥋ Verneuil-sur-Seine — Notre-Dame Chemin Vert                                                          | Poissy — Gare nord ⥋ Verneuil-sur-Seine — Notre-Dame Chemin Vert                                                          | Poissy — Gare nord ⥋ Verneuil-sur-Seine — Notre-Dame Chemin Vert                                                          | Poissy — Gare nord ⥋ Verneuil-sur-Seine — Notre-Dame Chemin Vert                                                          | Poissy — Gare nord ⥋ Verneuil-sur-Seine — Notre-Dame Chemin Vert                                                          |
| 69    | Ouverture / Fermeture 9 mai 2023 / — | Longueur — | Durée — | Nb. d’arrêts 17 | Matériel Intouro II M | Jours de fonctionnement L, Ma, Me, J, V                                                                                   | Jour / Soir / Nuit / Fêtes O / N / N / N                                                                                  | Voy. / an — | Dépôt Verneuil-sur-Seine                                                                                                  |
| 69    | Desserte : - Villes et lieux desservis : Verneuil-sur-Seine, Vernouillet, Médan, Villennes-sur-Seine, Poissy - Gares desservies : Poissy | | | | | | | | |
| 69    | Autre : - Zone traversée : 5 - Arrêts non accessibles aux UFR : — - Amplitudes horaires : La ligne fonctionne du lundi au vendredi à raison d'un aller le matin et d'un retour le soir, effectué à midi le mercredi. - Date de dernière mise à jour : 14 septembre 2023. | | | | | | | | |
| 69    | Dernière actualisation : — | | | | | | | | |

### Lignes 70 à 79
| Ligne | Caractéristiques | Caractéristiques | Caractéristiques | Caractéristiques | Caractéristiques | Caractéristiques | Caractéristiques | Caractéristiques | Caractéristiques |
| 70    | Gare des Mureaux ⥋ Chambourcy — Collège André Derain / Gare de Saint-Germain-en-Laye | Gare des Mureaux ⥋ Chambourcy — Collège André Derain / Gare de Saint-Germain-en-Laye                                                      | Gare des Mureaux ⥋ Chambourcy — Collège André Derain / Gare de Saint-Germain-en-Laye                                                      | Gare des Mureaux ⥋ Chambourcy — Collège André Derain / Gare de Saint-Germain-en-Laye                                                      | Gare des Mureaux ⥋ Chambourcy — Collège André Derain / Gare de Saint-Germain-en-Laye                                                      | Gare des Mureaux ⥋ Chambourcy — Collège André Derain / Gare de Saint-Germain-en-Laye                                                      | Gare des Mureaux ⥋ Chambourcy — Collège André Derain / Gare de Saint-Germain-en-Laye                                                      | Gare des Mureaux ⥋ Chambourcy — Collège André Derain / Gare de Saint-Germain-en-Laye                                                      | Gare des Mureaux ⥋ Chambourcy — Collège André Derain / Gare de Saint-Germain-en-Laye                                                      |
| ----- | --- | --- | --- | --- | --- | --- | --- | --- | --- |
| 70    | Ouverture / Fermeture — / — | Longueur — | Durée — | Nb. d’arrêts 43 (54) | Matériel Intouro II L | Jours de fonctionnement L, Ma, Me, J, V, S                                                                                                | Jour / Soir / Nuit / Fêtes O / N / N / N                                                                                                  | Voy. / an — | Dépôt Carrières-sous-Poissy |
| 70    | Desserte : - Villes et lieux desservis : Les Mureaux, Chapet, Ecquevilly, Morainvilliers, Orgeval, Aigremont, Chambourcy et Saint-Germain-en-Laye - Gares desservies : Les Mureaux et Saint-Germain-en-Laye | | | | | | | | |
| 70    | Autre : - Zones traversées : 4 et 5 - Arrêts non accessibles aux UFR : — - Amplitudes horaires : La ligne fonctionne du lundi au vendredi à raison de 16 allers le matin et de 18 retours le soir, plus huit retours à midi le mercredi. La ligne fonctionne aussi à raison d'un aller-retour le samedi. - Particularités : La ligne dispose de plusieurs itinéraires. - Date de dernière mise à jour : 14 septembre 2023.                                                 | | | | | | | | |
| 70    | Dernière actualisation : — | | | | | | | | |
| 71    | Ecquevilly — Les Sablons / Clos des Bois ⥋ Morainvilliers / Orgeval / Poissy — Gare sud | Ecquevilly — Les Sablons / Clos des Bois ⥋ Morainvilliers / Orgeval / Poissy — Gare sud                                                   | Ecquevilly — Les Sablons / Clos des Bois ⥋ Morainvilliers / Orgeval / Poissy — Gare sud                                                   | Ecquevilly — Les Sablons / Clos des Bois ⥋ Morainvilliers / Orgeval / Poissy — Gare sud                                                   | Ecquevilly — Les Sablons / Clos des Bois ⥋ Morainvilliers / Orgeval / Poissy — Gare sud                                                   | Ecquevilly — Les Sablons / Clos des Bois ⥋ Morainvilliers / Orgeval / Poissy — Gare sud                                                   | Ecquevilly — Les Sablons / Clos des Bois ⥋ Morainvilliers / Orgeval / Poissy — Gare sud                                                   | Ecquevilly — Les Sablons / Clos des Bois ⥋ Morainvilliers / Orgeval / Poissy — Gare sud                                                   | Ecquevilly — Les Sablons / Clos des Bois ⥋ Morainvilliers / Orgeval / Poissy — Gare sud                                                   |
| 71    | Ouverture / Fermeture — / — | Longueur — | Durée — | Nb. d’arrêts 30 | Matériel — | Jours de fonctionnement L, Ma, Me, J, V                                                                                                   | Jour / Soir / Nuit / Fêtes O / N / N / N                                                                                                  | Voy. / an — | Dépôt Verneuil-sur-Seine |
| 71    | Desserte : - Villes et lieux desservis : Ecquevilly, Morainvilliers, Orgeval, Poissy - Gares desservies : Poissy | | | | | | | | |
| 71    | Autre : - Zone traversée : 5 - Arrêts non accessibles aux UFR : — - Amplitudes horaires : La ligne fonctionne du lundi au vendredi à raison de six allers le matin et de six retours le soir (trois le mercredi), plus trois retours à midi le mercredi. - Particularités : La ligne dispose de plusieurs itinéraires. - Date de dernière mise à jour : 6 septembre 2023.                                                                                                  | | | | | | | | |
| 71    | Dernière actualisation : — | | | | | | | | |
| 72    | Gare de Vernouillet - Verneuil / Verneuil-sur-Seine — Notre-Dame Chemin vert ⥋ Gare de Conflans-Fin-d'Oise / Achères — Lycée Louise Weiss | Gare de Vernouillet - Verneuil / Verneuil-sur-Seine — Notre-Dame Chemin vert ⥋ Gare de Conflans-Fin-d'Oise / Achères — Lycée Louise Weiss | Gare de Vernouillet - Verneuil / Verneuil-sur-Seine — Notre-Dame Chemin vert ⥋ Gare de Conflans-Fin-d'Oise / Achères — Lycée Louise Weiss | Gare de Vernouillet - Verneuil / Verneuil-sur-Seine — Notre-Dame Chemin vert ⥋ Gare de Conflans-Fin-d'Oise / Achères — Lycée Louise Weiss | Gare de Vernouillet - Verneuil / Verneuil-sur-Seine — Notre-Dame Chemin vert ⥋ Gare de Conflans-Fin-d'Oise / Achères — Lycée Louise Weiss | Gare de Vernouillet - Verneuil / Verneuil-sur-Seine — Notre-Dame Chemin vert ⥋ Gare de Conflans-Fin-d'Oise / Achères — Lycée Louise Weiss | Gare de Vernouillet - Verneuil / Verneuil-sur-Seine — Notre-Dame Chemin vert ⥋ Gare de Conflans-Fin-d'Oise / Achères — Lycée Louise Weiss | Gare de Vernouillet - Verneuil / Verneuil-sur-Seine — Notre-Dame Chemin vert ⥋ Gare de Conflans-Fin-d'Oise / Achères — Lycée Louise Weiss | Gare de Vernouillet - Verneuil / Verneuil-sur-Seine — Notre-Dame Chemin vert ⥋ Gare de Conflans-Fin-d'Oise / Achères — Lycée Louise Weiss |
| 72    | Ouverture / Fermeture 4 janvier 2016 / — | Longueur — | Durée — | Nb. d’arrêts 22 (24) | Matériel Intouro II Intouro II ME | Jours de fonctionnement L, Ma, Me, J, V                                                                                                   | Jour / Soir / Nuit / Fêtes O / N / N / N                                                                                                  | Voy. / an — | Dépôt Verneuil-sur-Seine |
| 72    | Desserte : - Villes et lieux desservis : Verneuil-sur-Seine, Vernouillet, Triel-sur-Seine, Chanteloup-les-Vignes, Andrésy, Conflans-Sainte-Honorine et Achères - Gares desservies : Vernouillet - Verneuil, Maurecourt, Conflans-Fin-d'Oise | | | | | | | | |
| 72    | Autre : - Zone traversée : 5 - Arrêts non accessibles aux UFR : — - Amplitudes horaires : La ligne fonctionne du lundi au vendredi à raison de cinq à six allers-retours par jour. - Particularités : La ligne dispose de plusieurs itinéraires. - Date de dernière mise à jour : 14 septembre 2023. | | | | | | | | |
| 72    | Dernière actualisation : — | | | | | | | | |
| 73    | Aubergenville — Lycée Van Gogh ⥋ Gare des Mureaux | Aubergenville — Lycée Van Gogh ⥋ Gare des Mureaux                                                                                         | Aubergenville — Lycée Van Gogh ⥋ Gare des Mureaux                                                                                         | Aubergenville — Lycée Van Gogh ⥋ Gare des Mureaux                                                                                         | Aubergenville — Lycée Van Gogh ⥋ Gare des Mureaux                                                                                         | Aubergenville — Lycée Van Gogh ⥋ Gare des Mureaux                                                                                         | Aubergenville — Lycée Van Gogh ⥋ Gare des Mureaux                                                                                         | Aubergenville — Lycée Van Gogh ⥋ Gare des Mureaux                                                                                         | Aubergenville — Lycée Van Gogh ⥋ Gare des Mureaux                                                                                         |
| 73    | Ouverture / Fermeture — / — | Longueur — | Durée — | Nb. d’arrêts 33 | Matériel Citelis 18 | Jours de fonctionnement L, Ma, Me, J, V                                                                                                   | Jour / Soir / Nuit / Fêtes O / N / N / N                                                                                                  | Voy. / an — | Dépôt Ecquevilly |
| 73    | Desserte : - Villes et lieux desservis : Aubergenville, Flins-sur-Seine, Bouafle, Ecquevilly, Chapet, Les Mureaux - Gares desservies : Les Mureaux | | | | | | | | |
| 73    | Autre : - Zone traversée : 5 - Arrêts non accessibles aux UFR : — - Amplitudes horaires : La ligne fonctionne du lundi au vendredi à raison de six allers le matin et de huit retours le soir. - Particularités : La ligne dispose de plusieurs itinéraires. - Date de dernière mise à jour : 21 septembre 2023. | | | | | | | | |
| 73    | Dernière actualisation : — | | | | | | | | |
| 74    | Gare de Conflans-Fin-d'Oise ⥋ Andrésy — Collège Saint-Exupéry | Gare de Conflans-Fin-d'Oise ⥋ Andrésy — Collège Saint-Exupéry                                                                             | Gare de Conflans-Fin-d'Oise ⥋ Andrésy — Collège Saint-Exupéry                                                                             | Gare de Conflans-Fin-d'Oise ⥋ Andrésy — Collège Saint-Exupéry                                                                             | Gare de Conflans-Fin-d'Oise ⥋ Andrésy — Collège Saint-Exupéry                                                                             | Gare de Conflans-Fin-d'Oise ⥋ Andrésy — Collège Saint-Exupéry                                                                             | Gare de Conflans-Fin-d'Oise ⥋ Andrésy — Collège Saint-Exupéry                                                                             | Gare de Conflans-Fin-d'Oise ⥋ Andrésy — Collège Saint-Exupéry                                                                             | Gare de Conflans-Fin-d'Oise ⥋ Andrésy — Collège Saint-Exupéry                                                                             |
| 74    | Ouverture / Fermeture 9 mai 2023 / — | Longueur — | Durée — | Nb. d’arrêts 10 | Matériel Citaro C2 | Jours de fonctionnement L, Ma, Me, J, V                                                                                                   | Jour / Soir / Nuit / Fêtes O / N / N / N                                                                                                  | Voy. / an — | Dépôt Carrières-sous-Poissy |
| 74    | Desserte : - Villes et lieux desservis : Conflans-Sainte-Honorine et Andrésy - Gares desservies : Conflans-Fin-d'Oise | | | | | | | | |
| 74    | Autre : - Zone traversée : 5 - Arrêts non accessibles aux UFR : — - Amplitudes horaires : La ligne fonctionne du lundi au vendredi à raison de deux allers le matin et d'un retour le soir, effectué à midi le mercredi. - Date de dernière mise à jour : 14 septembre 2023. | | | | | | | | |
| 74    | Dernière actualisation : — | | | | | | | | |
| 75    | Gare de Vernouillet - Verneuil / Verneuil-sur-Seine — Notre-Dame Chemin vert ⥋ Vernouillet — Collège Émile Zola | Gare de Vernouillet - Verneuil / Verneuil-sur-Seine — Notre-Dame Chemin vert ⥋ Vernouillet — Collège Émile Zola                           | Gare de Vernouillet - Verneuil / Verneuil-sur-Seine — Notre-Dame Chemin vert ⥋ Vernouillet — Collège Émile Zola                           | Gare de Vernouillet - Verneuil / Verneuil-sur-Seine — Notre-Dame Chemin vert ⥋ Vernouillet — Collège Émile Zola                           | Gare de Vernouillet - Verneuil / Verneuil-sur-Seine — Notre-Dame Chemin vert ⥋ Vernouillet — Collège Émile Zola                           | Gare de Vernouillet - Verneuil / Verneuil-sur-Seine — Notre-Dame Chemin vert ⥋ Vernouillet — Collège Émile Zola                           | Gare de Vernouillet - Verneuil / Verneuil-sur-Seine — Notre-Dame Chemin vert ⥋ Vernouillet — Collège Émile Zola                           | Gare de Vernouillet - Verneuil / Verneuil-sur-Seine — Notre-Dame Chemin vert ⥋ Vernouillet — Collège Émile Zola                           | Gare de Vernouillet - Verneuil / Verneuil-sur-Seine — Notre-Dame Chemin vert ⥋ Vernouillet — Collège Émile Zola                           |
| 75    | Ouverture / Fermeture 9 mai 2023 / — | Longueur — | Durée — | Nb. d’arrêts 22 (24) | Matériel Citaro K C2 | Jours de fonctionnement L, Ma, Me, J, V                                                                                                   | Jour / Soir / Nuit / Fêtes O / N / N / N                                                                                                  | Voy. / an — | Dépôt Verneuil-sur-Seine |
| 75    | Desserte : - Villes et lieux desservis : Verneuil-sur-Seine et Vernouillet - Gares desservies : Vernouillet - Verneuil | | | | | | | | |
| 75    | Autre : - Zone traversée : 5 - Arrêts non accessibles aux UFR : — - Amplitudes horaires : La ligne fonctionne du lundi au vendredi à raison de six allers-retours par jour (cinq le mercredi). - Date de dernière mise à jour : 14 septembre 2023. | | | | | | | | |
| 75    | Dernière actualisation : — | | | | | | | | |
| 76a   | Menucourt — Pasteur/Bas Rucourt ⥋ Verneuil-sur-Seine — Notre-Dame Chemin vert | Menucourt — Pasteur/Bas Rucourt ⥋ Verneuil-sur-Seine — Notre-Dame Chemin vert                                                             | Menucourt — Pasteur/Bas Rucourt ⥋ Verneuil-sur-Seine — Notre-Dame Chemin vert                                                             | Menucourt — Pasteur/Bas Rucourt ⥋ Verneuil-sur-Seine — Notre-Dame Chemin vert                                                             | Menucourt — Pasteur/Bas Rucourt ⥋ Verneuil-sur-Seine — Notre-Dame Chemin vert                                                             | Menucourt — Pasteur/Bas Rucourt ⥋ Verneuil-sur-Seine — Notre-Dame Chemin vert                                                             | Menucourt — Pasteur/Bas Rucourt ⥋ Verneuil-sur-Seine — Notre-Dame Chemin vert                                                             | Menucourt — Pasteur/Bas Rucourt ⥋ Verneuil-sur-Seine — Notre-Dame Chemin vert                                                             | Menucourt — Pasteur/Bas Rucourt ⥋ Verneuil-sur-Seine — Notre-Dame Chemin vert                                                             |
| 76a   | Ouverture / Fermeture 1er septembre 2022 / — | Longueur — | Durée — | Nb. d’arrêts 18 | Matériel Intouro II L | Jours de fonctionnement L, Ma, Me, J, V                                                                                                   | Jour / Soir / Nuit / Fêtes O / N / N / N                                                                                                  | Voy. / an — | Dépôt Verneuil-sur-Seine |
| 76a   | Desserte : - Villes et lieux desservis : Menucourt, Evecquemont, Vaux-sur-Seine, Triel-sur-Seine et Verneuil-sur-Seine - Gares desservies : Vaux-sur-Seine | | | | | | | | |
| 76a   | Autre : - Zone traversée : 5 - Arrêts non accessibles aux UFR : Vieux Colombier, Le Val Hébert, Route de Vaux et Pont de Triel. - Amplitudes horaires : La ligne fonctionne du lundi au vendredi à raison de deux allers le matin et de trois retours le soir (deux le mercredi), plus un effectué à midi le mercredi. - Historique : La ligne 30.27 est scindée en trois sous-lignes à compter du 1er septembre 2022. - Date de dernière mise à jour : 14 septembre 2023. | | | | | | | | |
| 76a   | Dernière actualisation : — | | | | | | | | |
| 76b   | Jouy-le-Moutier — Le Noyer ⥋ Verneuil-sur-Seine — Notre-Dame Chemin vert | Jouy-le-Moutier — Le Noyer ⥋ Verneuil-sur-Seine — Notre-Dame Chemin vert                                                                  | Jouy-le-Moutier — Le Noyer ⥋ Verneuil-sur-Seine — Notre-Dame Chemin vert                                                                  | Jouy-le-Moutier — Le Noyer ⥋ Verneuil-sur-Seine — Notre-Dame Chemin vert                                                                  | Jouy-le-Moutier — Le Noyer ⥋ Verneuil-sur-Seine — Notre-Dame Chemin vert                                                                  | Jouy-le-Moutier — Le Noyer ⥋ Verneuil-sur-Seine — Notre-Dame Chemin vert                                                                  | Jouy-le-Moutier — Le Noyer ⥋ Verneuil-sur-Seine — Notre-Dame Chemin vert                                                                  | Jouy-le-Moutier — Le Noyer ⥋ Verneuil-sur-Seine — Notre-Dame Chemin vert                                                                  | Jouy-le-Moutier — Le Noyer ⥋ Verneuil-sur-Seine — Notre-Dame Chemin vert                                                                  |
| 76b   | Ouverture / Fermeture 1er septembre 2022 / — | Longueur — | Durée — | Nb. d’arrêts 12 | Matériel Intouro II EL Intouro II L | Jours de fonctionnement L, Ma, Me, J, V                                                                                                   | Jour / Soir / Nuit / Fêtes O / N / N / N                                                                                                  | Voy. / an — | Dépôt Verneuil-sur-Seine |
| 76b   | Desserte : - Villes et lieux desservis : Jouy-le-Moutier, Vauréal, Boisemont, Triel-sur-Seine et Verneuil-sur-Seine - Gares desservies : Vaux-sur-Seine | | | | | | | | |
| 76b   | Autre : - Zone traversée : 5 - Arrêts non accessibles aux UFR : Les Coteaux, La Roche, Pont aux Étoiles, Beauregards et Pont de Triel - Amplitudes horaires : La ligne fonctionne du lundi au vendredi à raison d'un aller le matin et d'un retour à midi le mercredi. - Historique : La ligne 30.27 est scindée en trois sous-lignes à compter du 1er septembre 2022. - Date de dernière mise à jour : 14 septembre 2023.                                                 | | | | | | | | |
| 76b   | Dernière actualisation : — | | | | | | | | |
| 76c   | Jouy-le-Moutier — La Hayette ⥋ Verneuil-sur-Seine — Notre-Dame Chemin vert | Jouy-le-Moutier — La Hayette ⥋ Verneuil-sur-Seine — Notre-Dame Chemin vert                                                                | Jouy-le-Moutier — La Hayette ⥋ Verneuil-sur-Seine — Notre-Dame Chemin vert                                                                | Jouy-le-Moutier — La Hayette ⥋ Verneuil-sur-Seine — Notre-Dame Chemin vert                                                                | Jouy-le-Moutier — La Hayette ⥋ Verneuil-sur-Seine — Notre-Dame Chemin vert                                                                | Jouy-le-Moutier — La Hayette ⥋ Verneuil-sur-Seine — Notre-Dame Chemin vert                                                                | Jouy-le-Moutier — La Hayette ⥋ Verneuil-sur-Seine — Notre-Dame Chemin vert                                                                | Jouy-le-Moutier — La Hayette ⥋ Verneuil-sur-Seine — Notre-Dame Chemin vert                                                                | Jouy-le-Moutier — La Hayette ⥋ Verneuil-sur-Seine — Notre-Dame Chemin vert                                                                |
| 76c   | Ouverture / Fermeture 1er septembre 2022 / — | Longueur — | Durée — | Nb. d’arrêts 23 | Matériel Intouro II L | Jours de fonctionnement L, Ma, Me, J, V                                                                                                   | Jour / Soir / Nuit / Fêtes O / N / N / N                                                                                                  | Voy. / an — | Dépôt Verneuil-sur-Seine |
| 76c   | Desserte : - Villes et lieux desservis : Jouy-le-Moutier, Triel-sur-Seine et Verneuil-sur-Seine - Gares desservies : Vaux-sur-Seine | | | | | | | | |
| 76c   | Autre : - Zone traversée : 5 - Arrêts non accessibles aux UFR : Vignes, Boile, Les Coteaux, La Roche, Pont aux Étoiles, Beauregards et Pont de Triel - Amplitudes horaires : La ligne fonctionne du lundi au vendredi à raison d'un aller le matin et de deux retours le soir, plus un effectué à midi le mercredi. - Historique : La ligne 30.27 est scindée en trois sous-lignes à compter du 1er septembre 2022. - Date de dernière mise à jour : 14 septembre 2023.    | | | | | | | | |
| 76c   | Dernière actualisation : — | | | | | | | | |

### Lignes 90 à 99
| Ligne | Caractéristiques | Caractéristiques                                         | Caractéristiques                                         | Caractéristiques                                         | Caractéristiques                                         | Caractéristiques                                         | Caractéristiques                                         | Caractéristiques                                         | Caractéristiques                                         |
| 90    | Poissy — La Coudraie ⥋ Poissy — Peugeot | Poissy — La Coudraie ⥋ Poissy — Peugeot                  | Poissy — La Coudraie ⥋ Poissy — Peugeot                  | Poissy — La Coudraie ⥋ Poissy — Peugeot                  | Poissy — La Coudraie ⥋ Poissy — Peugeot                  | Poissy — La Coudraie ⥋ Poissy — Peugeot                  | Poissy — La Coudraie ⥋ Poissy — Peugeot                  | Poissy — La Coudraie ⥋ Poissy — Peugeot                  | Poissy — La Coudraie ⥋ Poissy — Peugeot                  |
| ----- | --- | -------------------------------------------------------- | -------------------------------------------------------- | -------------------------------------------------------- | -------------------------------------------------------- | -------------------------------------------------------- | -------------------------------------------------------- | -------------------------------------------------------- | -------------------------------------------------------- |
| 90    | Ouverture / Fermeture 6 novembre 2017 / — | Longueur —                                               | Durée —                                                  | Nb. d’arrêts 14                                          | Matériel Intouro II                                      | Jours de fonctionnement L, Ma, Me, J, V                  | Jour / Soir / Nuit / Fêtes O / O / O / N                 | Voy. / an —                                              | Dépôt Carrières-sous-Poissy                              |
| 90    | Desserte : - Villes et lieux desservis : Poissy - Gares desservies : Aucune. |                                                          |                                                          |                                                          |                                                          |                                                          |                                                          |                                                          |                                                          |
| 90    | Autre : - Zone traversée : 5 - Arrêts non accessibles aux UFR : — - Amplitudes horaires : La ligne fonctionne du lundi au vendredi à raison de deux allers-retours par jour, aux horaires adaptés à ceux de l'usine Stellantis de Poissy. - Particularités : La ligne ne fonctionne pas quand l'usine est fermée en été. - Date de dernière mise à jour : 5 juillet 2023.    |                                                          |                                                          |                                                          |                                                          |                                                          |                                                          |                                                          |                                                          |
| 90    | Dernière actualisation : — |                                                          |                                                          |                                                          |                                                          |                                                          |                                                          |                                                          |                                                          |
| 91    | Cergy — Martelet ⥋ Poissy — Peugeot | Cergy — Martelet ⥋ Poissy — Peugeot                      | Cergy — Martelet ⥋ Poissy — Peugeot                      | Cergy — Martelet ⥋ Poissy — Peugeot                      | Cergy — Martelet ⥋ Poissy — Peugeot                      | Cergy — Martelet ⥋ Poissy — Peugeot                      | Cergy — Martelet ⥋ Poissy — Peugeot                      | Cergy — Martelet ⥋ Poissy — Peugeot                      | Cergy — Martelet ⥋ Poissy — Peugeot                      |
| 91    | Ouverture / Fermeture 9 mai 2023 / — | Longueur —                                               | Durée —                                                  | Nb. d’arrêts 37                                          | Matériel Intouro II M                                    | Jours de fonctionnement L, Ma, Me, J, V                  | Jour / Soir / Nuit / Fêtes O / O / O / N                 | Voy. / an —                                              | Dépôt Carrières-sous-Poissy                              |
| 91    | Desserte : - Villes et lieux desservis : Cergy, Vauréal, Jouy-le-Moutier, Andrésy, Carrières-sous-Poissy et Poissy - Gares desservies : Cergy-Saint-Christophe, Cergy-le-Haut, Maurecourt, Andrésy, Poissy |                                                          |                                                          |                                                          |                                                          |                                                          |                                                          |                                                          |                                                          |
| 91    | Autre : - Zone traversée : 5 - Arrêts non accessibles aux UFR : — - Amplitudes horaires : La ligne fonctionne du lundi au vendredi à raison de deux allers-retours par jour, aux horaires adaptés à ceux de l'usine Stellantis de Poissy. - Particularités : La ligne ne fonctionne pas quand l'usine est fermée en été. - Date de dernière mise à jour : 14 septembre 2023. |                                                          |                                                          |                                                          |                                                          |                                                          |                                                          |                                                          |                                                          |
| 91    | Dernière actualisation : — |                                                          |                                                          |                                                          |                                                          |                                                          |                                                          |                                                          |                                                          |
| 92    | Gare des Mureaux ⥋ Poissy — Peugeot | Gare des Mureaux ⥋ Poissy — Peugeot                      | Gare des Mureaux ⥋ Poissy — Peugeot                      | Gare des Mureaux ⥋ Poissy — Peugeot                      | Gare des Mureaux ⥋ Poissy — Peugeot                      | Gare des Mureaux ⥋ Poissy — Peugeot                      | Gare des Mureaux ⥋ Poissy — Peugeot                      | Gare des Mureaux ⥋ Poissy — Peugeot                      | Gare des Mureaux ⥋ Poissy — Peugeot                      |
| 92    | Ouverture / Fermeture 9 mai 2023 / — | Longueur —                                               | Durée —                                                  | Nb. d’arrêts 29                                          | Matériel Intouro                                         | Jours de fonctionnement L, Ma, Me, J, V                  | Jour / Soir / Nuit / Fêtes O / O / O / N                 | Voy. / an —                                              | Dépôt Verneuil-sur-Seine                                 |
| 92    | Desserte : - Villes et lieux desservis : Les Mureaux, Verneuil-sur-Seine, Vernouillet, Médan, Villennes-sur-Seine et Poissy - Gares desservies : Les Mureaux, Vernouillet - Verneuil, Poissy |                                                          |                                                          |                                                          |                                                          |                                                          |                                                          |                                                          |                                                          |
| 92    | Autre : - Zone traversée : 5 - Arrêts non accessibles aux UFR : — - Amplitudes horaires : La ligne fonctionne du lundi au vendredi à raison de deux allers-retours par jour, aux horaires adaptés à ceux de l'usine Stellantis de Poissy. - Particularités : La ligne ne fonctionne pas quand l'usine est fermée en été. - Date de dernière mise à jour : 6 septembre 2023.  |                                                          |                                                          |                                                          |                                                          |                                                          |                                                          |                                                          |                                                          |
| 92    | Dernière actualisation : — |                                                          |                                                          |                                                          |                                                          |                                                          |                                                          |                                                          |                                                          |
| 93    | Gare d'Aubergenville - Élisabethville ⥋ Poissy — Peugeot | Gare d'Aubergenville - Élisabethville ⥋ Poissy — Peugeot | Gare d'Aubergenville - Élisabethville ⥋ Poissy — Peugeot | Gare d'Aubergenville - Élisabethville ⥋ Poissy — Peugeot | Gare d'Aubergenville - Élisabethville ⥋ Poissy — Peugeot | Gare d'Aubergenville - Élisabethville ⥋ Poissy — Peugeot | Gare d'Aubergenville - Élisabethville ⥋ Poissy — Peugeot | Gare d'Aubergenville - Élisabethville ⥋ Poissy — Peugeot | Gare d'Aubergenville - Élisabethville ⥋ Poissy — Peugeot |
| 93    | Ouverture / Fermeture 16 août 2022 / — | Longueur —                                               | Durée —                                                  | Nb. d’arrêts 13                                          | Matériel Intouro                                         | Jours de fonctionnement L, Ma, Me, J, V                  | Jour / Soir / Nuit / Fêtes O / O / O / N                 | Voy. / an —                                              | Dépôt Ecquevilly                                         |
| 93    | Desserte : - Villes et lieux desservis : Aubergenville, Flins-sur-Seine, Les Mureaux et Poissy - Gares desservies : Aubergenville - Élisabethville, Les Mureaux |                                                          |                                                          |                                                          |                                                          |                                                          |                                                          |                                                          |                                                          |
| 93    | Autre : - Zone traversée : 5 - Arrêts non accessibles aux UFR : — - Amplitudes horaires : La ligne fonctionne du lundi au vendredi à raison de deux allers-retours par jour, aux horaires adaptés à ceux de l'usine Stellantis de Poissy. - Particularités : La ligne ne fonctionne pas quand l'usine est fermée en été. - Date de dernière mise à jour : 5 juillet 2023.    |                                                          |                                                          |                                                          |                                                          |                                                          |                                                          |                                                          |                                                          |
| 93    | Dernière actualisation : — |                                                          |                                                          |                                                          |                                                          |                                                          |                                                          |                                                          |                                                          |
| 94    | Carrières-sous-Poissy — Pont Neuf ⥋ Poissy — Peugeot | Carrières-sous-Poissy — Pont Neuf ⥋ Poissy — Peugeot     | Carrières-sous-Poissy — Pont Neuf ⥋ Poissy — Peugeot     | Carrières-sous-Poissy — Pont Neuf ⥋ Poissy — Peugeot     | Carrières-sous-Poissy — Pont Neuf ⥋ Poissy — Peugeot     | Carrières-sous-Poissy — Pont Neuf ⥋ Poissy — Peugeot     | Carrières-sous-Poissy — Pont Neuf ⥋ Poissy — Peugeot     | Carrières-sous-Poissy — Pont Neuf ⥋ Poissy — Peugeot     | Carrières-sous-Poissy — Pont Neuf ⥋ Poissy — Peugeot     |
| 94    | Ouverture / Fermeture 4 janvier 2016 / — | Longueur —                                               | Durée —                                                  | Nb. d’arrêts 28                                          | Matériel Intouro                                         | Jours de fonctionnement L, Ma, Me, J, V                  | Jour / Soir / Nuit / Fêtes O / O / O / N                 | Voy. / an —                                              | Dépôt Carrières-sous-Poissy                              |
| 94    | Desserte : - Villes et lieux desservis : Carrières-sous-Poissy et Poissy - Gares desservies : Poissy |                                                          |                                                          |                                                          |                                                          |                                                          |                                                          |                                                          |                                                          |
| 94    | Autre : - Zone traversée : 5 - Arrêts non accessibles aux UFR : — - Amplitudes horaires : La ligne fonctionne du lundi au vendredi à raison d'un aller-retour par jour, aux horaires adaptés à ceux de l'usine Stellantis de Poissy. - Particularités : La ligne ne fonctionne pas quand l'usine est fermée en été. - Date de dernière mise à jour : 5 juillet 2023.         |                                                          |                                                          |                                                          |                                                          |                                                          |                                                          |                                                          |                                                          |
| 94    | Dernière actualisation : — |                                                          |                                                          |                                                          |                                                          |                                                          |                                                          |                                                          |                                                          |
| 95    | Ecquevilly — Clos des Bois ⥋ Poissy — Peugeot | Ecquevilly — Clos des Bois ⥋ Poissy — Peugeot            | Ecquevilly — Clos des Bois ⥋ Poissy — Peugeot            | Ecquevilly — Clos des Bois ⥋ Poissy — Peugeot            | Ecquevilly — Clos des Bois ⥋ Poissy — Peugeot            | Ecquevilly — Clos des Bois ⥋ Poissy — Peugeot            | Ecquevilly — Clos des Bois ⥋ Poissy — Peugeot            | Ecquevilly — Clos des Bois ⥋ Poissy — Peugeot            | Ecquevilly — Clos des Bois ⥋ Poissy — Peugeot            |
| 95    | Ouverture / Fermeture 16 août 2022 / — | Longueur —                                               | Durée —                                                  | Nb. d’arrêts 15                                          | Matériel Intouro                                         | Jours de fonctionnement L, Ma, Me, J, V                  | Jour / Soir / Nuit / Fêtes O / O / O / N                 | Voy. / an —                                              | Dépôt Ecquevilly                                         |
| 95    | Desserte : - Villes et lieux desservis : Ecquevilly, Bouafle, Les Mureaux et Poissy - Gares desservies : Aucune. |                                                          |                                                          |                                                          |                                                          |                                                          |                                                          |                                                          |                                                          |
| 95    | Autre : - Zone traversée : 5 - Arrêts non accessibles aux UFR : — - Amplitudes horaires : La ligne fonctionne du lundi au vendredi à raison de deux allers-retours par jour, aux horaires adaptés à ceux de l'usine Stellantis de Poissy. - Particularités : La ligne ne fonctionne pas quand l'usine est fermée en été. - Date de dernière mise à jour : 5 juillet 2023.    |                                                          |                                                          |                                                          |                                                          |                                                          |                                                          |                                                          |                                                          |
| 95    | Dernière actualisation : — |                                                          |                                                          |                                                          |                                                          |                                                          |                                                          |                                                          |                                                          |

### Lignes Express

#### Lignes X409 et X419
| Ligne | Caractéristiques | Caractéristiques                                                          | Caractéristiques                                                          | Caractéristiques                                                          | Caractéristiques                                                          | Caractéristiques                                                          | Caractéristiques                                                          | Caractéristiques                                                          | Caractéristiques                                                          |
| X409  | Poissy — Gare Sud ⥋ Versailles — Europe | Poissy — Gare Sud ⥋ Versailles — Europe                                   | Poissy — Gare Sud ⥋ Versailles — Europe                                   | Poissy — Gare Sud ⥋ Versailles — Europe                                   | Poissy — Gare Sud ⥋ Versailles — Europe                                   | Poissy — Gare Sud ⥋ Versailles — Europe                                   | Poissy — Gare Sud ⥋ Versailles — Europe                                   | Poissy — Gare Sud ⥋ Versailles — Europe                                   | Poissy — Gare Sud ⥋ Versailles — Europe                                   |
| ----- | --- | ------------------------------------------------------------------------- | ------------------------------------------------------------------------- | ------------------------------------------------------------------------- | ------------------------------------------------------------------------- | ------------------------------------------------------------------------- | ------------------------------------------------------------------------- | ------------------------------------------------------------------------- | ------------------------------------------------------------------------- |
| X409  | Ouverture / Fermeture — / — | Longueur —                                                                | Durée 30 à 55 min                                                         | Nb. d’arrêts 7                                                            | Matériel Intouro II Intouro II M                                          | Jours de fonctionnement L, Ma, Me, J, V, S                                | Jour / Soir / Nuit / Fêtes O / N / N / N                                  | Voy. / an —                                                               | Dépôt Carrières-sous-Poissy                                               |
| X409  | Desserte : - Villes et lieux desservis : Poissy, Le Chesnay-Rocquencourt et Versailles - Gare desservie : Poissy |                                                                           |                                                                           |                                                                           |                                                                           |                                                                           |                                                                           |                                                                           |                                                                           |
| X409  | Autre : - Zones traversées : 4 et 5 - Arrêts non accessibles aux UFR : — - Amplitudes horaires : La ligne est en service du lundi au vendredi de 5 h 55 à 21 h 55 et le samedi à partir de 6 h 15 environ. - Date de dernière mise à jour : 14 septembre 2023. |                                                                           |                                                                           |                                                                           |                                                                           |                                                                           |                                                                           |                                                                           |                                                                           |
| X409  | Dernière actualisation : — |                                                                           |                                                                           |                                                                           |                                                                           |                                                                           |                                                                           |                                                                           |                                                                           |
| X419  | Gare des Mureaux (Aérospatiale à certains services) ⥋ Versailles — Europe | Gare des Mureaux (Aérospatiale à certains services) ⥋ Versailles — Europe | Gare des Mureaux (Aérospatiale à certains services) ⥋ Versailles — Europe | Gare des Mureaux (Aérospatiale à certains services) ⥋ Versailles — Europe | Gare des Mureaux (Aérospatiale à certains services) ⥋ Versailles — Europe | Gare des Mureaux (Aérospatiale à certains services) ⥋ Versailles — Europe | Gare des Mureaux (Aérospatiale à certains services) ⥋ Versailles — Europe | Gare des Mureaux (Aérospatiale à certains services) ⥋ Versailles — Europe | Gare des Mureaux (Aérospatiale à certains services) ⥋ Versailles — Europe |
| X419  | Ouverture / Fermeture — / — | Longueur —                                                                | Durée 40 à 55 min                                                         | Nb. d’arrêts 19                                                           | Matériel Intouro II Intouro II M Crossway High Value 13 Crossway Line GNV | Jours de fonctionnement L, Ma, Me, J, V, S                                | Jour / Soir / Nuit / Fêtes O / N / N / N                                  | Voy. / an —                                                               | Dépôt Ecquevilly                                                          |
| X419  | Desserte : - Villes et lieux desservis : Les Mureaux (aérodrome des Mureaux, centre commercial Bougimonts, centre commercial Espace), Ecquevilly (zone d'activité du Petit Parc), Chapet, Morainvilliers, Orgeval (centre commercial Art de Vivre), Le Chesnay-Rocquencourt (centre commercial Parly 2) et Versailles - Gare desservie : Les Mureaux                   |                                                                           |                                                                           |                                                                           |                                                                           |                                                                           |                                                                           |                                                                           |                                                                           |
| X419  | Autre : - Zones traversées : 4 et 5 - Arrêts non accessibles aux UFR : — - Amplitudes horaires : La ligne est en service du lundi au vendredi de 5 h 30 à 22 h 5, le samedi à partir de 6 h. - Particularités : La ligne est prolongée du lundi au vendredi jusqu'à Aérospatiale à raison de trois allers-retours. - Date de dernière mise à jour : 14 septembre 2023. |                                                                           |                                                                           |                                                                           |                                                                           |                                                                           |                                                                           |                                                                           |                                                                           |
| X419  | Dernière actualisation : — |                                                                           |                                                                           |                                                                           |                                                                           |                                                                           |                                                                           |                                                                           |                                                                           |

#### Lignes A14
| Ligne | Caractéristiques | Caractéristiques                                     | Caractéristiques                                     | Caractéristiques                                     | Caractéristiques                                                                                   | Caractéristiques                                     | Caractéristiques                                     | Caractéristiques                                     | Caractéristiques                                     |
| 14LM  | A14 Les Mureaux | A14 Les Mureaux                                      | A14 Les Mureaux                                      | A14 Les Mureaux                                      | A14 Les Mureaux                                                                                    | A14 Les Mureaux                                      | A14 Les Mureaux                                      | A14 Les Mureaux                                      | A14 Les Mureaux                                      |
| 14LM  | Gare des Mureaux ⥋ La Défense — Terminal Jules-Verne | Gare des Mureaux ⥋ La Défense — Terminal Jules-Verne | Gare des Mureaux ⥋ La Défense — Terminal Jules-Verne | Gare des Mureaux ⥋ La Défense — Terminal Jules-Verne | Gare des Mureaux ⥋ La Défense — Terminal Jules-Verne                                               | Gare des Mureaux ⥋ La Défense — Terminal Jules-Verne | Gare des Mureaux ⥋ La Défense — Terminal Jules-Verne | Gare des Mureaux ⥋ La Défense — Terminal Jules-Verne | Gare des Mureaux ⥋ La Défense — Terminal Jules-Verne |
| ----- | --- | ---------------------------------------------------- | ---------------------------------------------------- | ---------------------------------------------------- | -------------------------------------------------------------------------------------------------- | ---------------------------------------------------- | ---------------------------------------------------- | ---------------------------------------------------- | ---------------------------------------------------- |
| 14LM  | Ouverture / Fermeture — / — | Longueur —                                           | Durée 30-55 min                                      | Nb. d’arrêts 3                                       | Matériel Crossway High Value 13 Intouro II L                                                       | Jours de fonctionnement L, Ma, Me, J, V, S, D        | Jour / Soir / Nuit / Fêtes O / N / N / O             | Voy. / an —                                          | Dépôt Ecquevilly                                     |
| 14LM  | Desserte : - Ville et lieux desservis : Les Mureaux et Puteaux - Gare desservie : Les Mureaux, La Défense et La Défense (métro de Paris) |                                                      |                                                      |                                                      | |                                                      |                                                      |                                                      |                                                      |
| 14LM  | Autre : - Zones traversées : 3 et 5 - Arrêts non accessibles aux UFR : — - Amplitudes horaires : La ligne fonctionne du lundi au vendredi de 5 h 30 à 21 h 35, le samedi de 6 h à 22 h 15 et le dimanche de 9 h à 20 h 15. - Date de dernière mise à jour : 1er février 2024. |                                                      |                                                      |                                                      | |                                                      |                                                      |                                                      |                                                      |
| 14LM  | Dernière actualisation : — |                                                      |                                                      |                                                      | |                                                      |                                                      |                                                      |                                                      |
| 14V   | A14 Verneuil | A14 Verneuil                                         | A14 Verneuil                                         | A14 Verneuil                                         | A14 Verneuil                                                                                       | A14 Verneuil                                         | A14 Verneuil                                         | A14 Verneuil                                         | A14 Verneuil                                         |
| 14V   | Gare de Vernouillet - Verneuil ⥋ La Défense — Terminal Jules-Verne |                                                      |                                                      |                                                      | |                                                      |                                                      |                                                      |                                                      |
| 14V   | Ouverture / Fermeture — / — | Longueur —                                           | Durée 30-65 min                                      | Nb. d’arrêts 5                                       | Matériel Intouro II Intouro II L Intouro II M Intouro II ME Intouro II MEL Integro Crossway Pro 13 | Jours de fonctionnement L, Ma, Me, J, V, S           | Jour / Soir / Nuit / Fêtes O / N / N / N             | Voy. / an —                                          | Dépôt Ecquevilly                                     |
| 14V   | Desserte : - Ville et lieux desservis : Verneuil-sur-Seine, Vernouillet, Orgeval et Puteaux - Gares desservie : Vernouillet - Verneuil, La Défense et La Défense (métro de Paris) |                                                      |                                                      |                                                      | |                                                      |                                                      |                                                      |                                                      |
| 14V   | Autre : - Zones traversées : 3 et 5 - Arrêts non accessibles aux UFR : — - Amplitudes horaires : La ligne fonctionne du lundi au vendredi de 6 h 20 à 21 h 35 et le samedi de 6 h à 22 h 25. - Particularité : Il existe du lundi au vendredi, quatre services partiels entre Orgeval 40 Sous / Route d'Orgeval et La Défense Terminal Jules-Verne. - Date de dernière mise à jour :1er février 2024. |                                                      |                                                      |                                                      | |                                                      |                                                      |                                                      |                                                      |
| 14V   | Dernière actualisation : — |                                                      |                                                      |                                                      | |                                                      |                                                      |                                                      |                                                      |

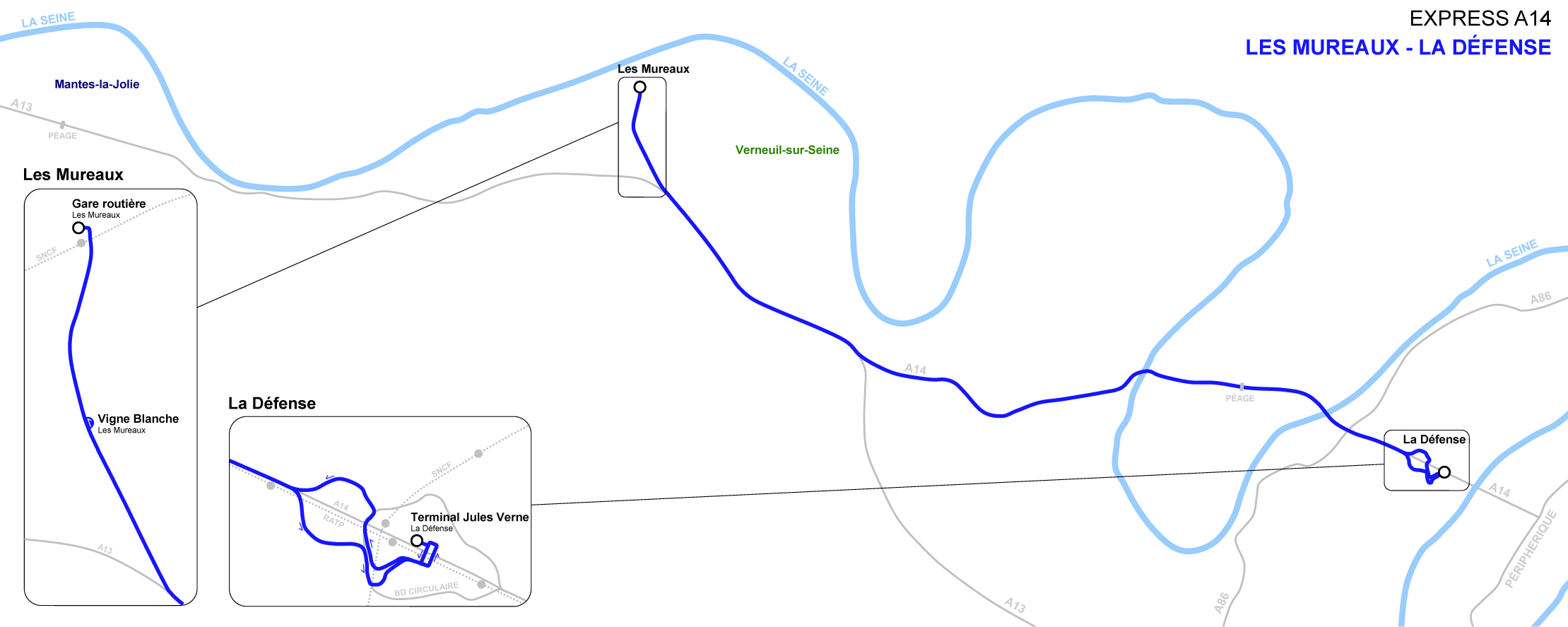
La Défense - Les Mureaux.
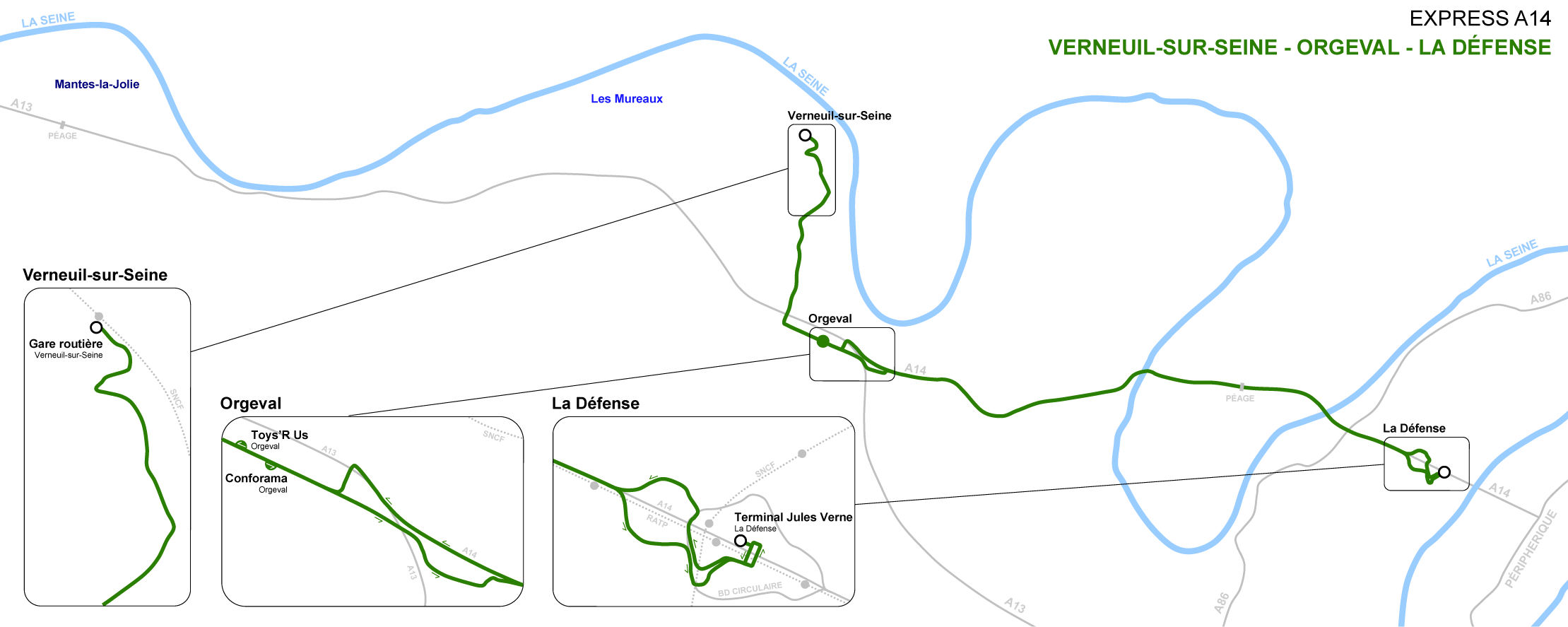
La Défense - Orgeval - Verneuil-sur-Seine.

### Lignes de soirée
| Ligne        | Caractéristiques | Caractéristiques                                                 | Caractéristiques                                                 | Caractéristiques                                                 | Caractéristiques                                                 | Caractéristiques                                                 | Caractéristiques                                                 | Caractéristiques                                                 | Caractéristiques                                                 |
| Soirée P     | Soirée Poissy | Soirée Poissy                                                    | Soirée Poissy                                                    | Soirée Poissy                                                    | Soirée Poissy                                                    | Soirée Poissy                                                    | Soirée Poissy                                                    | Soirée Poissy                                                    | Soirée Poissy                                                    |
| Soirée P     | Poissy - Parvis gare ⥋ Desserte des zones Est et Ouest en soirée | Poissy - Parvis gare ⥋ Desserte des zones Est et Ouest en soirée | Poissy - Parvis gare ⥋ Desserte des zones Est et Ouest en soirée | Poissy - Parvis gare ⥋ Desserte des zones Est et Ouest en soirée | Poissy - Parvis gare ⥋ Desserte des zones Est et Ouest en soirée | Poissy - Parvis gare ⥋ Desserte des zones Est et Ouest en soirée | Poissy - Parvis gare ⥋ Desserte des zones Est et Ouest en soirée | Poissy - Parvis gare ⥋ Desserte des zones Est et Ouest en soirée | Poissy - Parvis gare ⥋ Desserte des zones Est et Ouest en soirée |
| ------------ | --- | ---------------------------------------------------------------- | ---------------------------------------------------------------- | ---------------------------------------------------------------- | ---------------------------------------------------------------- | ---------------------------------------------------------------- | ---------------------------------------------------------------- | ---------------------------------------------------------------- | ---------------------------------------------------------------- |
| Soirée P     | Ouverture / Fermeture 30 août 2021 / — | Longueur —                                                       | Durée —                                                          | Nb. d’arrêts 30                                                  | Matériel —                                                       | Jours de fonctionnement L, Ma, Me, J, V, S                       | Jour / Soir / Nuit / Fêtes N / O / N / N                         | Voy. / an —                                                      | Dépôt —                                                          |
| Soirée P     | Desserte : - Ville et lieux desservis : Poissy - Gare desservie : Gare de Poissy |                                                                  |                                                                  |                                                                  |                                                                  |                                                                  |                                                                  |                                                                  |                                                                  |
| Soirée P     | Autre : - Zones traversées : 3 et 5 - Arrêts non accessibles aux UFR : — - Amplitudes horaires : La ligne fonctionne du lundi au samedi soir à raison de trois départs entre 0 h 25 et 1 h 25. - Substitution nocturne : Ce service remplace les lignes 1, 2 et 3 et dépose les voyageurs aux arrêts demandés, sans itinéraire fixe. - Date de dernière mise à jour : 9 mai 2023.       |                                                                  |                                                                  |                                                                  |                                                                  |                                                                  |                                                                  |                                                                  |                                                                  |
| Soirée P     | Dernière actualisation : — |                                                                  |                                                                  |                                                                  |                                                                  |                                                                  |                                                                  |                                                                  |                                                                  |
| Soirée C-s-P | Soirée Carrières-sous-Poissy | Soirée Carrières-sous-Poissy                                     | Soirée Carrières-sous-Poissy                                     | Soirée Carrières-sous-Poissy                                     | Soirée Carrières-sous-Poissy                                     | Soirée Carrières-sous-Poissy                                     | Soirée Carrières-sous-Poissy                                     | Soirée Carrières-sous-Poissy                                     | Soirée Carrières-sous-Poissy                                     |
| Soirée C-s-P | Poissy - Gare nord ⥋ Desserte de la zone en soirée |                                                                  |                                                                  |                                                                  |                                                                  |                                                                  |                                                                  |                                                                  |                                                                  |
| Soirée C-s-P | Ouverture / Fermeture 30 août 2021 / — | Longueur —                                                       | Durée —                                                          | Nb. d’arrêts 21                                                  | Matériel —                                                       | Jours de fonctionnement L, Ma, Me, J, V, S                       | Jour / Soir / Nuit / Fêtes N / O / N / N                         | Voy. / an —                                                      | Dépôt —                                                          |
| Soirée C-s-P | Desserte : - Ville et lieux desservis : Carrières-sous-Poissy - Gare desservie : Gare de Poissy |                                                                  |                                                                  |                                                                  |                                                                  |                                                                  |                                                                  |                                                                  |                                                                  |
| Soirée C-s-P | Autre : - Zones traversées : 3 et 5 - Arrêts non accessibles aux UFR : — - Amplitudes horaires : La ligne fonctionne du lundi au samedi soir à raison de trois départs entre 0 h 25 et 1 h 25. - Substitution nocturne : Ce service remplace les lignes 1 et 30 et dépose les voyageurs aux arrêts demandés, sans itinéraire fixe. - Date de dernière mise à jour : 9 mai 2023.         |                                                                  |                                                                  |                                                                  |                                                                  |                                                                  |                                                                  |                                                                  |                                                                  |
| Soirée C-s-P | Dernière actualisation : — |                                                                  |                                                                  |                                                                  |                                                                  |                                                                  |                                                                  |                                                                  |                                                                  |
| Soirée V-V   | Soirée Vernouillet - Verneuil | Soirée Vernouillet - Verneuil                                    | Soirée Vernouillet - Verneuil                                    | Soirée Vernouillet - Verneuil                                    | Soirée Vernouillet - Verneuil                                    | Soirée Vernouillet - Verneuil                                    | Soirée Vernouillet - Verneuil                                    | Soirée Vernouillet - Verneuil                                    | Soirée Vernouillet - Verneuil                                    |
| Soirée V-V   | Gare de Vernouillet - Verneuil ⥋ Desserte de la zone en soirée |                                                                  |                                                                  |                                                                  |                                                                  |                                                                  |                                                                  |                                                                  |                                                                  |
| Soirée V-V   | Ouverture / Fermeture 30 août 2021 / — | Longueur —                                                       | Durée —                                                          | Nb. d’arrêts 27                                                  | Matériel —                                                       | Jours de fonctionnement L, Ma, Me, J, V                          | Jour / Soir / Nuit / Fêtes N / O / N / N                         | Voy. / an —                                                      | Dépôt —                                                          |
| Soirée V-V   | Desserte : - Ville et lieux desservis : Vernouillet et Verneuil-sur-Seine - Gare desservie : Gare de Vernouillet - Verneuil |                                                                  |                                                                  |                                                                  |                                                                  |                                                                  |                                                                  |                                                                  |                                                                  |
| Soirée V-V   | Autre : - Zones traversées : 3 et 5 - Arrêts non accessibles aux UFR : - Amplitudes horaires : La ligne fonctionne du lundi au vendredi soir à raison de quatre départs entre 20 h 55 et 22 h 25. - Substitution nocturne : Ce service remplace les lignes 13, 14 et 15 et dépose les voyageurs aux arrêts demandés, sans itinéraire fixe. - Date de dernière mise à jour : 9 mai 2023. |                                                                  |                                                                  |                                                                  |                                                                  |                                                                  |                                                                  |                                                                  |                                                                  |
| Soirée V-V   | Dernière actualisation : — |                                                                  |                                                                  |                                                                  |                                                                  |                                                                  |                                                                  |                                                                  |                                                                  |
| Soirée LM    | Soirée Les Mureaux | Soirée Les Mureaux                                               | Soirée Les Mureaux                                               | Soirée Les Mureaux                                               | Soirée Les Mureaux                                               | Soirée Les Mureaux                                               | Soirée Les Mureaux                                               | Soirée Les Mureaux                                               | Soirée Les Mureaux                                               |
| Soirée LM    | Gare des Mureaux ⥋ Desserte de la zone en soirée |                                                                  |                                                                  |                                                                  |                                                                  |                                                                  |                                                                  |                                                                  |                                                                  |
| Soirée LM    | Ouverture / Fermeture 30 août 2021 / — | Longueur —                                                       | Durée —                                                          | Nb. d’arrêts 24                                                  | Matériel —                                                       | Jours de fonctionnement L, Ma, Me, J, V, S                       | Jour / Soir / Nuit / Fêtes N / O / N / N                         | Voy. / an —                                                      | Dépôt —                                                          |
| Soirée LM    | Desserte : - Ville et lieux desservis : Les Mureaux - Gare desservie : Gare des Mureaux |                                                                  |                                                                  |                                                                  |                                                                  |                                                                  |                                                                  |                                                                  |                                                                  |
| Soirée LM    | Autre : - Zones traversées : 3 et 5 - Arrêts non accessibles aux UFR : - Amplitudes horaires : La ligne fonctionne du lundi au samedi soir à raison de sept départs entre 21 h 35 et 1 h 55. - Substitution nocturne : Ce service remplace les lignes 4, 6 et 7 et dépose les voyageurs aux arrêts demandés, sans itinéraire fixe. - Date de dernière mise à jour : 9 mai 2023.         |                                                                  |                                                                  |                                                                  |                                                                  |                                                                  |                                                                  |                                                                  |                                                                  |
| Soirée LM    | Dernière actualisation : — |                                                                  |                                                                  |                                                                  |                                                                  |                                                                  |                                                                  |                                                                  |                                                                  |

### Transport à la demande
Le réseau de bus est complété par un service de transport à la demande, le « TàD Meulan - Les Mureaux ».

### Circuits spéciaux scolaires
Près de trente circuits spéciaux scolaires sont réservés aux élèves possédant une carte Scol'R dont les parcours et les horaires figurent sur le site du réseau de bus.

## Gestion et exploitation
Les réseaux de transports en commun franciliens sont organisés par Île-de-France Mobilités. L'exploitation du réseau de bus de Poissy - Les Mureaux revient à Keolis Seine et Oise Est depuis le 1er août 2021.

### Parc de véhicules

#### Dépôts
Les véhicules du réseau sont remisés dans trois Centre Opérationnels Bus (COB) :
- 18, rue de la Senette, à Carrières-sous-Poissy, pour ceux du secteur de Poissy ;
- 4, rue de la Chamoiserie, à Ecquevilly, pour ceux du secteur des Mureaux ;
- au parc des trois étangs, à Verneuil-sur-Seine, pour ceux du secteur de Verneuil/Vernouillet.

Les dépôts ont pour mission de stocker les différents véhicules, mais également d'assurer leur entretien préventif et curatif. L'entretien curatif ou correctif a lieu quand une panne ou un dysfonctionnement est signalé par un machiniste.

#### Détails du parc
Le réseau de bus de Poissy - Les Mureaux dispose d'un parc de véhicules composé de minibus, midibus, autobus standards, articulés et autocars interurbains:

#### Minibus
| Constructeur  | Modèle               | Nombre de véhicules | Numéros de parc | Période de mise en service | Affectation            | Observations |
| ------------- | -------------------- | ------------------- | --------------- | -------------------------- | ---------------------- | ------------ |
| Mercedes-Benz | Sprinter Transfer 35 | 2                   | 243-244         | Depuis Octobre 2021        | Transport à la Demande | -            |
| Mercedes-Benz | Sprinter Transfer 45 | 1                   | 245             | Depuis Octobre 2021        | Transport à la Demande | -            |

#### Midibus
| Constructeur  | Modèle          | Nombre de véhicules | Numéros de parc                          | Période de mise en service          | Affectations | Observations |
| ------------- | --------------- | ------------------- | ---------------------------------------- | ----------------------------------- | ------------ | --- |
| Heuliez Bus   | GX 127          | 5                   | 213044 ; 213066-213067 ; 223013 ; 223021 | Entre Juin 2009 et Août 2010        | 6 33         | 213044 : Ex-Transdev Ecquevilly depuis le 1er août 2021 213066-213067 : Ex-Transdev CSO depuis le 1er mai 2023 223013 : Ex-Transdev Montesson Les Rabaux depuis le 1er mai 2023 223021 : Ex-Transdev Brétigny depuis le 1er juillet 2024 |
| Heuliez Bus   | GX 137          | 2                   | 213048-213049                            | Entre Octobre 2014 et Décembre 2014 | 6            | Ex-Transdev Ecquevilly depuis le 1er août 2021 |
| Heuliez Bus   | GX 137 L        | 2                   | 223068 ; 223070                          | Depuis Février 2015                 | 6            | Ex-Keolis Versailles depuis le 1er mai 2023 |
| Iveco Bus     | Urbanway 10 GNV | 1                   | 213050                                   | Depuis Octobre 2020                 | 25 26        | Ex-Transdev Ecquevilly depuis le 1er août 2021 |
| Mercedes-Benz | Citaro K        | 1                   | 213046                                   | Depuis Juillet 2013                 | 27 28        | Ex-Transdev Autocars Tourneux depuis le 1er août 2021 (en sous-traitance par Keolis Delion) |
| Mercedes-Benz | Citaro K C2     | 2                   | 213047 ; 223071                          | Entre Août 2014 et Décembre 2017    | 16 18        | 213047 : Ex-Transdev Autocars Tourneux depuis le 1er août 2021 (en sous-traitance par Keolis Delion) 223071 : Ex-Keolis Vélizy depuis le 1er avril 2024 (en sous-traitance par Keolis Delion)                                            |

#### Autobus standards
| Marque        | Modèle                 | Nombre de véhicules | Numéros de parc                                                                    | Période de mise en service           | Affectations                                                                     | Observations |
| ------------- | ---------------------- | ------------------- | ---------------------------------------------------------------------------------- | ------------------------------------ | -------------------------------------------------------------------------------- | --- |
| Iveco Bus     | Urbanway 12 GNV        | 18                  | 201163-201166 ; 221020-221024 ; 221050-221058 ;                                    | Entre Octobre 2020 et Octobre 2022   | 4 7 11 60 62                                                                     | 201163-201166 : Ex-Transdev Ecquevilly depuis le 1er août 2021 |
| MAN           | Lion's City A37 Hybrid | 7                   | 211248-211254                                                                      | Depuis Juillet 2016                  | 2 3 5 19 20 29 30 40 52 55                                                       | Ex-Transdev CSO depuis le 1er août 2021 |
| Mercedes-Benz | Citaro C2              | 37                  | 211238-211247 ; 211255-211280 ; 211286                                             | Entre Juillet 2014 et Septembre 2020 | 2 3 5 10 12 13 14 15 19 20 24 29 30 31 32 40 42 52 53 54 55 56 57 66 74 90 94    | 211238-211239, 211242, 211276 : Ex-Transdev TVO depuis le 1er août 2021 211240, 211243-211244, 211246-211247, 211255-211259, 211266-211275, 211280 : Ex-Transdev CSO depuis le 1er août 2021 211241, 211245, 211260-211261, 211277-211279, 211286 : Ex-Transdev Ecquevilly depuis le 1er août 2021 211262-211265 : Ex-Transdev Autocars Tourneux depuis le 1er août 2021          |
| Mercedes-Benz | Citaro Facelift        | 24                  | 631 ; 650 ; 211206-211210 ; 211217-211218 ; 211220 ; 211223-211234 ; 211236-211237 | Entre Novembre 2008 et Juillet 2013  | 2 3 5 10 12 13 14 15 19 20 24 29 30 31 32 40 42 52 53 54 55 56 57 63 66 74 90 94 | 631, 650 : Ex-Keolis Meyer depuis les 1er août 2021 et 1er octobre 2021 211206-211207, 211226-211227 : Ex-Transdev CSO depuis le 1er août 2021 211208-211210, 211220, 211223-211225, 211236-211237 : Ex-Transdev Ecquevilly depuis le 1er août 2021 211217-211218 : Ex-Transdev Autocars Tourneux depuis le 1er août 2021 211228-211234 : Ex-Transdev TVO depuis le 1er août 2021 |
| Mercedes-Benz | Citaro LE              | 11                  | 211202 ; 211204 ; 211211-211216 ; 211221-211222 ; 211235                           | Entre Décembre 2007 et Juillet 2013  | 2 3 5 10 12 13 14 15 19 20 29 30 31 32 40 42 52 53 54 55 56 57 63 71 74 90 94    | 211202, 211204, 211211-211216 : Ex-Transdev CSO depuis le 1er août 2021 211221-211222, 211235 : Ex-Transdev Autocars Tourneux depuis le 1er août 2021 |

#### Autobus articulés
| Marque        | Modèle            | Nombre de véhicules | Numéros de parc               | Période de mise en service           | Affectations  | Observations |
| ------------- | ----------------- | ------------------- | ----------------------------- | ------------------------------------ | ------------- | --- |
| Irisbus       | Citelis 18        | 2                   | 212015-212016                 | Depuis Décembre 2008                 | 4 73          | Ex-Transdev Ecquevilly depuis le 1er août 2021 |
| Iveco Bus     | Urbanway 18 GNV   | 6                   | 212035-212036 ; 242017-242020 | Entre Octobre 2020 et Décembre 2024  | 4 58 60 62 73 | 212035-212036 : Ex-Transdev Ecquevilly depuis le 1er août 2021 |
| Mercedes-Benz | Citaro G          | 4                   | 212011-212014                 | Entre Janvier 2006 et Août 2006      | 1 3 24 51 65  | Ex-Transdev CSO depuis le 1er août 2021 |
| Mercedes-Benz | Citaro G C2       | 8                   | 212027-212034                 | Entre Décembre 2014 et Juillet 2019  | 1 3 24 51 65  | 212027 : Ex-Transdev Ecquevilly depuis le 1er août 2021 212028 : Ex-Transdev Montesson Les Rabaux depuis le 1er août 2021 212029, 212034 : Ex-Transdev CSO depuis le 1er août 2021 212030-212033 : Ex-Transdev AMV depuis le 1er août 2021 A noter l'arrivée prochaine de Citaro G C2 ex-RATP sur le réseau Poissy - Les Mureaux |
| Mercedes-Benz | Citaro G Facelift | 10                  | 212017-212026                 | Entre Novembre 2008 et Décembre 2013 | 1 3 24 51 65  | 212017-212018, 212020-212021, 212024-212026 : Ex-Transdev CSO depuis le 1er août 2021 212019, 212023 : Ex-Transdev Ecquevilly depuis le 1er août 2021 212022 : Ex-Transdev Autocars Tourneux depuis le 1er août 2021 |

#### Autocars interurbains
| Constructeur  | Modèle              | Nombre de véhicules | Numéros de parc                                                                                   | Période de mise en service            | Affectations                                           | Observations |
| ------------- | ------------------- | ------------------- | ------------------------------------------------------------------------------------------------- | ------------------------------------- | ------------------------------------------------------ | --- |
| Iveco Bus     | Crossway High Value | 17                  | 237379 ; 237578-237581 ; 237583 ; 237585-237587 ; 237589-237591 ; 237593-237596                   | Entre Juillet 2019 et Mars 2022       | A14 Les Mureaux A14 Verneuil                           | Ex-Stile depuis le 1er janvier 2024 |
| Iveco Bus     | Crossway Line NP    | 9                   | 237098-237102 ; 247070-247072 ; 247075                                                            | Entre Octobre 2023 et Septembre 2024  | 21 X419                                                | - |
| Mercedes-Benz | Integro II M        | 3                   | 217070 ; 217080-217081                                                                            | Entre Novembre 2008 et Octobre 2010   | 71                                                     | 217070 : Ex-Transdev CSO depuis le 1er août 2021 217080-217081 : Ex-Transdev Autocars Tourneux depuis le 1er août 2021 |
| Mercedes-Benz | Intouro II          | 9                   | 217082-217083 ; 217085 ; 217106 ; 217126 ; 217130-217131 ; 217134-217135                          | Entre Décembre 2011 et Septembre 2020 | 40 41 76a 76b 76c X409 N155                            | 217082-217083, 217130 : Ex-Transdev CSO depuis le 1er août 2021 217085, 217106, 217131 : Ex-Transdev Autocars Tourneux depuis le 1er août 2021 217126, 217134-217135 : Ex-Transdev Ecquevilly depuis le 1er août 2021                       |
| Mercedes-Benz | Intouro II E        | 6                   | 217087-217091 ; 217096                                                                            | Entre Juin 2012 et Juillet 2012       | 20 40 58 61 70                                         | 217087-217091 : Ex-Transdev Ecquevilly depuis le 1er août 2021 217096 : Ex-Transdev CSO depuis le 1er août 2021 |
| Mercedes-Benz | Intouro II EL       | 3                   | 217099-217101                                                                                     | Depuis Août 2013                      | 71 72 76b                                              | Ex-Transdev Autocars Tourneux depuis le 1er août 2021 |
| Mercedes-Benz | Intouro II L        | 6                   | 202 ; 210 ; 211345 ; 211352 ; 211362 ; 237361                                                     | Entre Août 2017 et Août 2021          | 76a 76b 76c Express 100                                | 202, 210, 211345, 211352, 211362 : Exploités en sous-traitance par Keolis Delion 237361 : Ex-Stile depuis le 1er janvier 2024 |
| Mercedes-Benz | Intouro II M        | 24                  | 217075-217079 ; 217084 ; 217086 ; 217104-217105 ; 217107-217113 ; 217116 ; 217121-217125 ; 217129 | Entre Août 2014 et Octobre 2020       | 12 40 41 42 43 59 62 68 69 70 76a 76b 76c 94 X409 N155 | 217075-217079, 217086, 217104-217105, 217116 : Ex-Transdev CSO depuis le 1er août 2021 217084, 217107-217113, 217121-217125 : Ex-Transdev Autocars Tourneux depuis le 1er août 2021 217129 : Ex-Transdev Ecquevilly depuis le 1er août 2021 |
| Mercedes-Benz | Intouro ME          | 6                   | 217092-217095 ; 217097-217098                                                                     | Depuis Juillet 2012                   | 10 41 56 59 91                                         | 217092-217094 : Ex-Transdev Autocars Tourneux depuis le 1er août 2021 (exploités en sous-traitance par Keolis Delion) 217095, 217097-217098 : Ex-Transdev CSO depuis le 1er août 2021                                                       |
| Mercedes-Benz | Intouro MEL         | 2                   | 217102-217103                                                                                     | Depuis Décembre 2013                  | 40 70                                                  | Ex-Transdev CSO depuis le 1er août 2021 |

### Tarification et fonctionnement
La tarification des lignes d'autobus d'Île-de-France est unifiée et accessible avec les mêmes abonnements. Un ticket « bus-tram », qui remplace le ticket t+ au 1er janvier 2025, permet un trajet simple quelle que soit la distance, avec une ou plusieurs correspondances possibles avec les autres lignes de bus et de tramway pendant une durée maximale de 1 h 30 entre la première et dernière validation. En revanche, un ticket validé dans un bus ne permet pas d'emprunter le métro, ni le Transilien et le RER. Les lignes Orlybus et Roissybus, assurant de façon directe les dessertes aéroportuaires via autoroute, disposent d'une tarification spécifique mais sont accessibles avec les abonnements habituels.
Les tarifs des billets et abonnements dont le montant est limité par décision politique ne couvrent pas les frais réels de transport. Le manque à gagner est compensé par l'autorité organisatrice, Île-de-France Mobilités, présidée depuis 2005 par le président du conseil régional d'Île-de-France et composé d'élus locaux. Elle définit les conditions générales d'exploitation ainsi que la durée et la fréquence des services. L'équilibre financier du fonctionnement est assuré par une dotation globale annuelle aux transporteurs de la région grâce au versement mobilité payé par les entreprises et aux contributions des collectivités publiques.

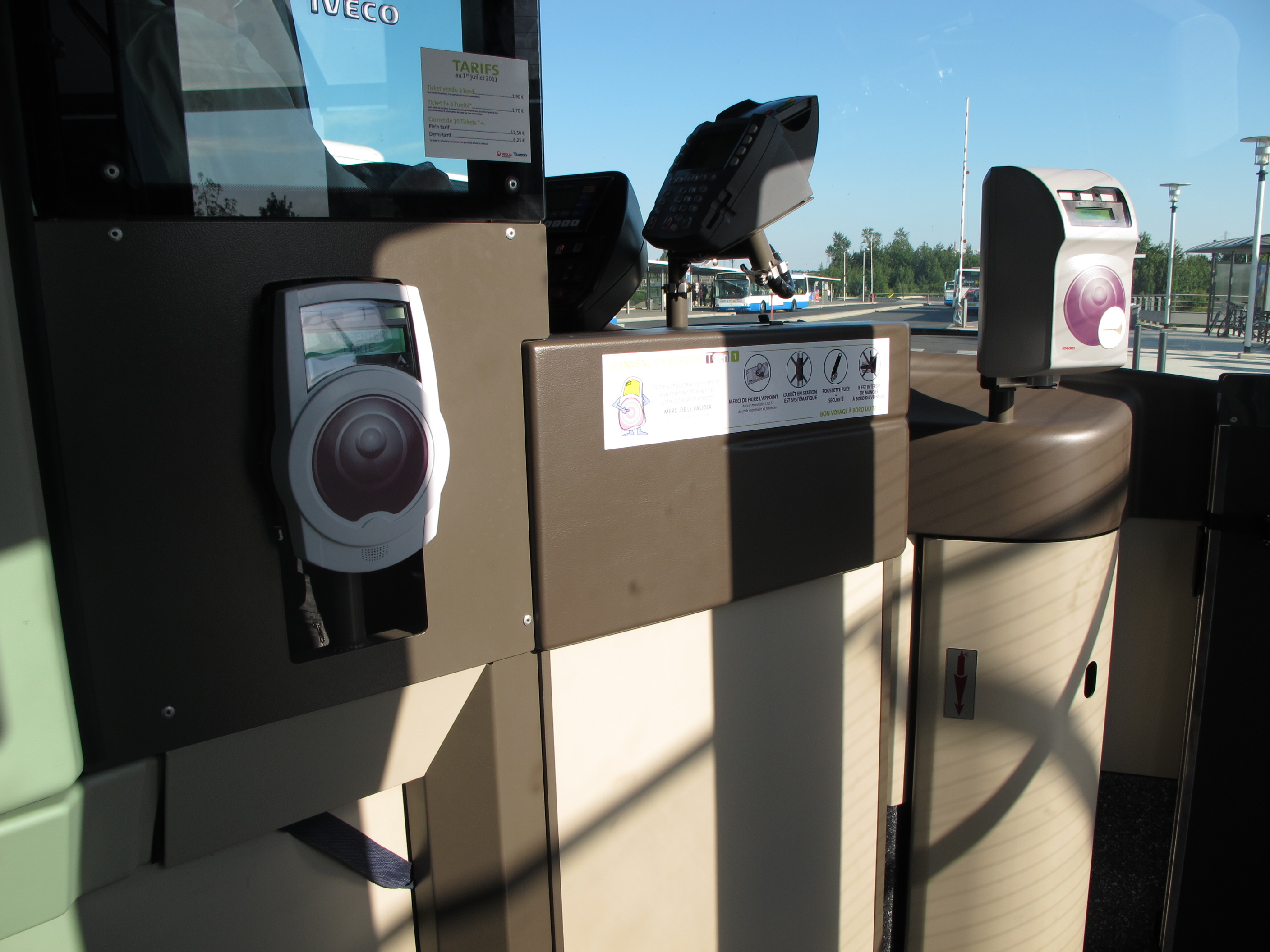
Validateurs pour passes Navigo (à gauche) et pour tickets carton (à droite) présents dans les bus et tramway.

L’achat de ticket par SMS est possible depuis 2018, en envoyant POISSYMUR au 93100 (coût de 2,50€ depuis le 01/01/2023 prélevé sur les factures de téléphone). Ce ticket SMS est valable 1h sans correspondance.

## Galerie de photographies

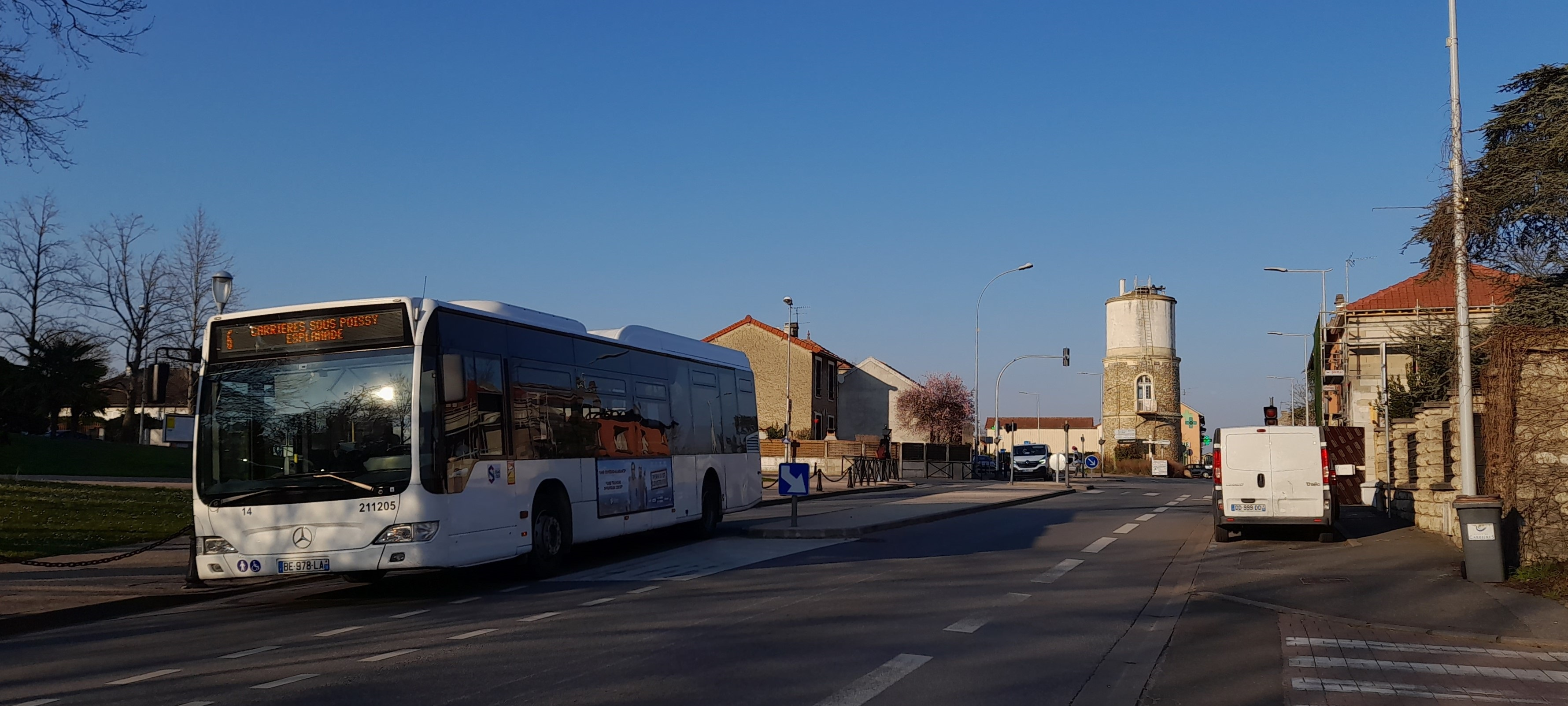
Mercedes Citaro LE n°14 de Keolis Seine-et-Oise Est sur l'ancienne ligne 6 à Carrières-sous-Poissy.
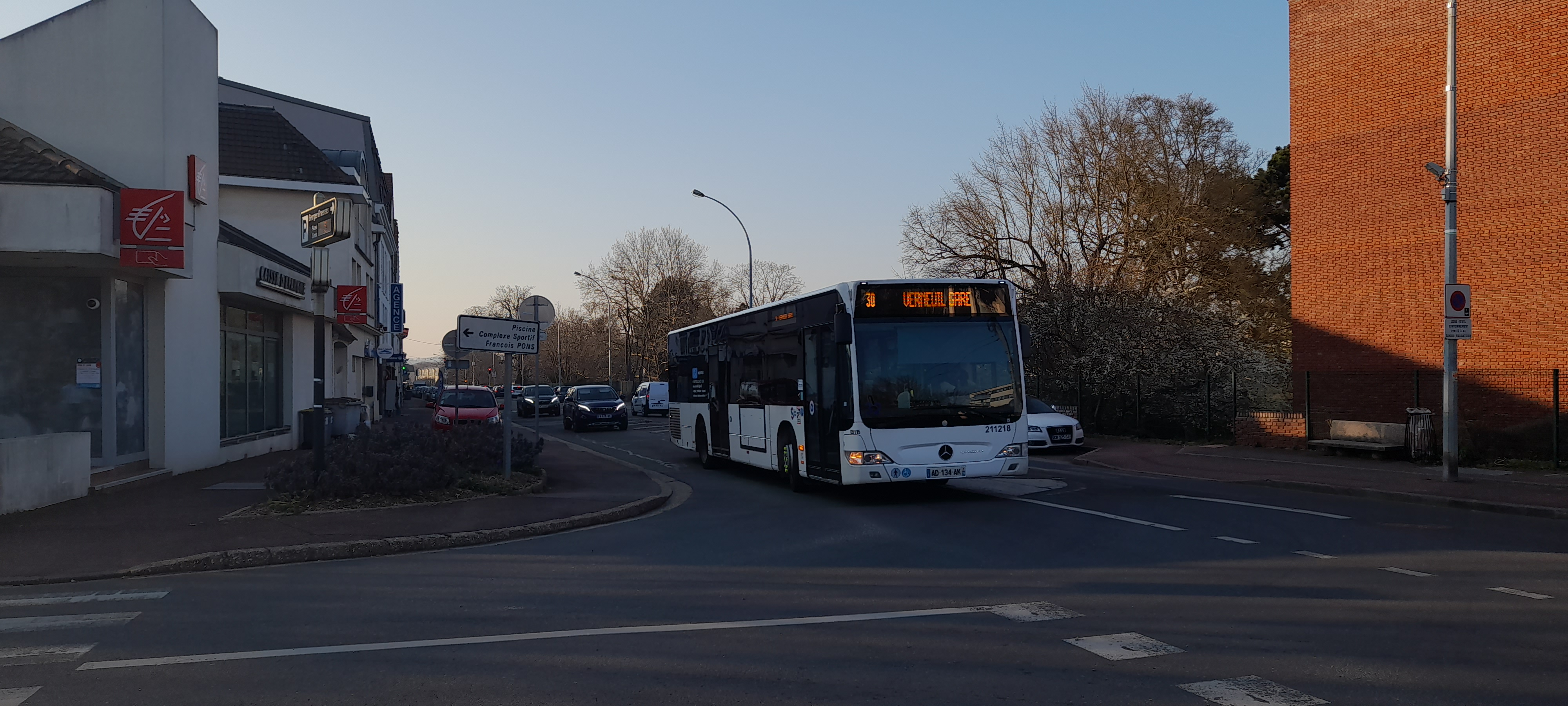
Mercedes Citaro Facelift n°32 de Keolis Delion sur l'ancienne ligne 30 à Verneuil sur Seine.
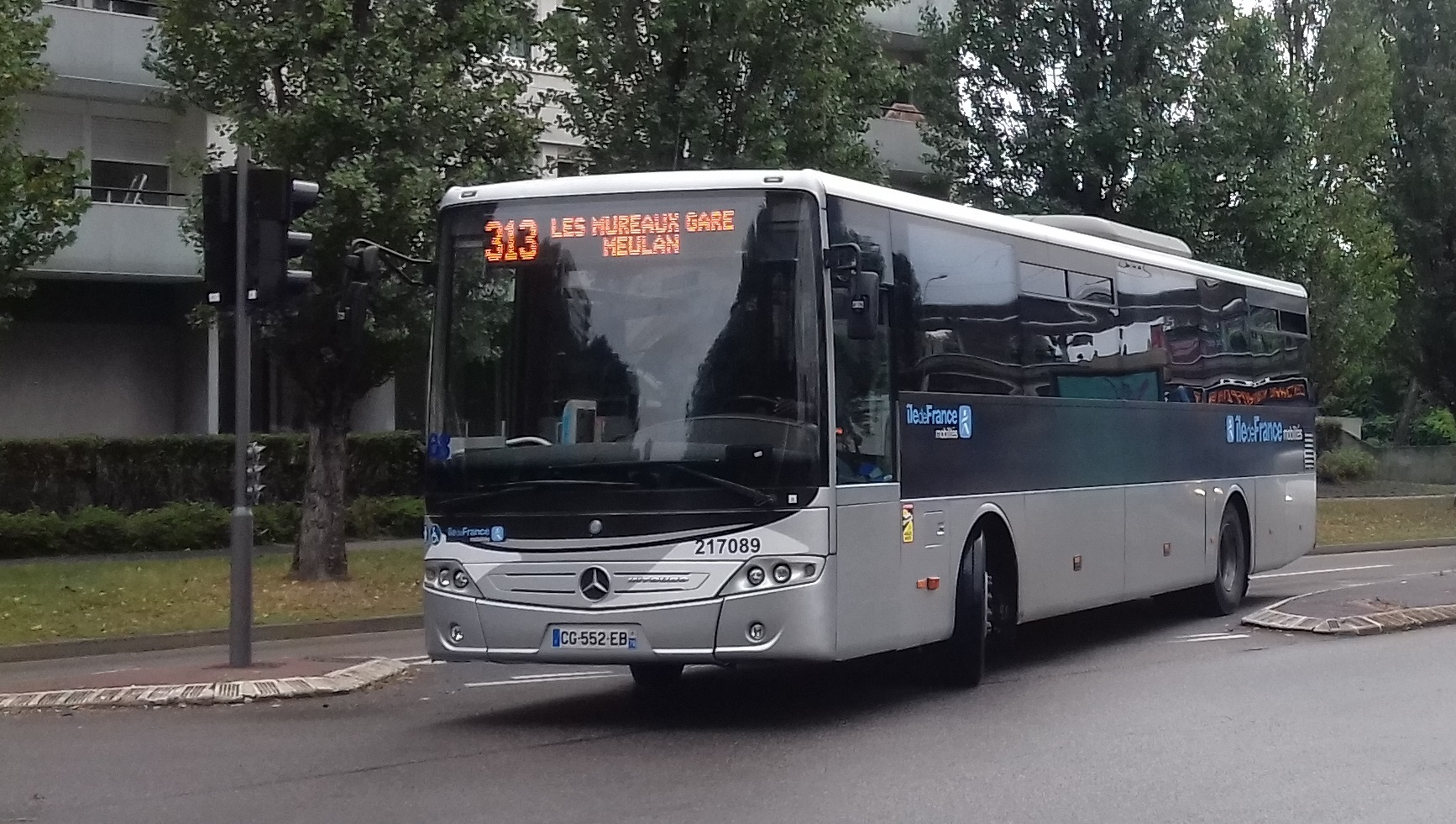
Mercedes Intouro E n°68 de Keolis Seine-et-Oise Est sur l'ancienne ligne 313 aux Mureaux.
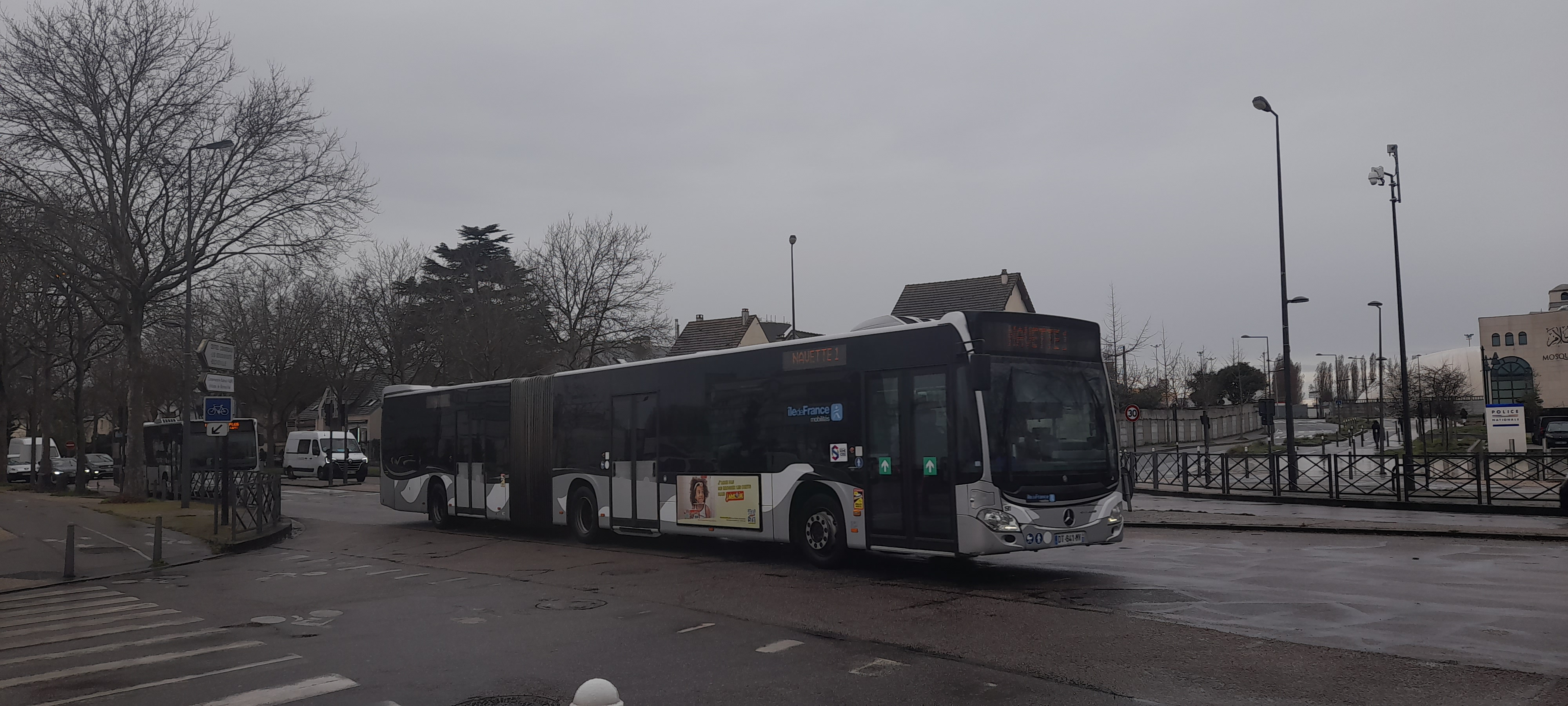
Mercedes-Benz Citaro G C2 n°118 de Keolis Seine-et-Oise Est sur l'ancienne ligne Navette 1 aux Mureaux.
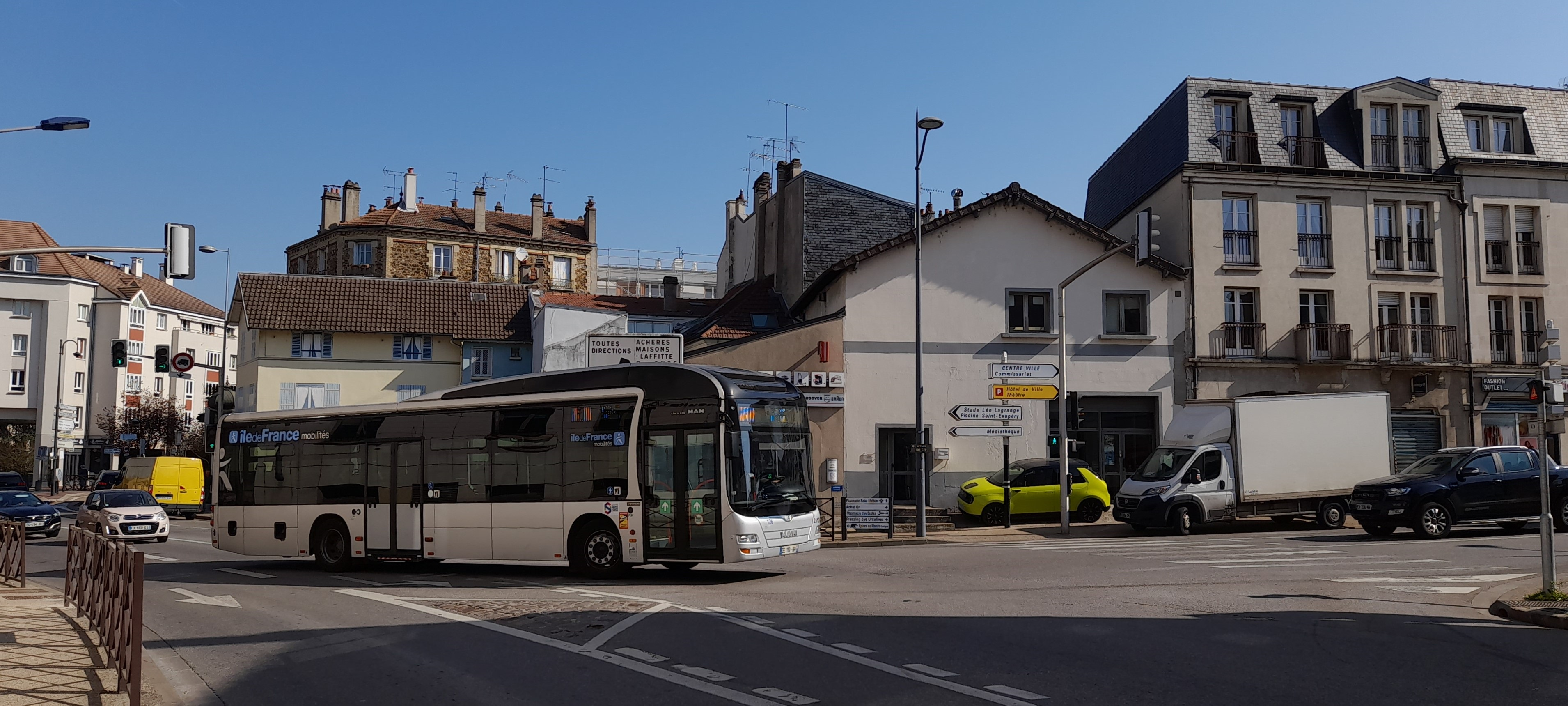
MAN Lion's City hybride n°126 de Keolis Seine-et-Oise Est sur l'ancienne ligne 51 à Poissy.
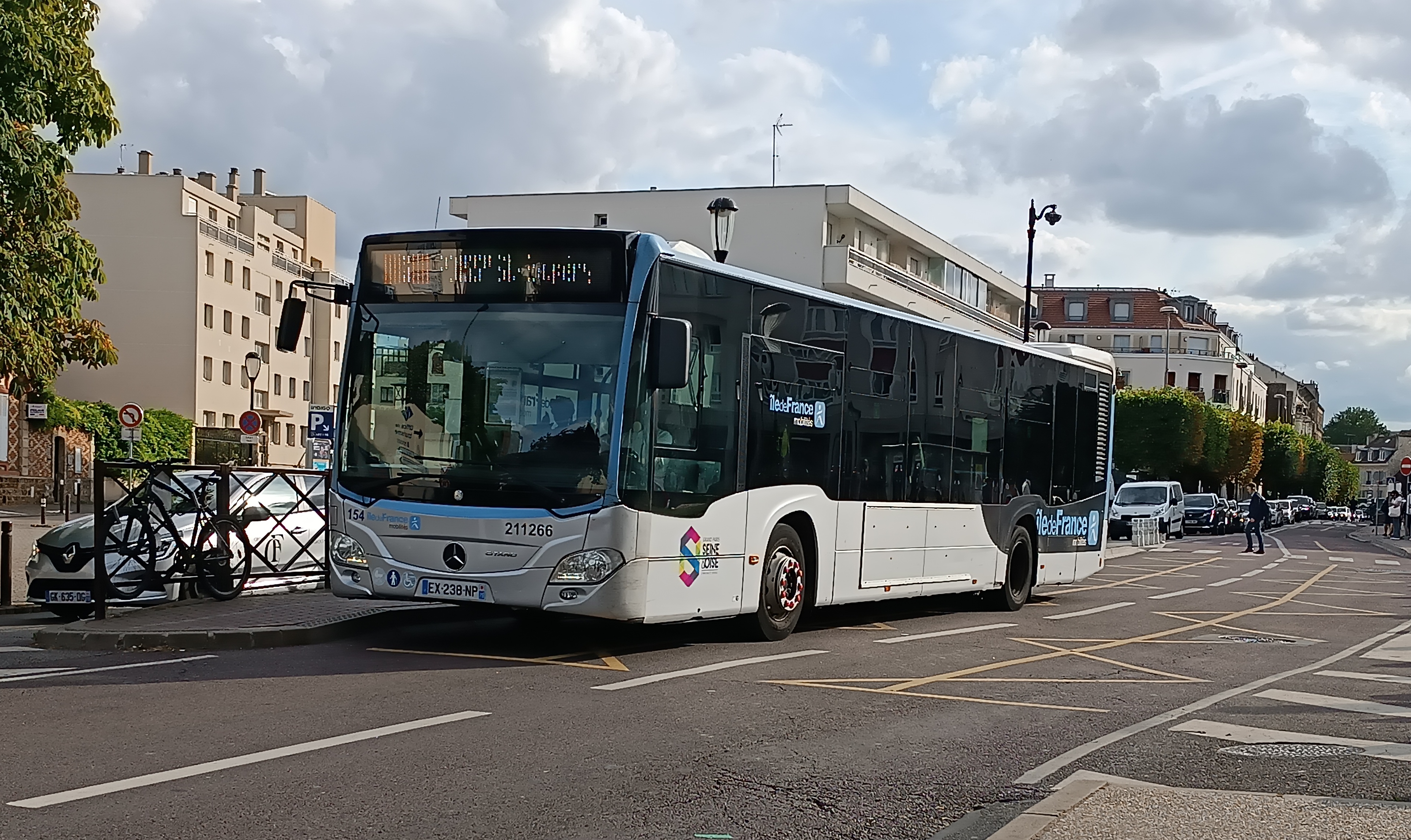
Mercedes Citaro C2 n°154 de Keolis Seine et Oise Est sur la nouvelle ligne 3 à Poissy.
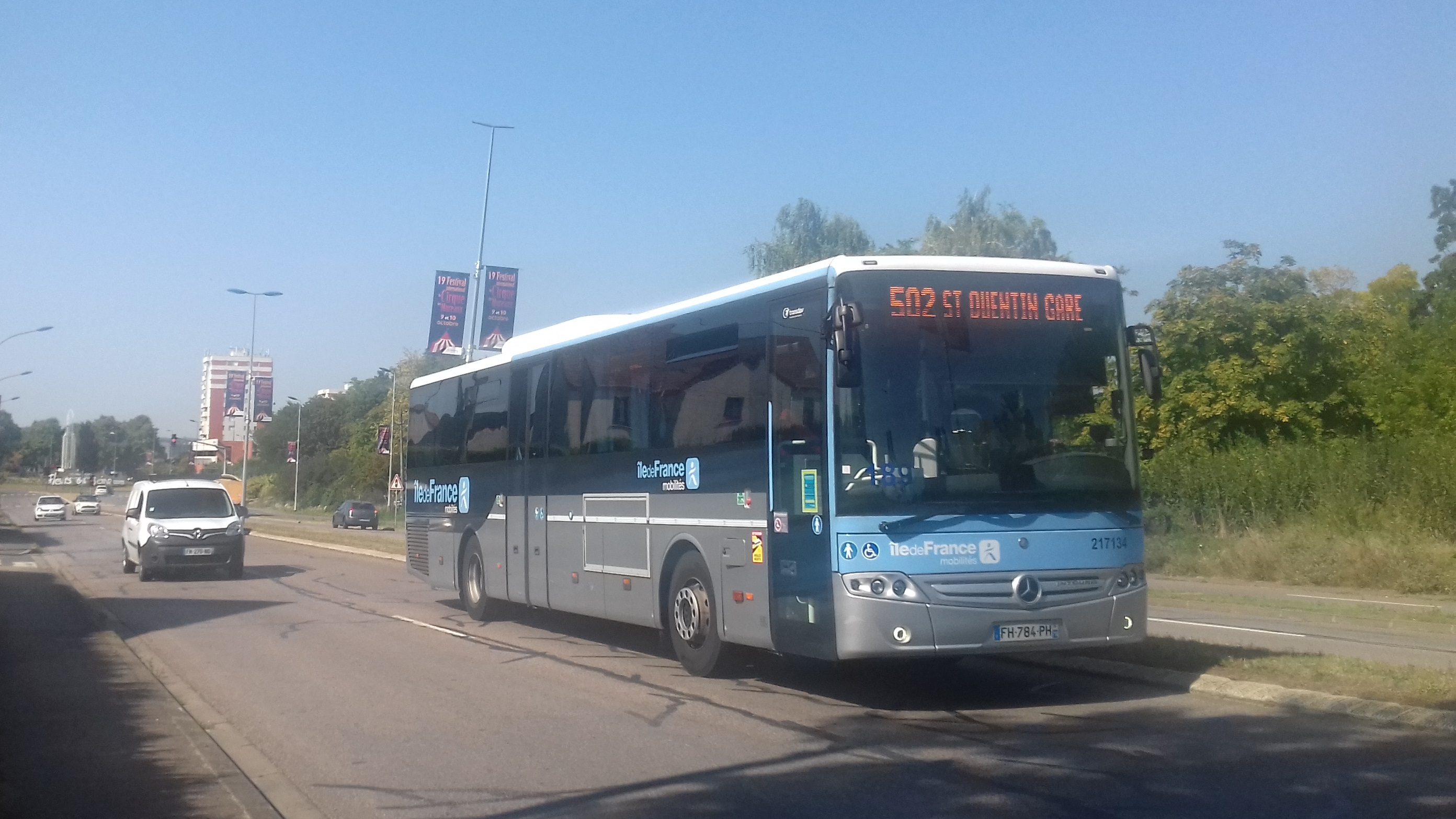
Mercedes Intouro M n°189 de Keolis Seine-et-Oise Est sur l'ancienne ligne 502 aux Mureaux.
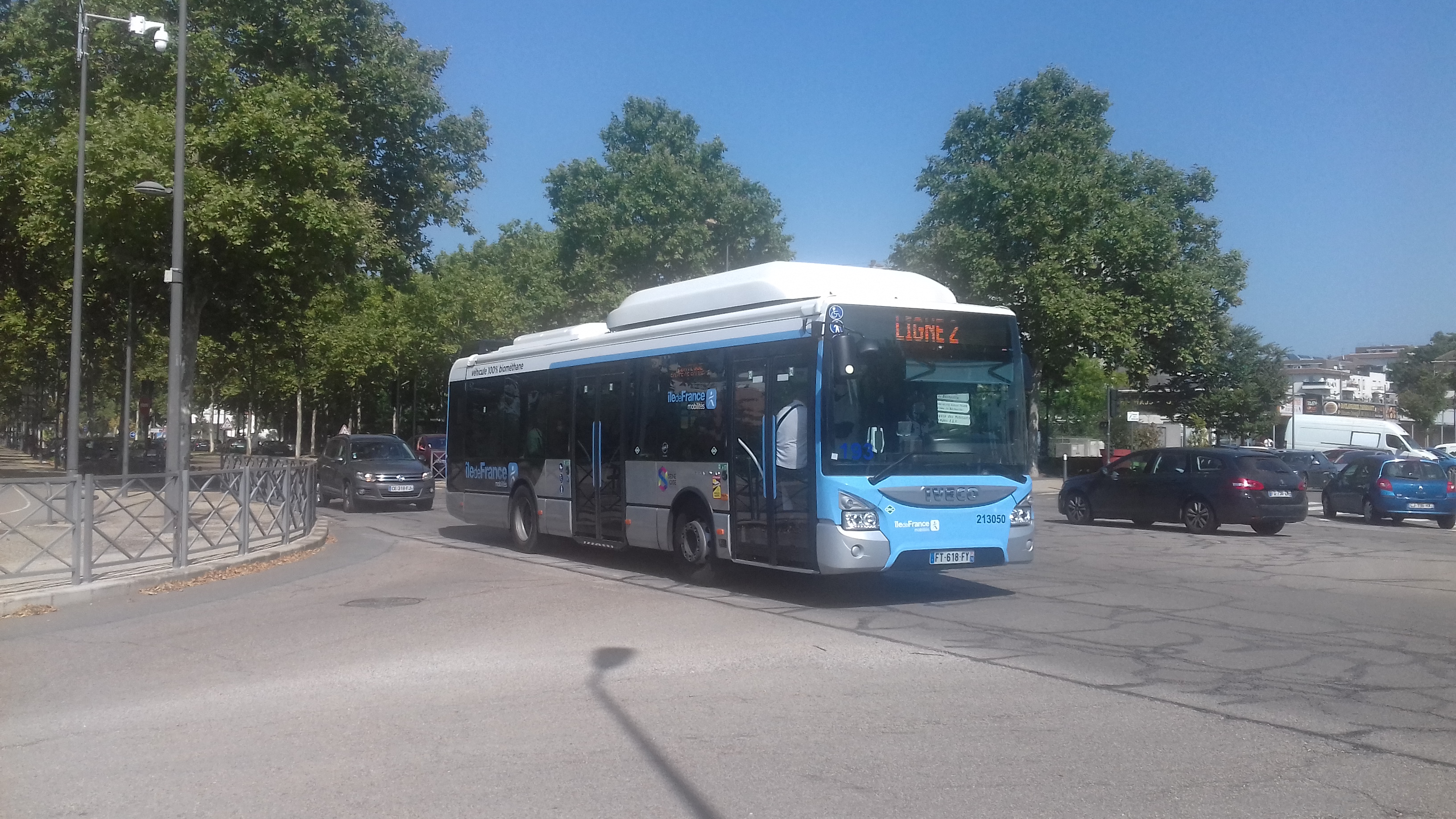
Iveco Bus Urbanway 10 GNV n°193 de Keolis Seine-et-Oise Est sur l'ancienne ligne 2 aux Mureaux.
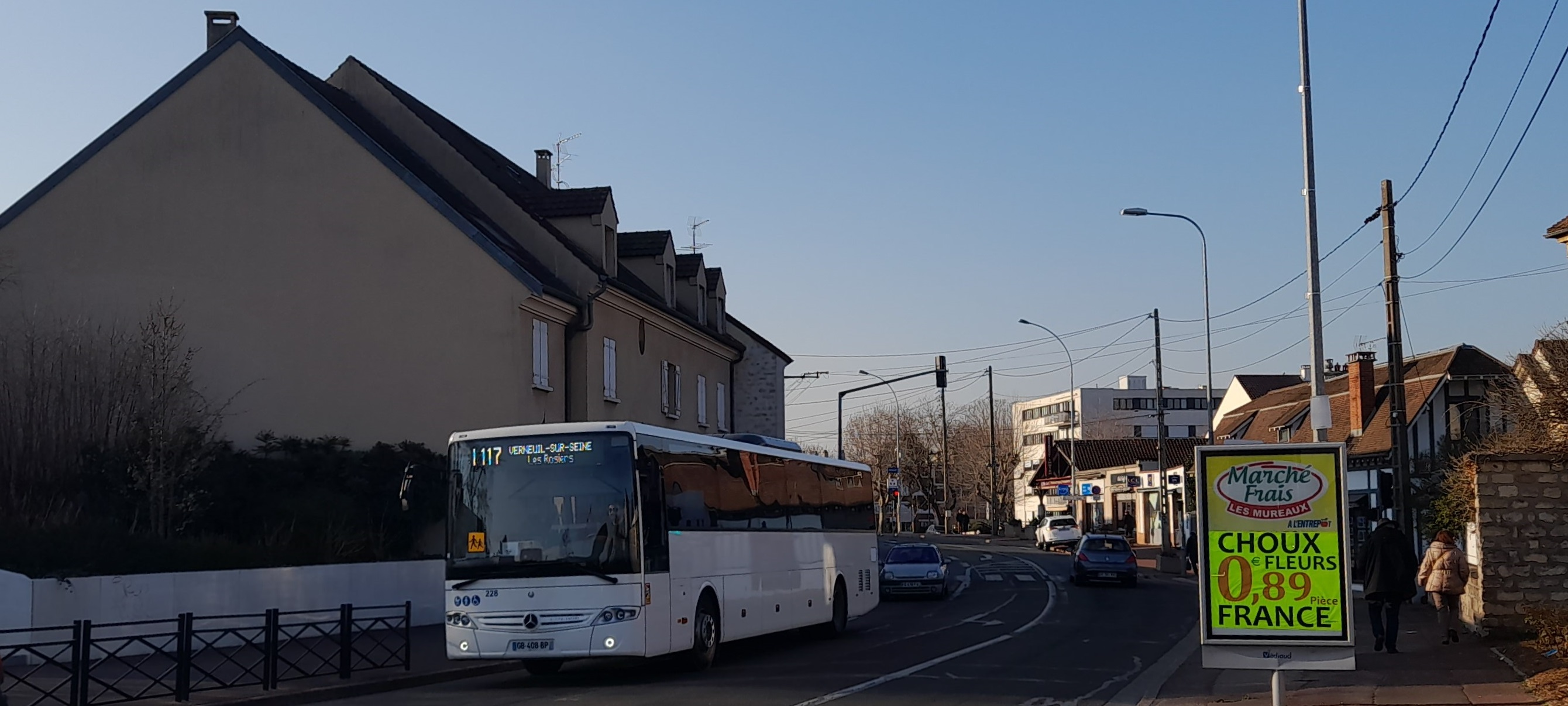
Mercedes Intouro L n°228 de Keolis Seine-et-Oise Est sur la ligne Scolaire 78 L117 à Verneuil sur Seine.
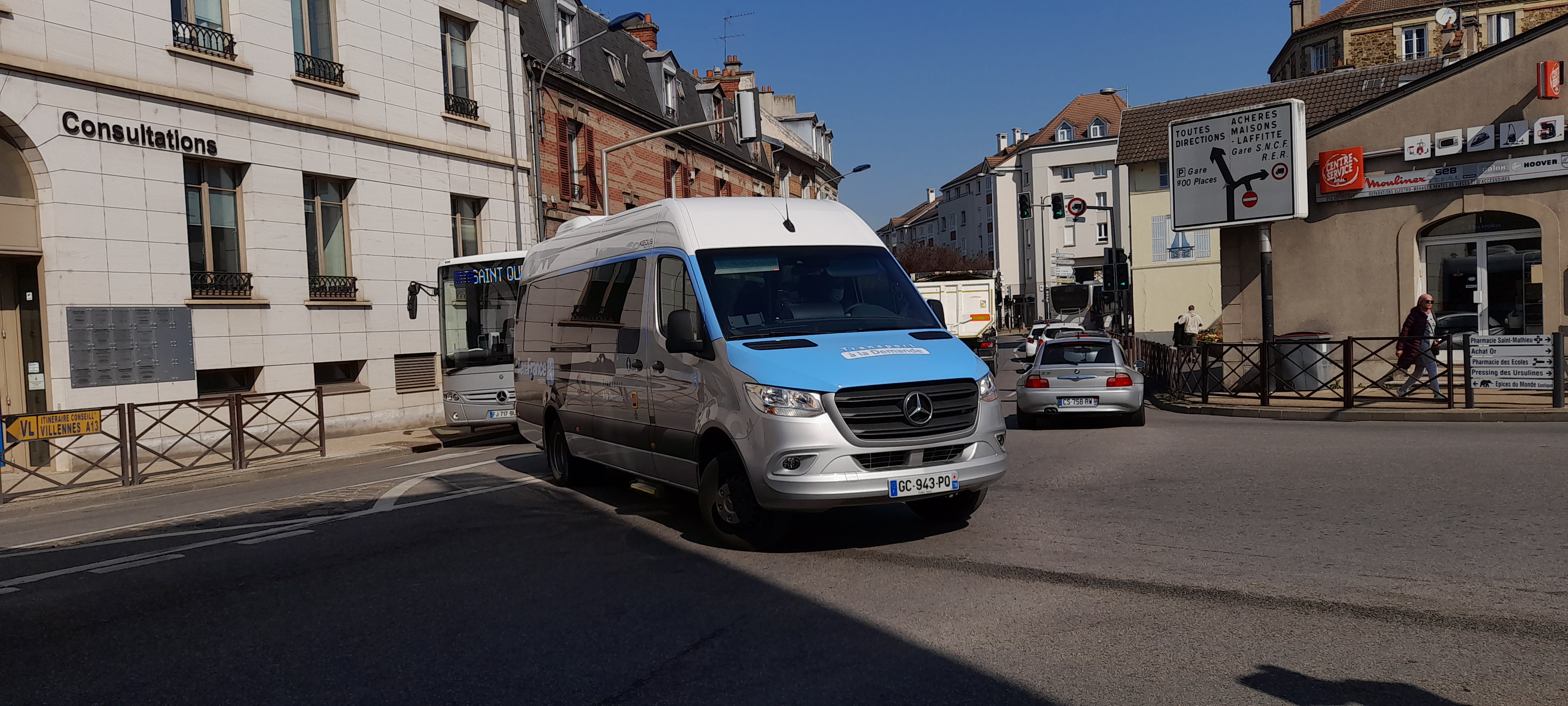
Mercedes Sprinter Transfer 35 de Keolis Seine-et-Oise Est s'en allant prendre son service sur un TàD à Poissy.
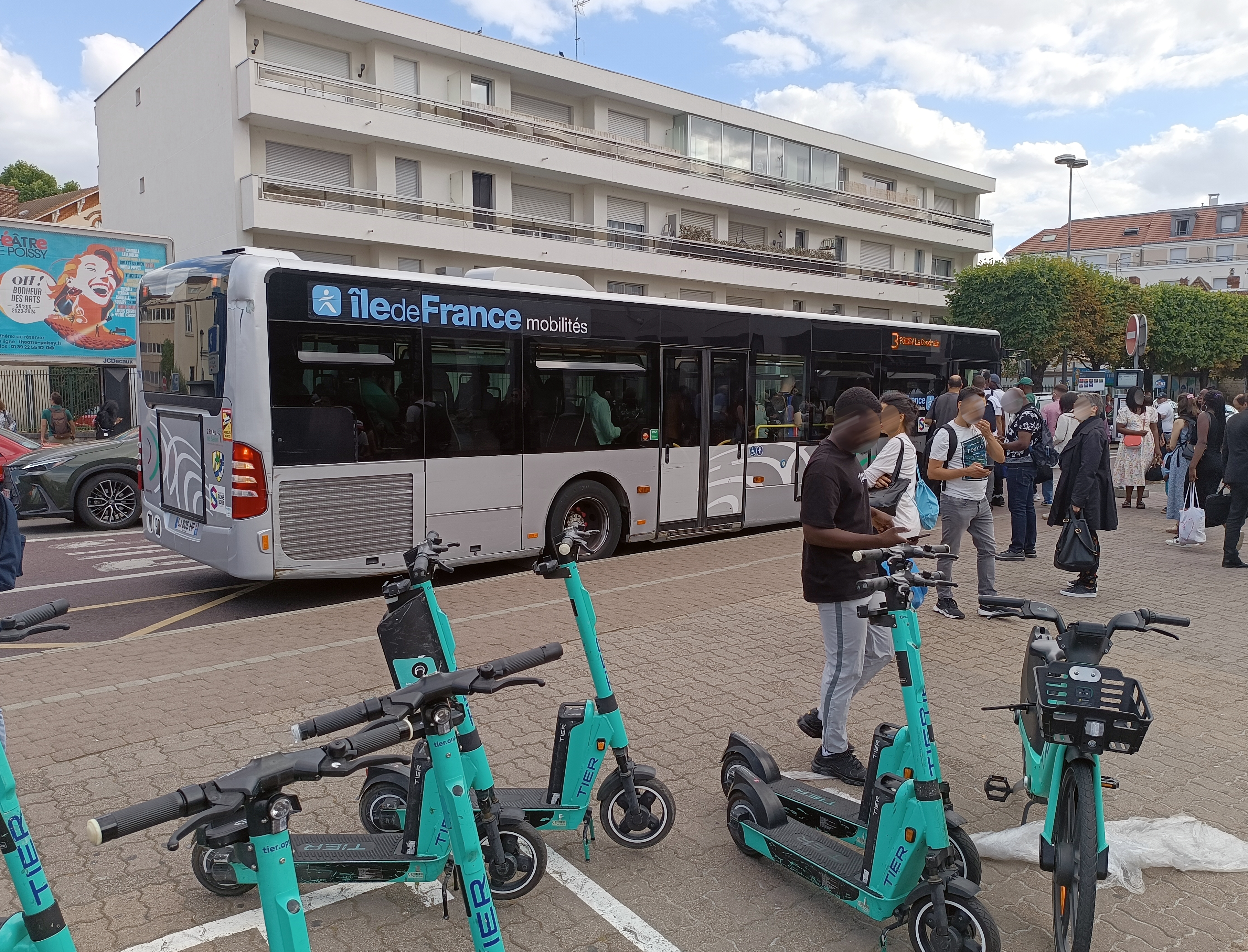
Mercedes Citaro Facelift n°76 de Keolis Delion sur la nouvelle ligne 3 à Poissy.